# Wrocław
Wrocławⓘ (niem. Breslauⓘ, śl.-niem. Brassel, Gruß-Brassel, łac. Vratislavia, cz. Vratislav) – miasto na prawach powiatu w południowo-zachodniej Polsce, siedziba władz województwa dolnośląskiego i powiatu wrocławskiego. Położone w Europie Środkowej, na Nizinie Śląskiej, nad Odrą i czterema jej dopływami. Jest historyczną stolicą Dolnego Śląska, a także całego Śląska.

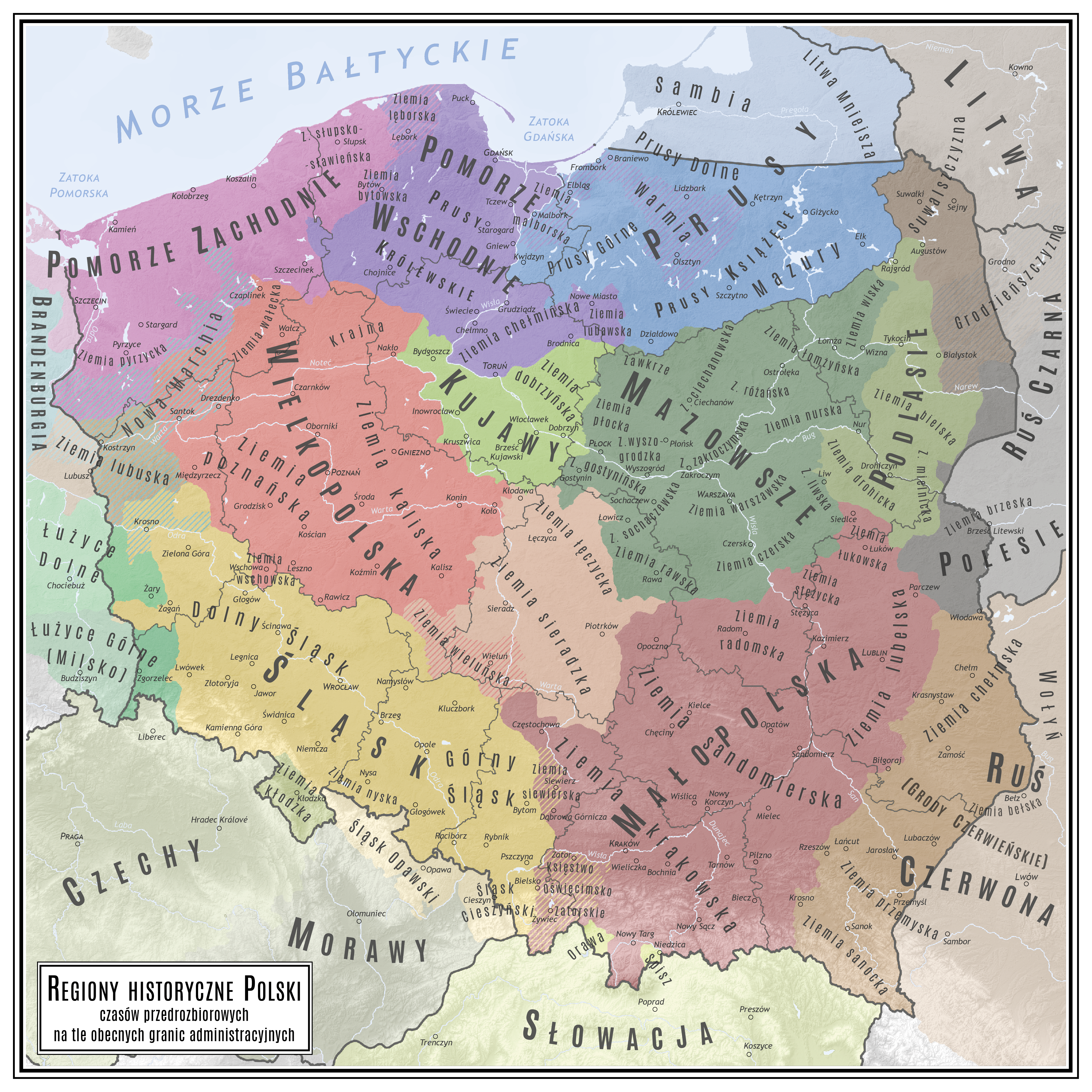
Wrocław, Śląsk i inne krainy historyczne Polski na tle współczesnych granic administracyjnych

Jest głównym miastem aglomeracji wrocławskiej. Trzecie pod względem liczby ludności miasto w Polsce (po Warszawie i Krakowie) – 672 882 mieszkańców (31.12.2024), siódme pod względem powierzchni – 292,8 km². Populacja miasta szacowana przez Urząd Miejski Wrocławia wynosi 893 506 osób (31.12.2022).
Miasto było stolicą księstwa wrocławskiego, siedzibą władz pruskiej prowincji Śląsk i rejencji wrocławskiej. Od 28 czerwca 1946 stolica województwa wrocławskiego. Od 1 stycznia 1999 stolica województwa dolnośląskiego. Miasto składa się z 48 osiedli, należy do Unii Metropolii Polskich i Eurocities.

## Nazwa miasta
Pochodzenie nazwy miasta nie jest jasne, ponieważ w najstarszych określeniach tej nazwy zapisanych przez Thietmara jako Wrotizlaensem i Wortizlava, oraz późniejszej z 1133 jako Vuartizlau, występuje grupa -ar-, -ro-, a nie czeska -ra- stosowana jako część nazwy miasta w późniejszych wiekach i co mogłoby wskazywać, że pochodzenie nazwy miasta należy tłumaczyć jako gród Wrocisława, które to imię było popularne wśród rycerstwa polskiego w różnych formach i odmianach. Jeszcze w początkach XII wieku zapis Vuartizlau jest polski (z polską grupą –ar- jak w Warcisław). Późniejsza forma łacińska Vrastislavia, w której pojawia się czeskie –ra-, jest zniekształcona (czeski egzonim nazwy miasta mógł się rozpowszechnić z racji bliższych kontaktów gospodarczych z południem Europy). Przeciwną hipotezą jest pogląd, że nazwa miasta pochodzi przypuszczalnie od imienia zmarłego w 921 roku księcia czeskiego Vratislava I, który być może czasowo panował nad grodem i który według legend jest założycielem miasta. Według tej koncepcji w VI wieku słowiańskie plemię Ślężan osiedliło się nad Odrą i wzniosło na Ostrowie Tumskim gród, który Vratislav I umocnił. Poza wymienionymi argumentami językowymi, koncepcja ta napotyka też na wątpliwości natury historycznej, ponieważ dotychczasowe datowanie pierwszego wrocławskiego grodu na najwcześniej 940 rok przypada na co najmniej dwadzieścia lat po śmierci Vratislava I. Jednym z pierwszych źródeł nazwy miasta jest kronika Thietmara z Merseburga z XI wieku („Iohannem Wrotizlaensem”, „Wortizlava civitate”). Polska nazwa miejscowości „Wrocław” jest skrótem od staropolskiego imienia „Wrocisław”. „Wrocisław” i czeskie „Vratislav” są imionami złożonymi: pierwsza część znaczy „wrócić”, „zwrócić” (czes. „vraceti”, „vrátiti”), „obalać przeciwnika”, „zmusić kogoś do ucieczki”. Druga część („sław”) znaczy „reputacja”, „sława”. Dlatego inicjał „W” jest od dawna częścią herbu niemieckiego i polskiego. W roku 1154 arabski geograf Al-Idrisi w swoim dziele pt. Księga Rogera zamieścił nazwę Wrocławia jako -r(a)t(i)-slaba pośród innych polskich miast Krakowa, Gniezna, Sieradza, Łęczycy oraz Santoka.
Niemiecka nazwa „Breslau” ma pochodzenie słowiańskie i oparła się na wcześniejszych dokumentach z roku 1175 jako nazwa „Wrezlaue” oraz z 1201 r. jako „Wreczelaw”. W czasie, w którym Niemcy osiedlali się nad Odrą, istniało już osiedle polskie na Ostrowie Tumskim. Osiedle nazywało się „Wrocław”, ulokowane tu było już też biskupstwo. Stopniowe scalenie tych osiedli w jeden ośrodek spowodowało, że nie istniała potrzeba stosowania nowej nazwy dla osad niemieckich. Etymologiczne pochodzenie nazwy „Breslau” od nazwy „Wrocław” można udowodnić przez porównanie historycznych dokumentów duchownych i książęcych, w których można znaleźć dużo wariantów i odwołań do tej nazwy. Wymiana litery „W” na literę „B” uzasadnia się trudnościami w artykulacji przez Niemców wersji nazwy zaczynającej się od „W”. Niektórzy przypuszczają, że niemieckie osiedle początkowo mogło mieć swoją własną nazwę, która jednak nie zachowała się.
W kronice łacińskiej Liber fundationis episcopatus Vratislaviensis spisanej w latach 1295–1305 miasto wymienione jest jako Wratislavia. W kronice wymienione zostały również wsie, które w procesach urbanizacyjnych zostały wchłonięte przez miasto. Są to obecne dzielnice lub części miasta jak Ołbin zapisane w formie Olbingo, Kozanów jako Chossnow, Osobowice jako Heysonis, Maślice jako Maslitz, Gądów Mały jako Gandow, Pilczyce jako Pilsicz, Kłokoczyce jako Clocziti, Pracze Widawskie jako Praczh i inne. Niemiecki opis Prus z 1819 roku notuje dwie nazwy miasta – polską oraz niemiecką – we fragmencie „Breslau (polnisch Wraclaw)”.
19 maja 1946 przyjęto oficjalną nazwę miasta Wrocław w miejsce niemieckiej Breslau.

## Historia
Wrocław jest jednym z najstarszych miast Polski pod względem lokacji na prawach miejskich.
W czasach antycznych w miejscu lub okolicach Wrocławia istniała miejscowość o nazwie Budorgis. Została ona odwzorowana na antycznej mapie Klaudiusza Ptolemeusza z lat 142–147 n.e. O tym, że miejscowość ta znajdowała się w miejscu lub okolicach Wrocławia, informuje Lexicon Universale oraz wynika to z położenia wśród innych zidentyfikowanych miejscowości Śląska. Niektóre z hipotez łączy antyczną osadę Budorigum z samym Wrocławiem, część źródeł wskazuje jednak na jej lokalizację w okolicach Brzegu. We Wrocławiu krzyżowały się dwie główne drogi handlowe – Via Regia i Szlak bursztynowy. Miasto należało do Ligi Hanzeatyckiej. Miasto po raz pierwszy wzmiankowane w sposób jednoznaczny w roku 1000 (rok tradycyjnie przyjmuje się za datę powstania miasta) w związku z założeniem (podczas zjazdu gnieźnieńskiego) biskupstwa (jednego z czterech na terenie ówczesnej Polski). Osadnictwo na tych terenach istniało już jednak od VI wieku, kiedy to słowiańskie plemię Ślężan osiedliło się nad Odrą. Według ostatnich badań nie ma śladu, który by wskazywał na istnienie przed 940 rokiem grodu na wrocławskim Ostrowie Tumskim. W roku 985 na Ostrowie Tumskim powstał pierwszy gród wybudowany przez Mieszka I. Od końca X wieku Wrocław znajdował się pod panowaniem Piastów i był jedną z głównych siedzib królestwa (łac. sedes regni principalis). W średniowiecznej Kronice Polskiej Galla Anonima spisanej w latach 1112–1116 Wrocław zastał zaliczony do trzech głównych stolic Królestwa Polskiego.

Bolesław zaś, prawy syn mój, obejmie główne stolice królestwa we Wrocławiu, w Krakowie i w Sandomierzu

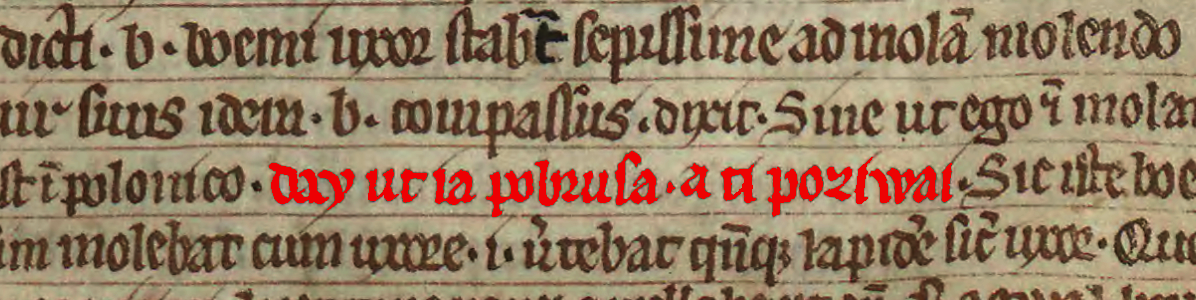
Fragment Księgi henrykowskiej z pierwszym zapisanym po polsku zdaniem, w 1270 roku
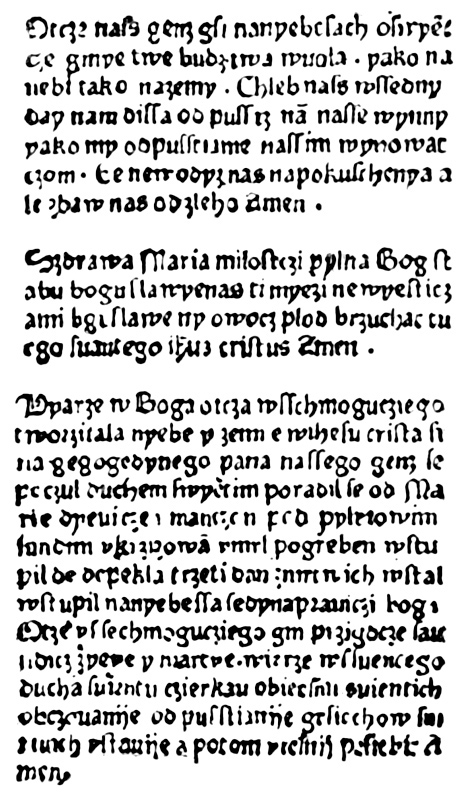
Statuta synodalia episcoporum Wratislaviensium – pierwszy druk w języku polskim
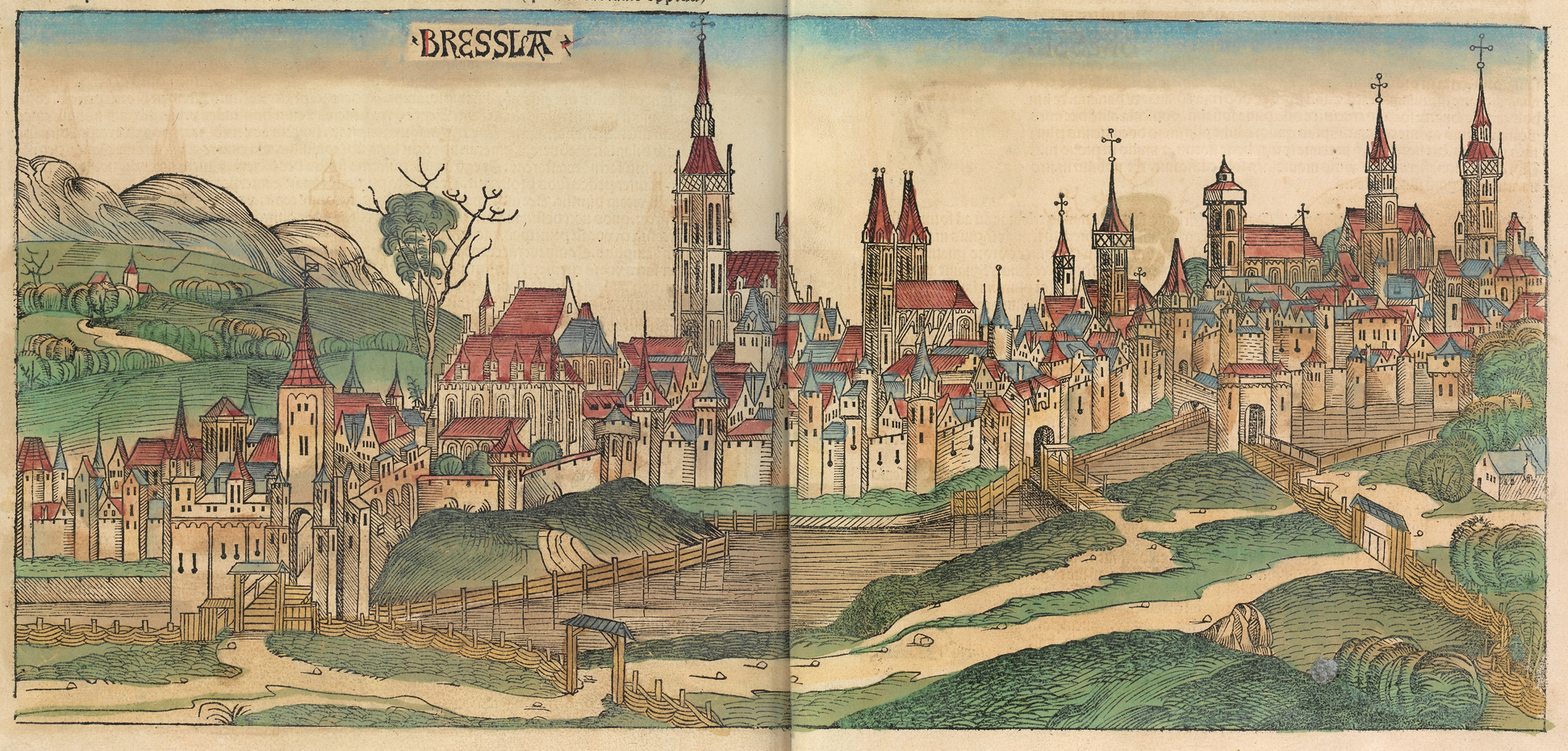
Wrocław w XV w. – Liber chronicarum
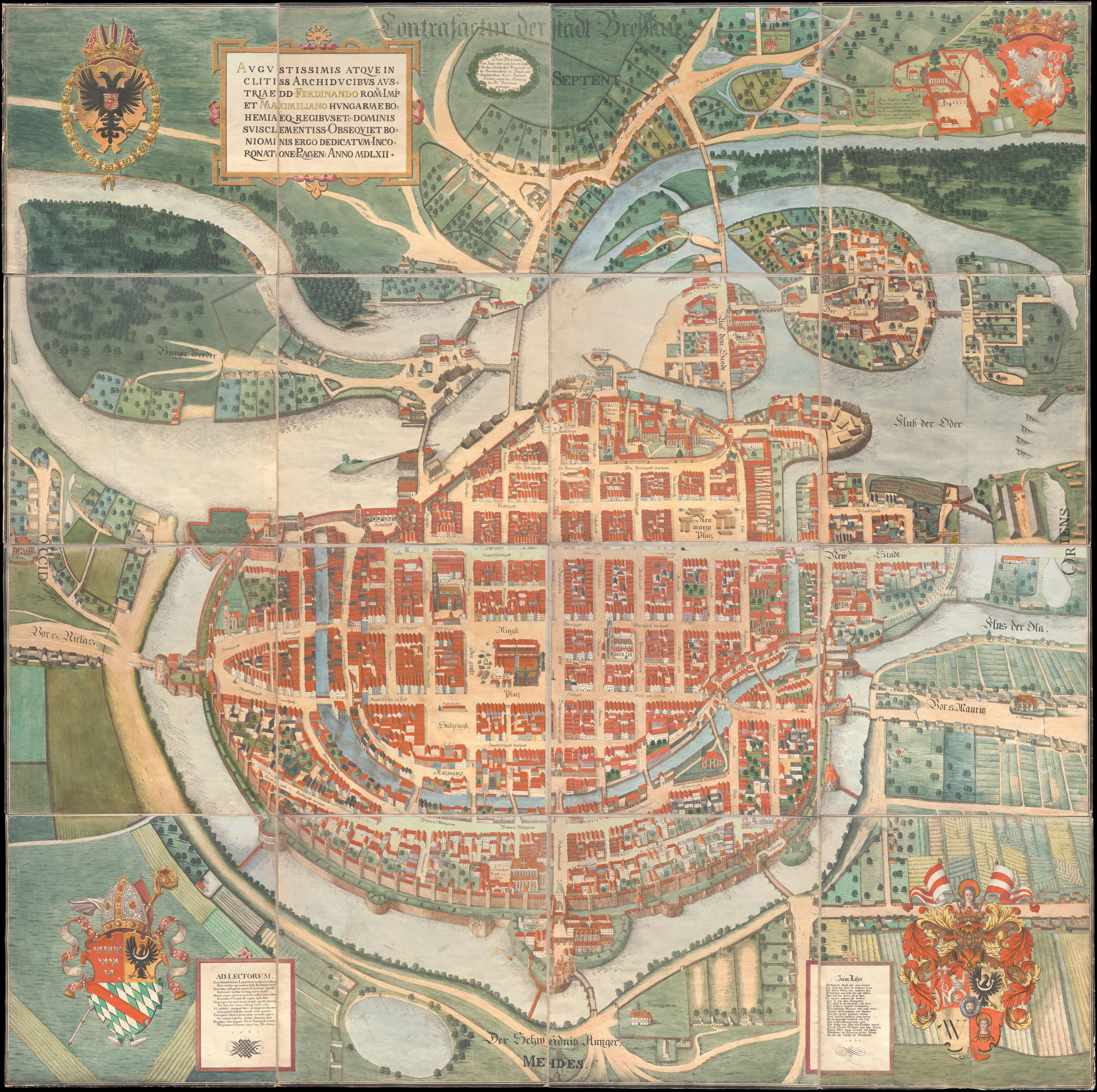
Mapa Wrocławia z 1562 roku
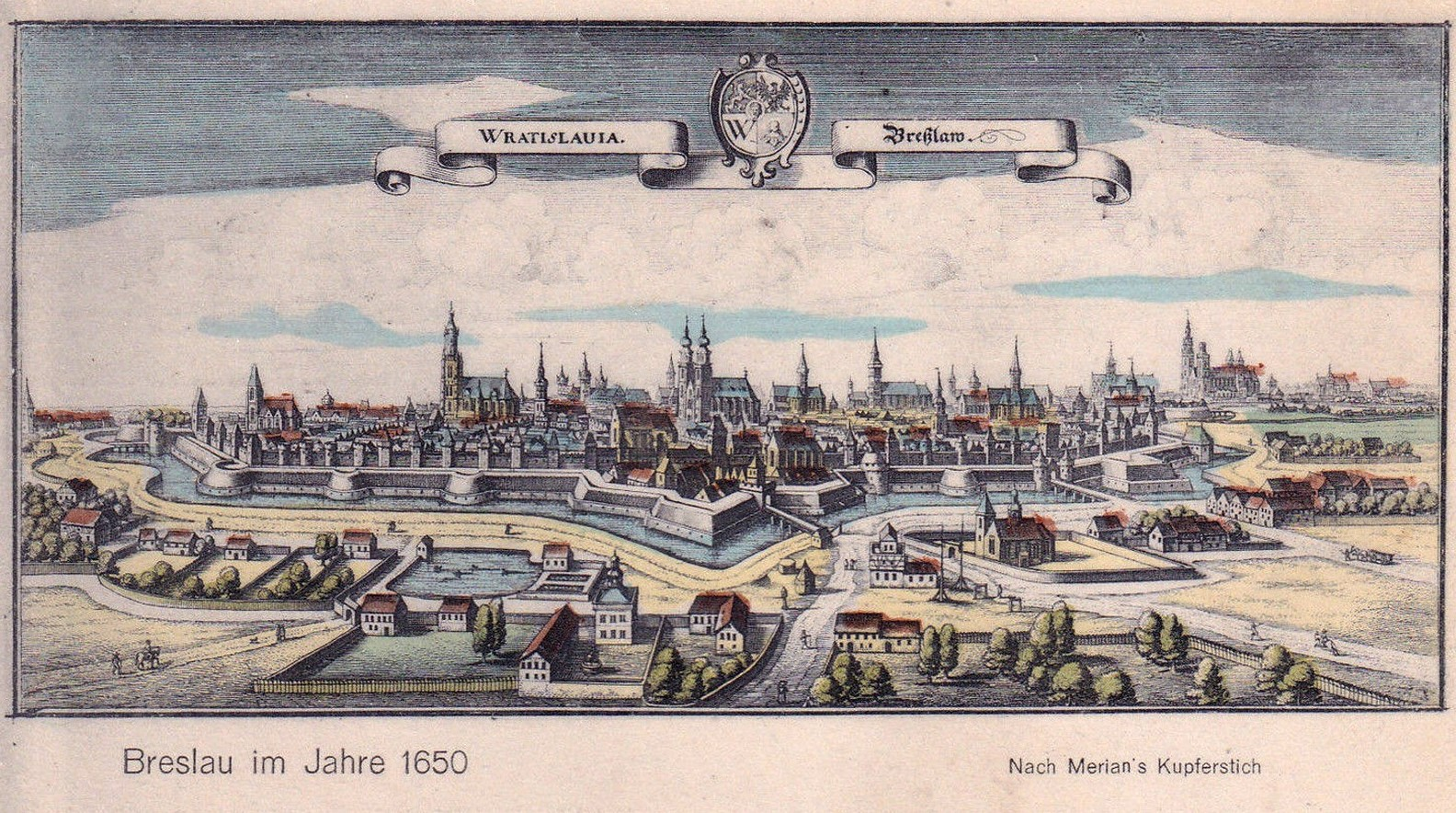
Wrocław w XVII w.
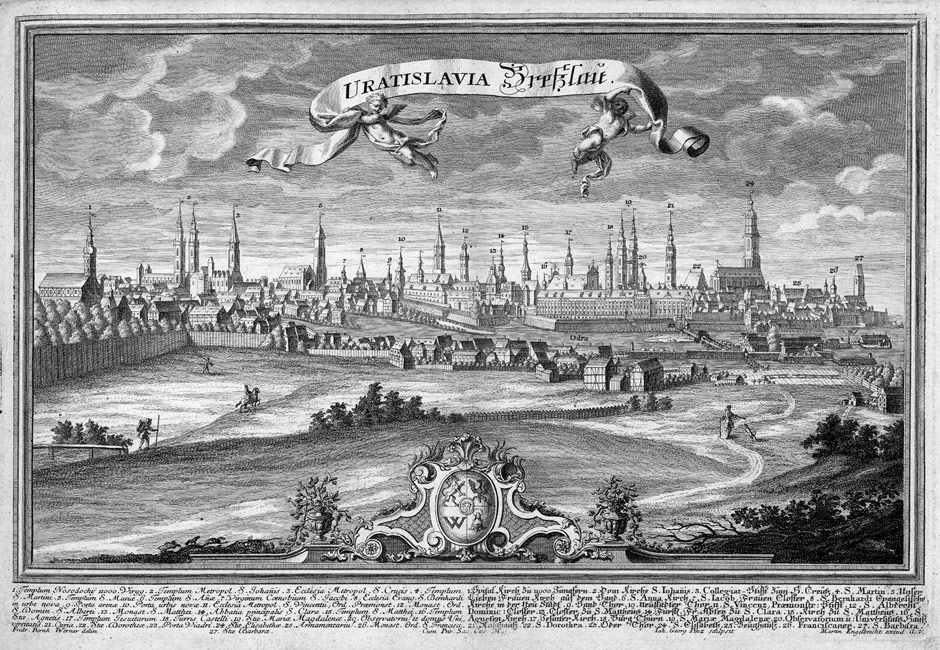
Wrocław w 1736 roku

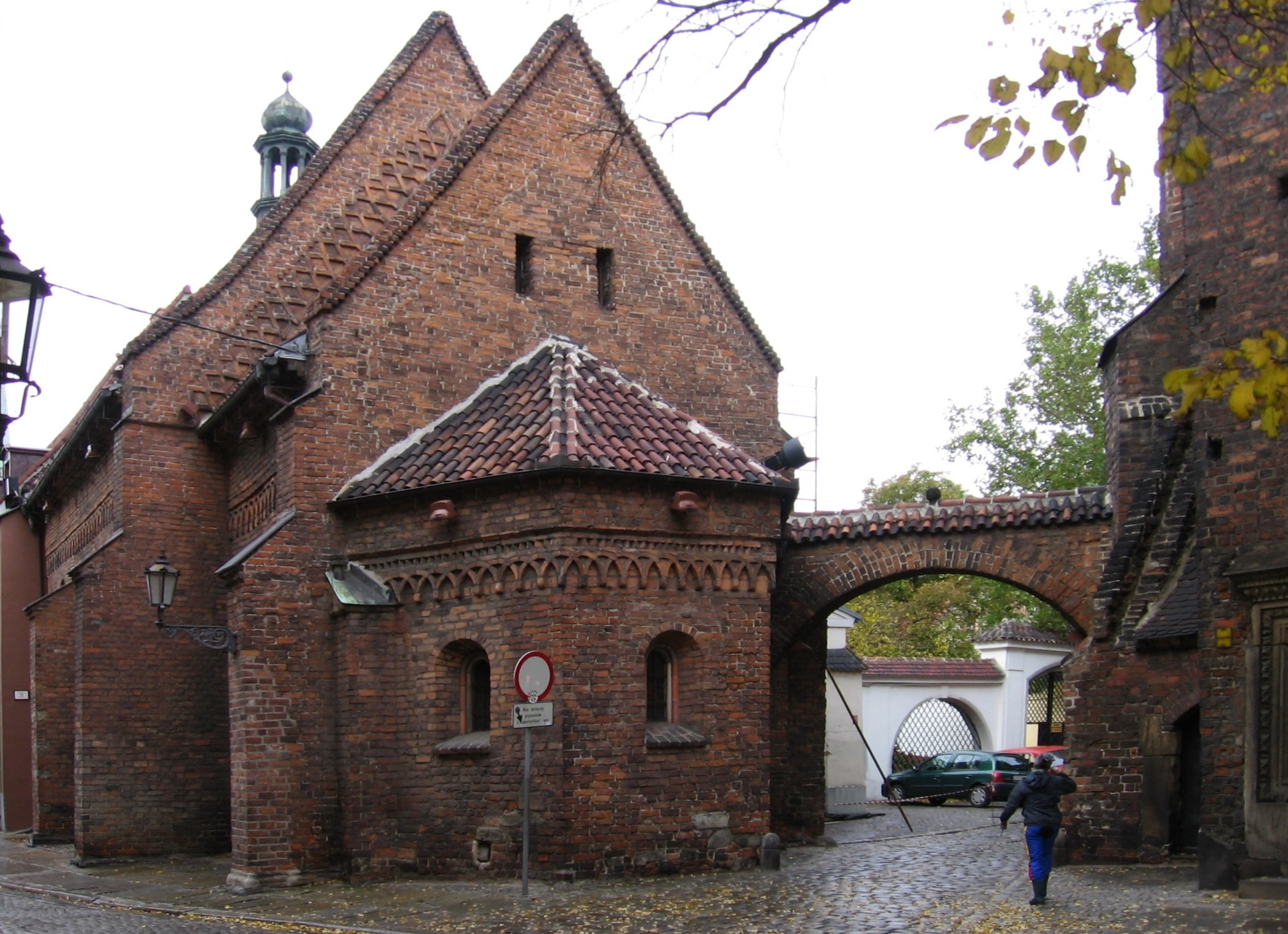
Kościół św. Idziego – najstarsza zachowana budowla Wrocławia (XIII w.)

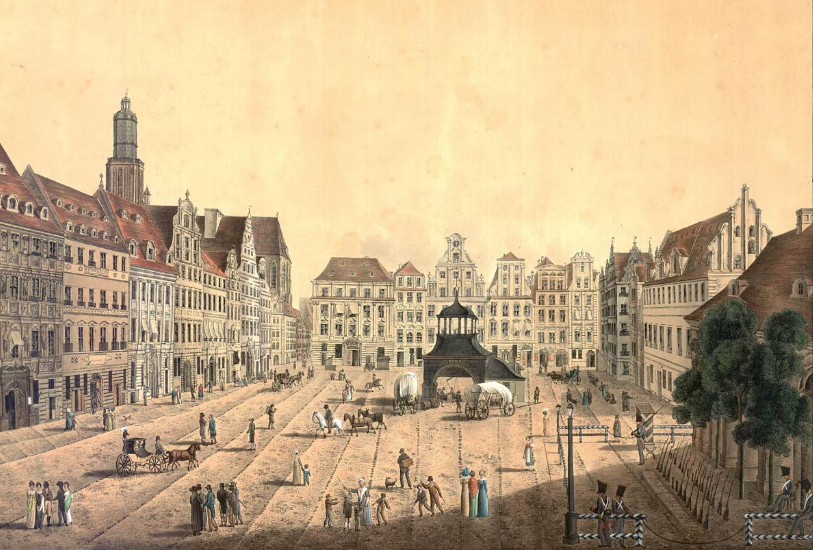
Wielka Waga Miejska we Wrocławiu, 1770-1850

W latach 1031–1032 (lub 1034–1038) wybuchła reakcja pogańska i zburzona została katedra wrocławska, a na jej miejscu zbudowano świątynię pogańską.
Od pierwszej połowy XI wieku we Wrocławiu działała mennica.
W XII wieku na Ołbinie, wyspie Piasek, oraz wokół góry Ślęży swoje posiadłości miał Piotr Włostowic, syn Włosta. W tym samym wieku wzniesiono zamek na Ostrowie Tumskim, a miejscowość zyskała status kasztelanii. Spisany po łacinie dokument średniowieczny Henryka I Brodatego z 1214 roku (uznaje się, że wówczas nastąpiła lokacja miasta) wymienia jako kasztelana wrocławskiego Sobiesława we fragmencie „Sobeslao castellano de Wratislauia”.
W okresie rozbicia dzielnicowego w Polsce, Śląsk i jego największy z grodów stał się domeną nowej linii książęcej – Piastów Śląskich. Wokół książęcego grodu znajdującego się na odrzańskich wyspach powstawały liczne osady. Na początku XIII wieku zaczęły się one przekształcać stopniowo w jeden organizm miejski. Proces ten uległ przyspieszeniu po najeździe mongolskim z 1241 r., w czasie którego doszło również do częściowego zniszczenia samego Wrocławia.
W kwietniu 1241, w obawie przed najazdem mongolskim, miasto zostało opuszczone przez mieszkańców, a następnie spalone ze względów strategicznych. Zamek wrocławski, w którym bronił się Henryk II Pobożny, pozostał niezdobyty. Wierzono, że stało się tak dzięki cudownemu zjawisku, które ukazało się na niebie powodując odstąpienie Mongołów od oblężenia. Tradycja, którą przekazał m.in. Jan Długosz, uznała to za skutek modlitw przeora wrocławskich dominikanów Czesława Odrowąża, późniejszego błogosławionego i patrona miasta. Po odbudowaniu ze zgliszcz, w 1242 roku dokonano pierwszej lokacji miasta. Pierwszym wójtem obrano Henryka, syna Godinusa, przodka rodziny Stilevoyt będącym jednym z ważniejszych rodów średniowiecznego Wrocławia.
W 1323 roku Henryk VI Dobry zaoferował przejęcie władzy nad Wrocławiem Władysławowi I Łokietkowi, lecz z bliżej nieznanych przyczyn nie doszło to do skutku.
W roku 1335 po śmierci Henryka VI Dobrego, po 350 latach panowania we Wrocławiu książąt i królów polskich, miasto przeszło pod panowanie Luksemburgów. Oznaczało to włączenie miasta razem z całym Śląskiem do Świętego Cesarstwa Rzymskiego (Narodu Niemieckiego), co potwierdził 7 kwietnia 1348 roku cesarz Karol IV.
Po śmierci Ludwika II Jagiellończyka w 1526 Wrocław wraz z resztą księstw śląskich stał się częścią monarchii Habsburgów.
W połowie XVII wieku polsko-niemiecka granica językowa przebiegała niedaleko Wrocławia, włączając miasto do terytorium o dominacji języka polskiego.
W 1693 Edmond Halley, w oparciu o zestawienia narodzin i zgonów sporządzone przez wrocławskiego pastora Caspara Neumanna, opracował wzorzec obliczania składek emerytalnych dla powstających funduszy ubezpieczeniowych. W analizie jako miasto wzorcowe posłużył mu Wrocław.

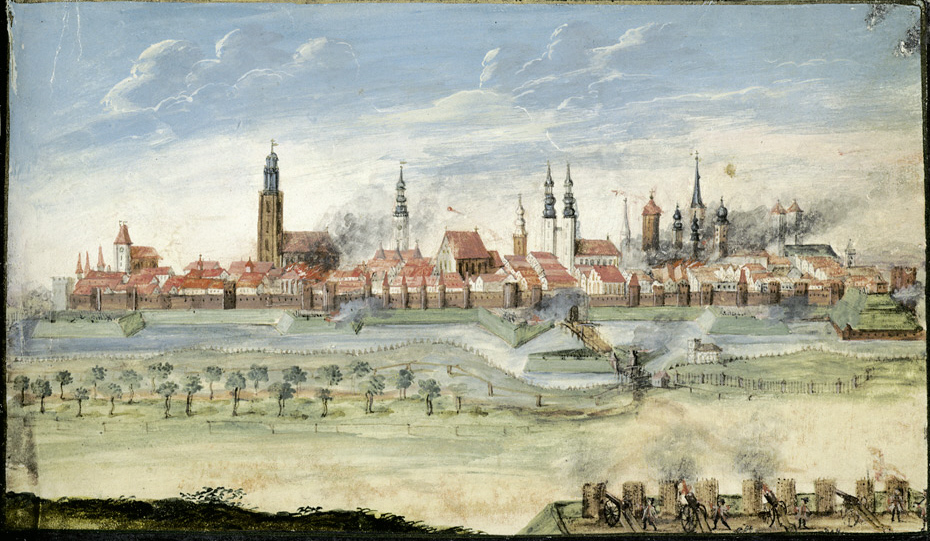
Oblężenie Wrocławia podczas wojny siedmioletniej (III wojna śląska 1756-1763)

W 1741 roku podczas wojen śląskich miasto, wraz z większością Śląska (poza księstwem cieszyńskim, opawskim i częścią nyskiego), zostało zdobyte przez króla Fryderyka II i stało się częścią Prus, w związku z czym od roku 1741 oficjalna nazwa miasta brzmiała Królewskie Stołeczne i Rezydencjalne Miasto Wrocław (niem. Königliche Haupt- und Residenzstadt Breslau).

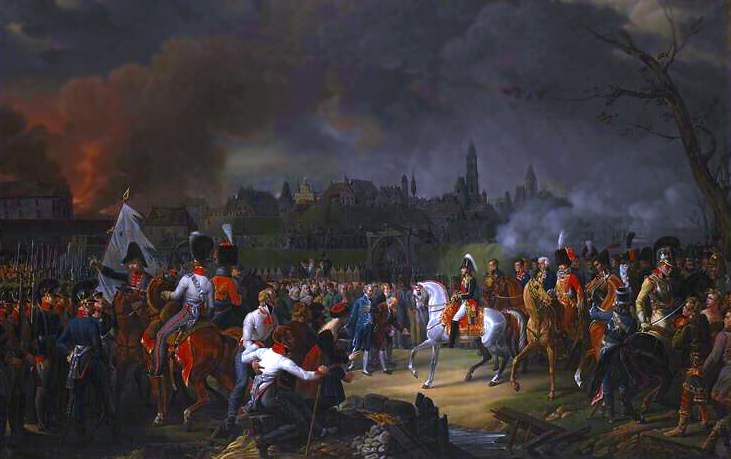
Przybycie księcia Hieronima Bonaparte do Wrocławia – obraz z roku 1807

Od 6 grudnia 1806 Wrocław oblegany był przez wojska napoleońskie pod dowództwem generała Dominique’a Vandamme’a i po miesięcznym oblężeniu, 5 stycznia 1807 został zdobyty. Miasto stało się punktem organizacyjnym polskich legionów, których liczbę określono na 8400 rekrutów. W 1807 Francuzi zarządzili rozbiórkę fortyfikacji okalających miasto, na czym Wrocław skorzystał, bo bastiony i mury ograniczały wcześniej rozwój przestrzenny miasta. Pod panowaniem Francji Wrocław pozostawał do 9 lipca 1807, gdy Napoleon podpisał Pokój w Tylży, na mocy którego miasto wróciło ponownie pod panowanie Prus. W 1809 król Prus zarządził sekularyzację dóbr kościelnych (m.in. uniwersytetu), a odebrane dobra przekazał na cele kulturalne lub dla swoich dworzan np. Pałac w Krobielowicach.
Wrocław był ważnym ośrodkiem konspiracji polskiej przed wybuchem i w trakcie powstania styczniowego w zaborze rosyjskim, miał tu siedzibę polski komitet powstańczy. Przez miasto przewożono tajną korespondencję oraz ochotników do walki, przemycano broń. Miejscowi Polacy obchodzili żałobę narodową po masakrze dokonanej przez żołnierzy rosyjskich w Warszawie w lutym 1861. Po wybuchu powstania pruska policja prowadziła rewizje w domach Polaków, zwłaszcza przyjezdnych. Mieszkańcy Wrocławia, zarówno Polacy, jak i Niemcy (z wyjątkiem wyższych warstw), na ogół sympatyzowali z powstańcami, a część nawet ich wspomagała.

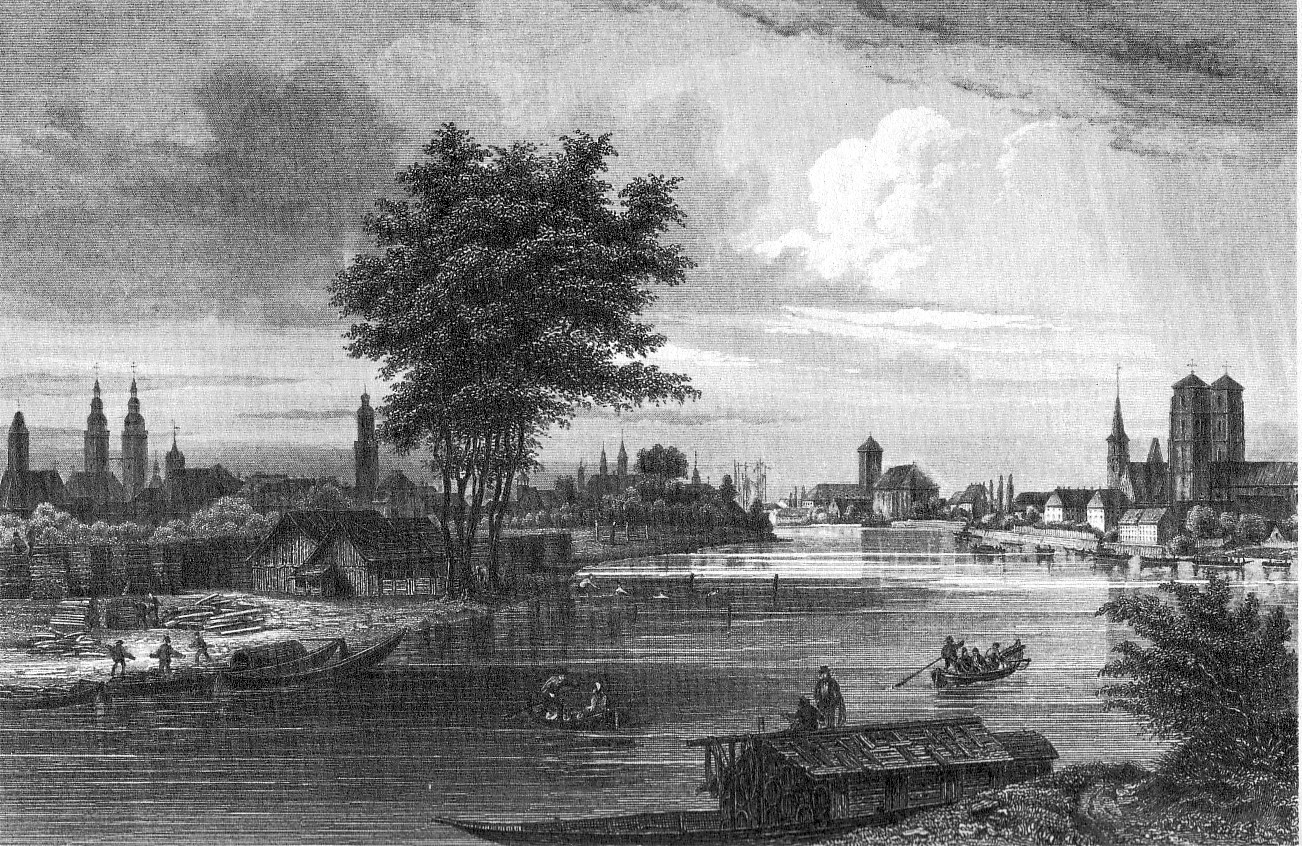
Odra we Wrocławiu w roku 1850

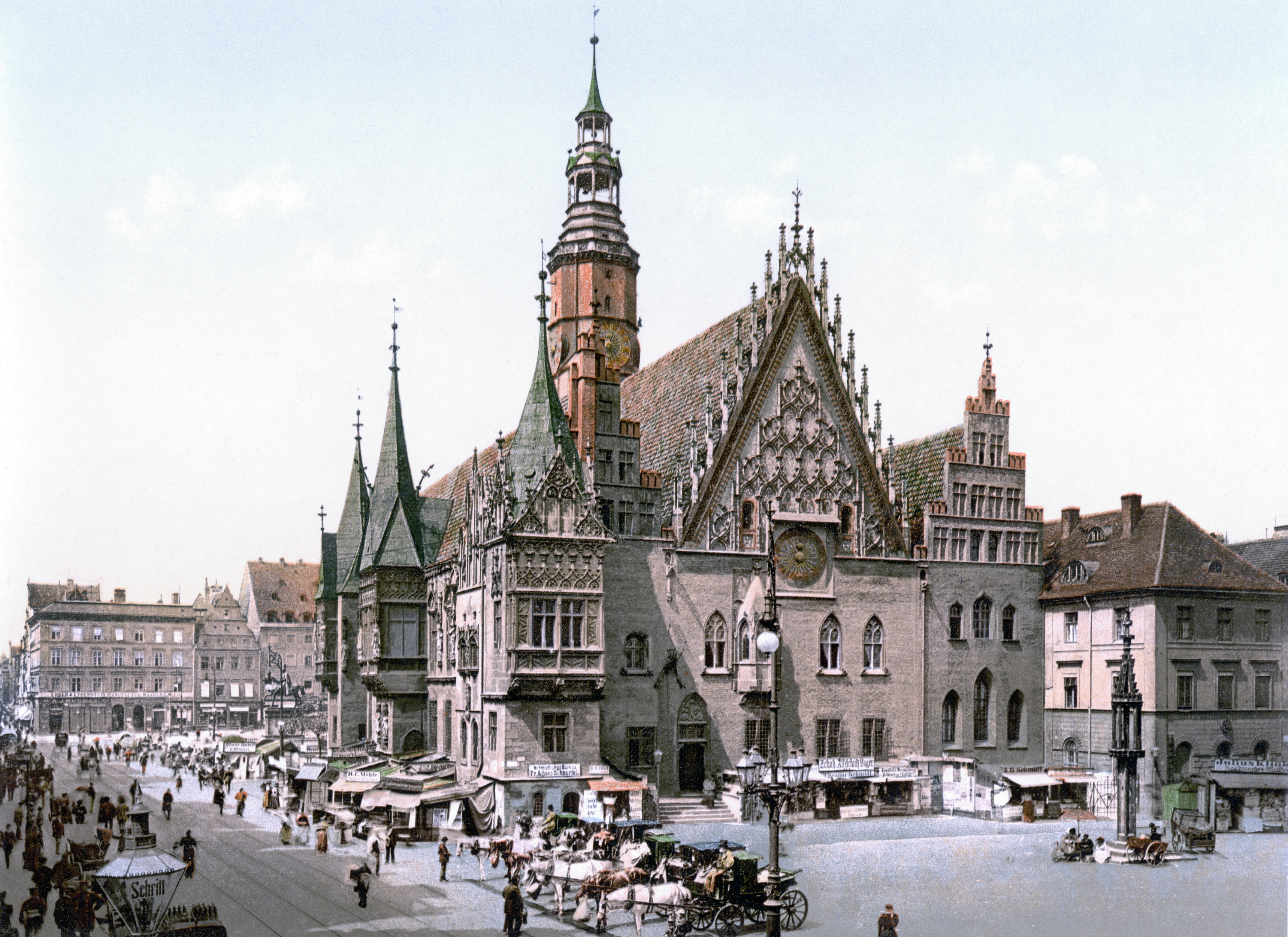
Wrocławski rynek w roku 1900

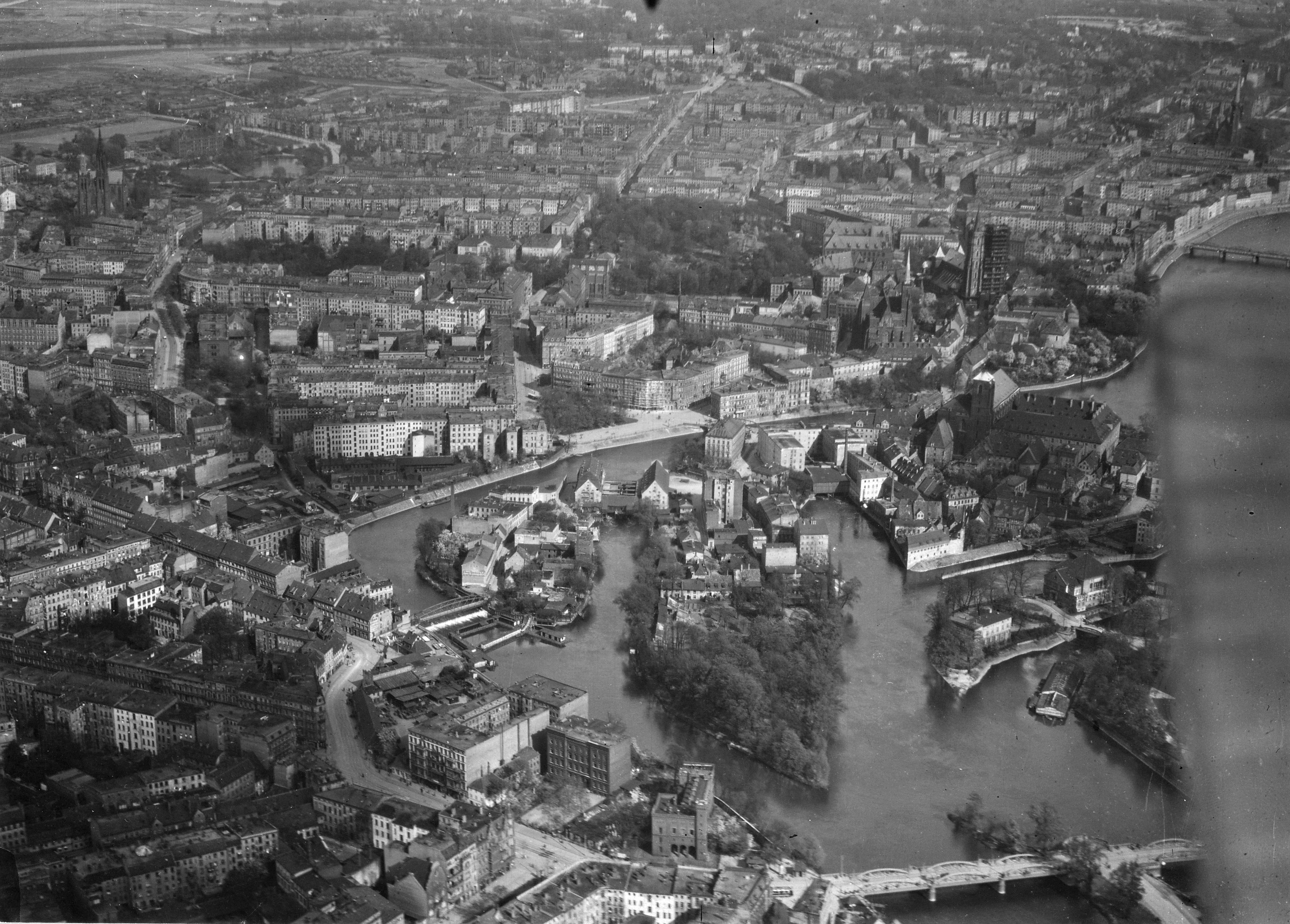
Wrocław w 1920 roku

We Wrocławiu i okolicach pod koniec XIX w. miało miejsce związane z industrializacją i urbanizacją osadnictwo polskie, w mieście funkcjonowały również polskie organizacje społeczno-kulturalne jak np. Towarzystwo Gimnastyczne „Sokół” we Wrocławiu – pierwsze na Śląsku gniazdo Polskiego Towarzystwa Gimnastycznego „Sokół” założone w 1894 roku i liczące 70 członków.
W latach 1890–1918 wybudowano rozległy system fortyfikacji – tzw. Twierdzę Wrocław.
W latach 1904–1905 wybudowano Gazownię Miejską.
W 1933 r. we Wrocławiu utworzono KZ Dürrgoy – jeden z pierwszych obozów koncentracyjnych w III Rzeszy.

W czasie II wojny światowej we Wrocławiu znajdowała się filia obozu koncentracyjnego Groß-Rosen. W roku 1941 we Wrocławiu powstała polska organizacja konspiracyjna o nazwie Olimp. 25 sierpnia 1944 r. miasto zostało ogłoszone twierdzą (niem. Festung Breslau) i otrzymało rozkaz bronienia się do ostatniego żołnierza. 19 stycznia 1945, na rozkaz gauleitera Śląska Karla Hankego, dokonano przymusowej pieszej ewakuacji większości pozostałej w mieście ludności cywilnej. 13 lutego Armia Czerwona rozpoczęła oblężenie Wrocławia. 8 marca dowództwo Festung Breslau przejął Hermann Niehoff, a jego poprzednik, Hans von Ahlfen, opuścił miasto samolotem dwa dni później. 16 marca robotnicy przymusowi rozpoczęli wyburzanie kamienic i budowę lotniska w miejscu obecnego pl. Grunwaldzkiego. W nocy 1/2 kwietnia 750 samolotów radzieckich rozpoczęło masowe bombardowania Wrocławia. Na miasto zrzucane były bomby burzące i zapalające. Wrocław poddał się dopiero 6 maja, cztery dni po Berlinie. W godzinach wieczornych, w willi Colonia przy dzisiejszej ul. Rapackiego 14, gen. Hermann Niehoff i gen. Władimir Głuzdowski podpisali akt kapitulacji Wrocławia. W wyniku walk między Armią Czerwoną i Wehrmachtem uszkodzeniu lub całkowitemu zniszczeniu uległo około 70% zabudowy miasta. 

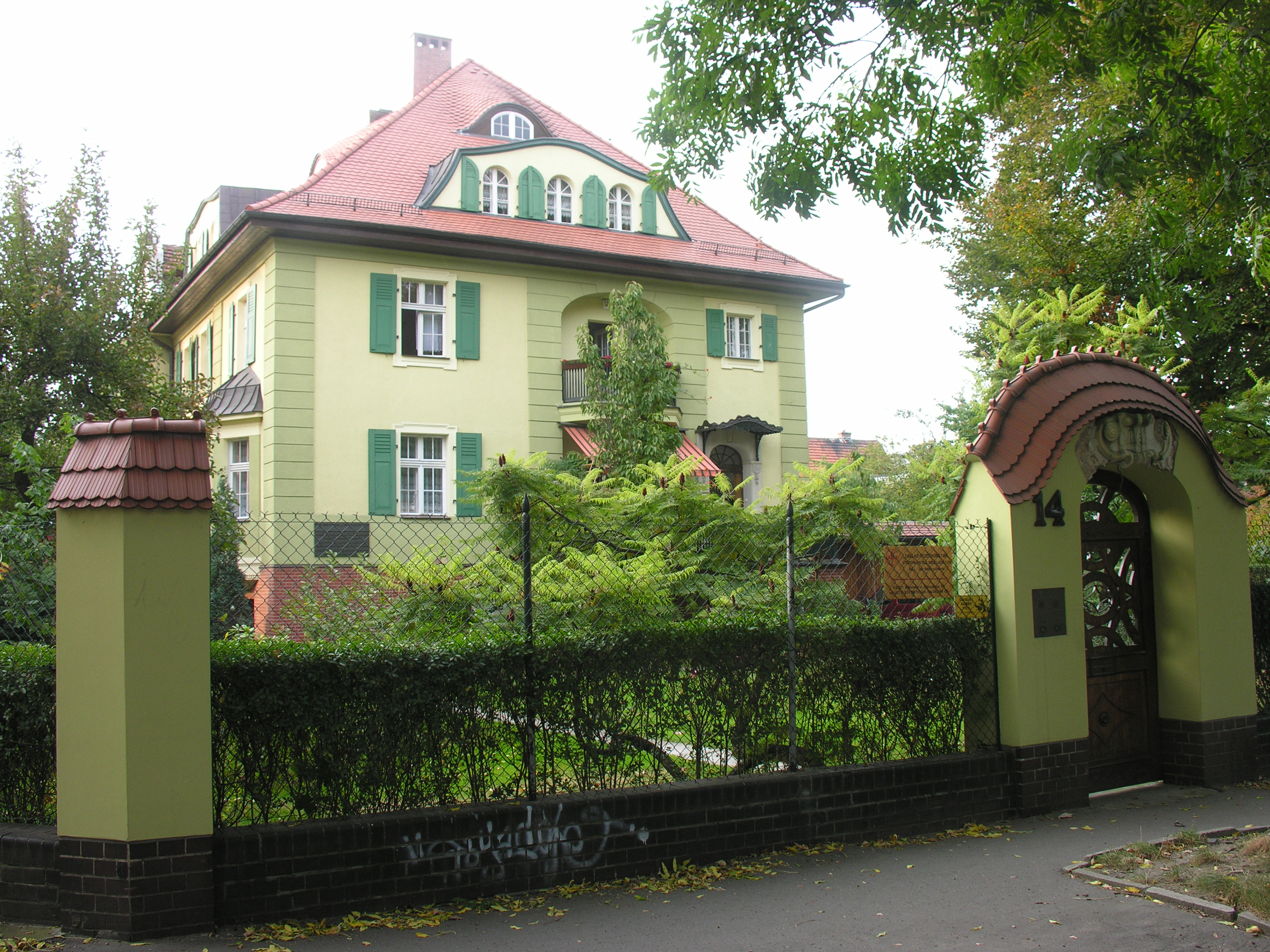
Willa Colonia we Wrocławiu, ul. Rapackiego 14 – miejsce podpisania kapitulacji Festung Breslau

2 sierpnia 1945 r. na konferencji poczdamskiej zapadła decyzja o przekazaniu Polsce Śląska wraz z Wrocławiem, zaś ludność niemiecką, która nie opuściła miasta przed oblężeniem Wrocławia, przesiedlono do radzieckiej strefy okupacyjnej w Niemczech. Do Wrocławia zaczęła napływać ludność polska, głównie z centralnej Polski (Kielecczyzna, Łódzkie) i Wielkopolski oraz wysiedleni mieszkańcy Kresów Wschodnich przedwojennej Polski, głównie ze Lwowa i okolic oraz z Wileńszczyzny. Do dalszej degradacji tkanki miejskiej zniszczonego miasta doszło wskutek celowej rozbiórki budynków, które nadawały się do odbudowy, w celu uzyskania z nich materiałów budowlanych, w szczególności cegieł. 

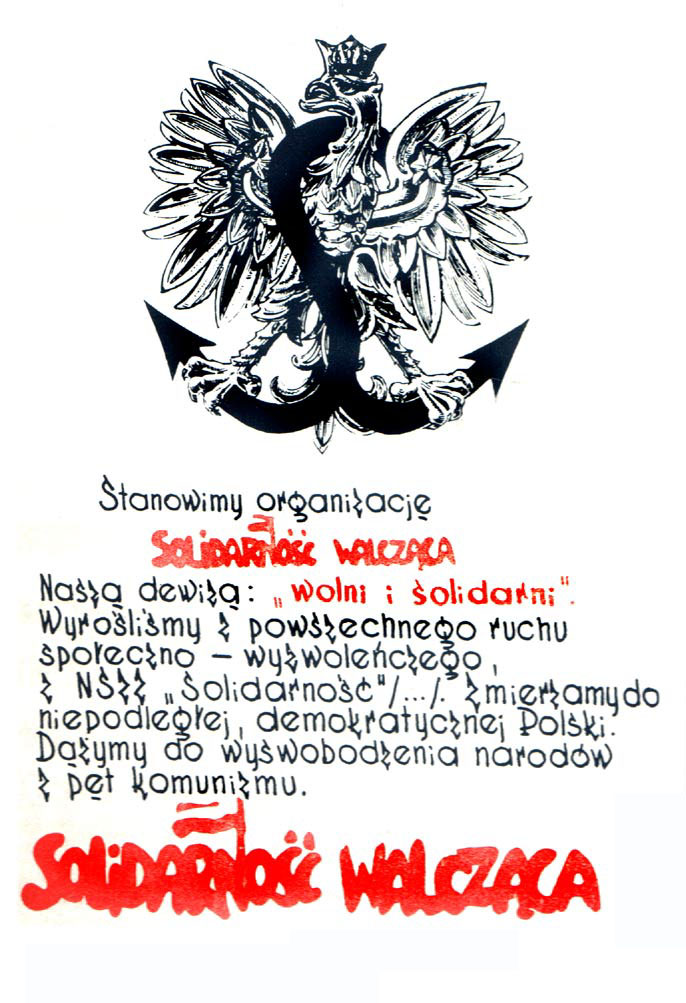
Logo i dewiza Solidarności Walczącej

W 1948 we Wrocławiu odbyła się wielka Wystawa Ziem Odzyskanych (WZO), którą zwiedziło ponad 1,5 mln osób, i Światowy Kongres Intelektualistów w Obronie Pokoju; z okazji WZO wzniesiono m.in. Iglicę, jeden z symboli Wrocławia.
W 1966 odbył się pierwszy festiwal „Wratislavia Cantans”, zaś w 1976 pierwszy Przegląd Piosenki Aktorskiej.
W czasie stanu wojennego w roku 1982 we Wrocławiu powstały antykomunistyczne organizacje konspiracyjne – Solidarność Walcząca i Pomarańczowa Alternatywa (od której swój rodowód wzięły obecne wrocławskie krasnale).
6 lutego 1990 we Wrocławiu zaczęła nadawać PTV Echo – pierwsza niepaństwowa telewizja w Polsce oraz w krajach postkomunistycznych.
Część miasta została zalana w 1997.
Miasto kandydowało do wystawy EXPO 2010, lecz na gospodarza został wybrany Szanghaj. W rywalizacji o EXPO 2012 miasto przegrało z Yeosu (Korea Południowa).
Wrocław był jednym z czterech polskich miast, w których rozgrywano mecze Euro 2012.
W roku 2016 Wrocław był Europejską Stolicą Kultury.
Decyzją biskupa polowego Józefa Guzdka z dnia 19 października 2021, Wrocław został odznaczony Krzyżem XXX-lecia Ordynariatu Polowego za zasługi w odbudowie i przywróceniu dawnej świetności Bazylice św. Elżbiety we Wrocławiu.

## Demografia
Na początku XIX wieku miasto zamieszkane było przez 78 tysięcy osób (dane z 1819). W połowie wieku liczba ludności przekroczyła 150 tysięcy, w 1870 – 200 tysięcy. Zjednoczenie Niemiec w 1871 przyczyniło się do szybkiego wzrostu liczby ludności miasta. Na początku XX wieku we Wrocławiu mieszkało ponad pół miliona osób (według zestawienia Heinza Rogmanna z 1937, w 1910 mieszkało w mieście 512 105 osób, natomiast suplement encyklopedii Orgelbranda podaje liczbę 510 929 osób). Wrocław stał się szóstym pod względem liczby ludności miastem Cesarstwa Niemieckiego. Według spisu niemieckiego z 1910 (przez historyków polskich i także niektórych niemieckich spis ten, podobnie jak inne niemieckie z I połowy XIX wieku, uważany jest za niedokładny, fałszywy i tendencyjny) we Wrocławiu mieszkało 95,71% niemieckojęzycznych (w tej liczbie Żydzi), 2,95% polskojęzycznych, 0,67% ludności dwujęzycznej polsko-niemieckiej (razem 18,538 polskojęzycznych i dwujęzycznych) i 0,67% Czechów i innych. Natomiast polscy badacze szacowali, że we Wrocławiu mogło mieszkać nawet do 50,000 Polaków (10% ludności).
Tuż przed II wojną światową liczba mieszkańców sięgnęła prawie 630 tysięcy, a 1 grudnia 1940 wynosiła 638 905; w styczniu 1945 wraz z uciekinierami ze wschodnich terenów Rzeszy przekroczyła 1 milion. Między połową stycznia a początkami lutego na rozkaz gauleitera Hanke przymusowo ewakuowano na zachód około siedemset tysięcy osób. Rok po zakończeniu wojny w spisie powszechnym zanotowano 170 tysięcy mieszkańców. Poziom zaludnienia z 1939 miasto osiągnęło w 1983. Największą  populację Wrocław odnotował w roku 2020 – według danych GUS na dzień 30 czerwca 675 446, w XX wieku rekordowy był rok 1991 – 643 640 mieszkańców. Raport o stanie miasta szacował rzeczywistą liczbę mieszkańców w 2020 roku na około 837 tys. Estymatę wykonało Miejskie Przedsiębiorstwo Wodociągów i Kanalizacji (MPWiK) na podstawie średniego zużycia wody na mieszkańca. Według spisu powszechnego z roku 2021 liczba mieszkańców wynosiła 672 929 mieszkańców.
Od czasów rosyjskiej agresji i wojny w Donbasie, czyli od około 2015 roku, liczba Ukraińców we Wrocławiu stale rosła i już w 2017 r. stanowili oni około 10% mieszkańców. Odsetek ten wzrósł znacząco po rosyjskiej inwazji na Ukrainę. Według raportu Unii Metropolii Polskich w kwietniu 2022 Ukraińcy stanowili 23% mieszkańców Wrocławia. W lipcu tego samego roku było to 28%.
|                                   | Liczba  | Udział |
| --------------------------------- | ------- | ------ |
| Polacy (Bez innych identyfikacji) | 649 073 | 96,45% |
| Inna niż polska                   | 23 856  | 3,55%  |
| Ukraińcy                          | 5 163   | 0,77%  |
| Ślązacy                           | 2 744   | 0,41%  |
| Niemcy                            | 2 121   | 0,33%  |
| Białorusini                       | 1 512   | 0,22%  |
| Anglicy                           | 1 193   | 0,18%  |
| Rosjanie                          | 796     | 0,12%  |
| Żydzi                             | 772     | 0,11%  |
| Amerykanie                        | 734     | 0,11%  |
| Łemkowie                          | 715     | 0,11%  |
| Włosi                             | 650     | 0,10%  |
| Francuzi                          | 507     | 0,08%  |
| Pozostali                         | 6 949   | 1,03%  |
| Ludność ogółem                    | 672 929 | 100%   |

Liczba ludności Wrocławia na przestrzeni lat
Największą populację Wrocław odnotował 30 czerwca 2020 r. - 675 446 mieszkańców.

### Pochodzenie
Powojenna ludność Wrocławia była głównie ludnością napływową, choć istniała też społeczność autochtonicznych Polaków. Przedwojenni niemieccy mieszkańcy miasta zostali po 1945 roku wysiedleni, a na ich miejsce napłynęli w zdecydowanej większości Polacy. Według prof. Leszka Kosińskiego, struktura ludnościowa Wrocławia w 1950 roku pod względem pochodzenia terytorialnego przedstawiała się następująco:
| Pochodzenie              | Liczba mieszkańców | Procentowo |
| ------------------------ | ------------------ | ---------- |
| Obszary w granicach ZSRR | 90 211             | 29,20%     |
| Woj. poznańskie          | 35 409             | 11,46%     |
| Miasto Warszawa          | 22 935             | 7,42%      |
| Woj. kieleckie           | 21 630             | 7,00%      |
| Woj. łódzkie z Łodzią    | 21 468             | 6,95%      |
| Woj. warszawskie         | 18 283             | 5,92%      |
| Woj. krakowskie          | 18 114             | 5,86%      |
| Woj. rzeszowskie         | 16 137             | 5,22%      |
| Woj. lubelskie           | 14 240             | 4,61%      |
| Woj. katowickie          | 12 483             | 4,04%      |
| Woj. bydgoskie           | 11 367             | 3,68%      |
| Woj. białostockie        | 6 207              | 2,01%      |
| Zagranica oprócz ZSRR    | 5 700              | 1,85%      |
| Woj. gdańskie            | 1 477              | 0,48%      |
| Woj. opolskie            | 1 282              | 0,42%      |
| Woj. olsztyńskie         | 627                | 0,20%      |
| Woj. wrocławskie         | 589                | 0,19%      |
| Pozostali                | 4 393              | 1,42%      |
| Ludność napływowa ogółem | 302 552            | 97,94%     |
| Autochtoni               | 6 373              | 2,06%      |
| Ogółem                   | 308 925            | 100%       |

Wśród 90 211 repatriantów z ZSRR ok. 43,21% stanowiły osoby z dawnego województwa lwowskiego, ok. 13,51% osoby z województwa wileńskiego, ok. 11,58% z województwa tarnopolskiego, ok. 8,14% z województwa stanisławowskiego, ok. 8,12% z województwa wołyńskiego, ok. 4,04% z woj. poleskiego i ok. 2,98% z woj. nowogródzkiego, natomiast osoby z innych obszarów ZSRR stanowiły ok. 8,42% tej grupy.

## Środowisko naturalne

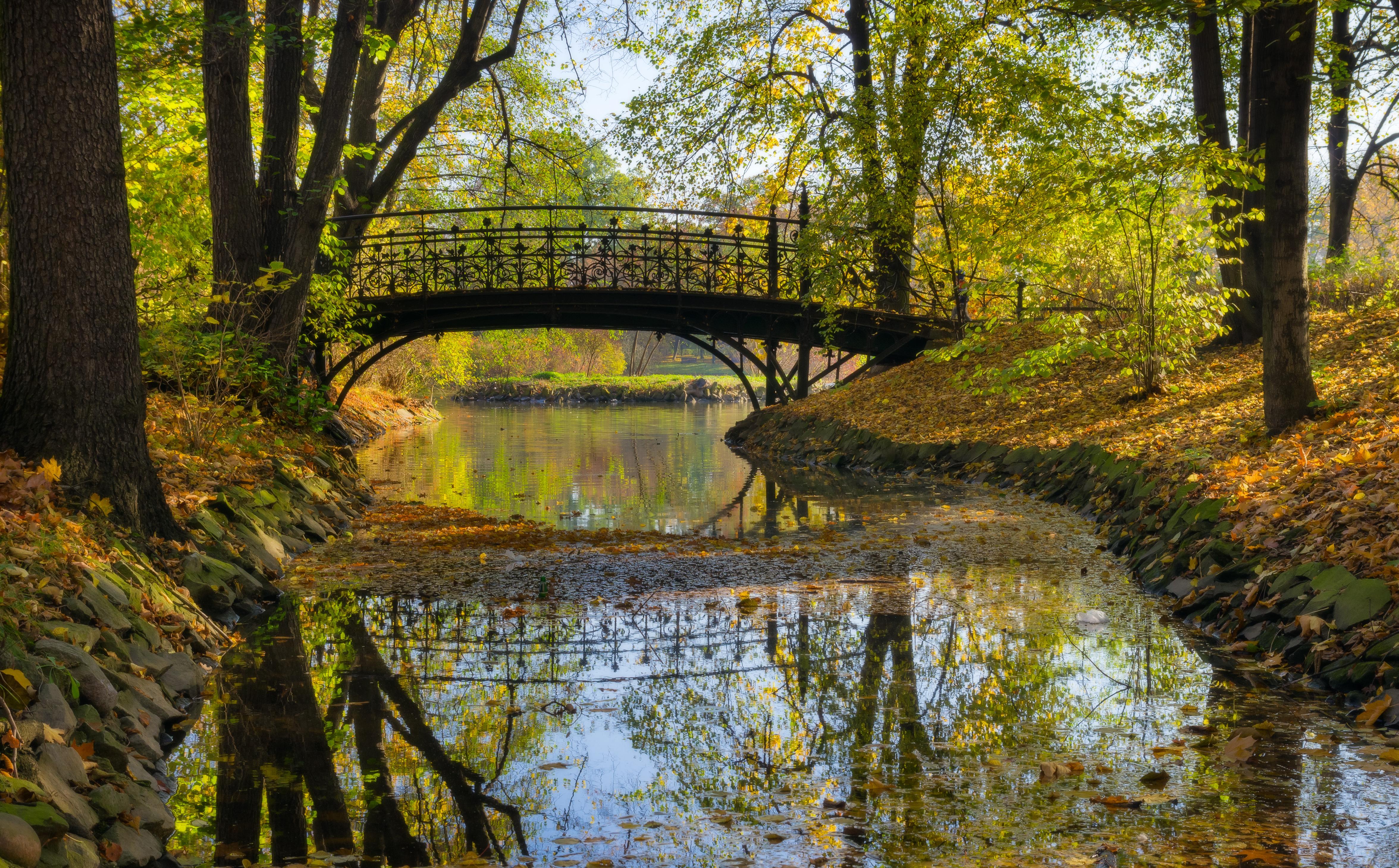
Park Południowy

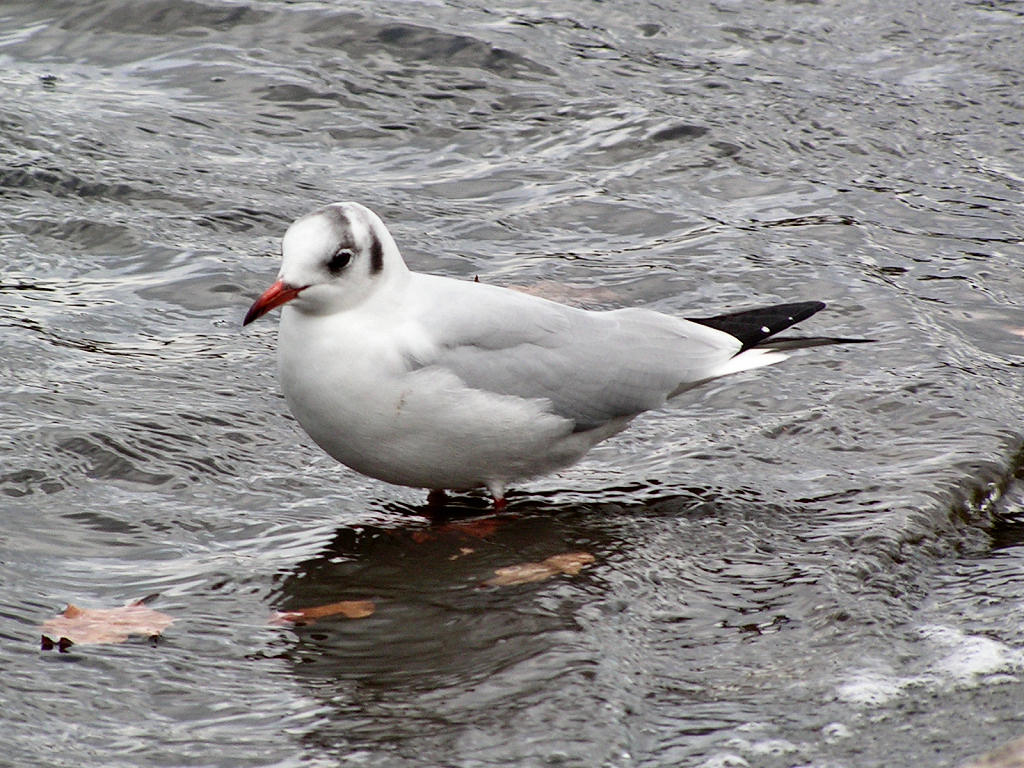
Mewa śmieszka

Miasto położone jest w trzech mezoregionach (Równina Wrocławska, Pradolina Wrocławska, Równina Oleśnicka) Niziny Śląskiej na wysokości od 105 do 156 m n.p.m. (Wzgórze Gajowe i Wzgórze Maślickie), między Wzgórzami Trzebnickimi na północy, a Sudetami na południu.
Miasto rozciąga się na długości 26,3 kilometra na linii wschód-zachód oraz 19,4 kilometra na linii północ-południe, a długość granic administracyjnych wynosi 106,7 km.
Miasto leży nad rzeką Odrą i czterema jej dopływami, które zasilają ją w granicach miasta: Bystrzycą, Oławą, Ślęzą i Widawą. Dodatkowo przez teren miasta przepływa rzeka Dobra oraz wiele strug.
Wrocław czerpie wodę pitną z obszaru terenów wodonośnych zasilanych wodami podziemnymi i powierzchniowymi rzek Oławy i Nysy Kłodzkiej poprzez Kanał Nysa-Oława.
Miasto posiada oczyszczalnię ścieków na osiedlu Janówek.
We Wrocławiu znajduje się Kilimandżaro, Morskie Oko, a w pobliskim Kamieńcu Wrocławskim Bajkał.
Na terenie miasta żyją szczury, jeże, lisy, dziki, nietoperze, kuny, wiewiórki, sarny, zające, bobry, tchórze, wydry, borsuki, łasice, gronostaje oraz jenoty.
Mogą się także pojawiać piżmaki, norki amerykańskie, szopy pracze.

### Klimat
Wrocław jest położony w strefie klimatów umiarkowanych średniej szerokości geograficznej, w typie klimatu przejściowego, podlegającego wpływom oceanicznym i kontynentalnym.
W mieście przeważają masy powietrza polarno-morskiego i polarno-kontynentalnego; fronty atmosferyczne przemieszczają się przez 220 dni w roku z przewagą frontów chłodnych. Średnie miesięczne ciśnienie atmosferyczne waha się od 999,6 (kwiecień) do 1003,6 hPa (październik), dominują kierunki wiatru z sektora zachodniego. Dni pogodnych jest ok. 41 w roku, najwięcej we wrześniu, pochmurnych ok. 206, najwięcej w listopadzie; usłonecznienie wynosi średnio 1556 godzin w roku. Średnia roczna temperatura powietrza osiąga +9,7 °C; najchłodniejszy jest styczeń (średnio –0,5 °C), najcieplejszy lipiec (średnio +19,9 °C). W ciągu roku występuje 47 dni gorących, czyli takich, w których maksymalna temperatura przekracza +25 °C (z czego dziewięć dni jest upalnych, z temperaturą powyżej +30 °C), dni mroźnych, z temperaturą maksymalną poniżej 0 °C jest we Wrocławiu tylko 23 rocznie.
Najdłuższą, trwającą 114 dni, termiczną porą roku jest lato; zima trwa 79 dni.
Średnia roczna suma opadów wynosi 548 mm. Największe średnie miesięczne sumy opadu wynoszą 75 mm (lipiec), najmniejsze 30 mm (luty); średnio notuje się 158 dni z opadem w roku (z maksimum w zimie). Burze występują średnio 25 razy w roku, pokrywa śnieżna zalega średnio przez 35 dni w roku.
Warunki klimatyczne Wrocławia wykazują cechy typowe dla dużych aglomeracji miejsko-przemysłowych. Jednym z obserwowanych efektów jest podwyższenie temperatury powietrza, określane jako „miejska wyspa ciepła”, co najwyraźniej zaznacza się podczas pogodnych nocy letnich, dając dodatkowo ponad 5 °C.
Położenie Wrocławia na przedpolu Sudetów pociąga za sobą występowanie zjawisk fenopochodnych. Występują one średnio 18 dni w roku. Zjawiska te są zauważalne zwłaszcza zimą, kiedy to przy silnym, suchym wietrze dochodzi do gwałtownego wzrostu temperatury powietrza. Miało to miejsce np. 21 lutego 1990, gdy temperatura we Wrocławiu wzrosła do +20,1 °C.
Najwyższe temperatury zanotowane we Wrocławiu:
- 27 czerwca 1935 (+38 °C)[74]
- 31 lipca 1994 (+37,9 °C)
- 1 sierpnia 1994 (+37,4 °C)
- 8 sierpnia 2015 (+38,9 °C)[75]
- 26 czerwca 2019 (+36,5 °C)[76]

Najniższe temperatury zanotowane we Wrocławiu:
- 11 lutego 1956 (–32,0 °C)

## Zabytki, architektura i urbanistyka

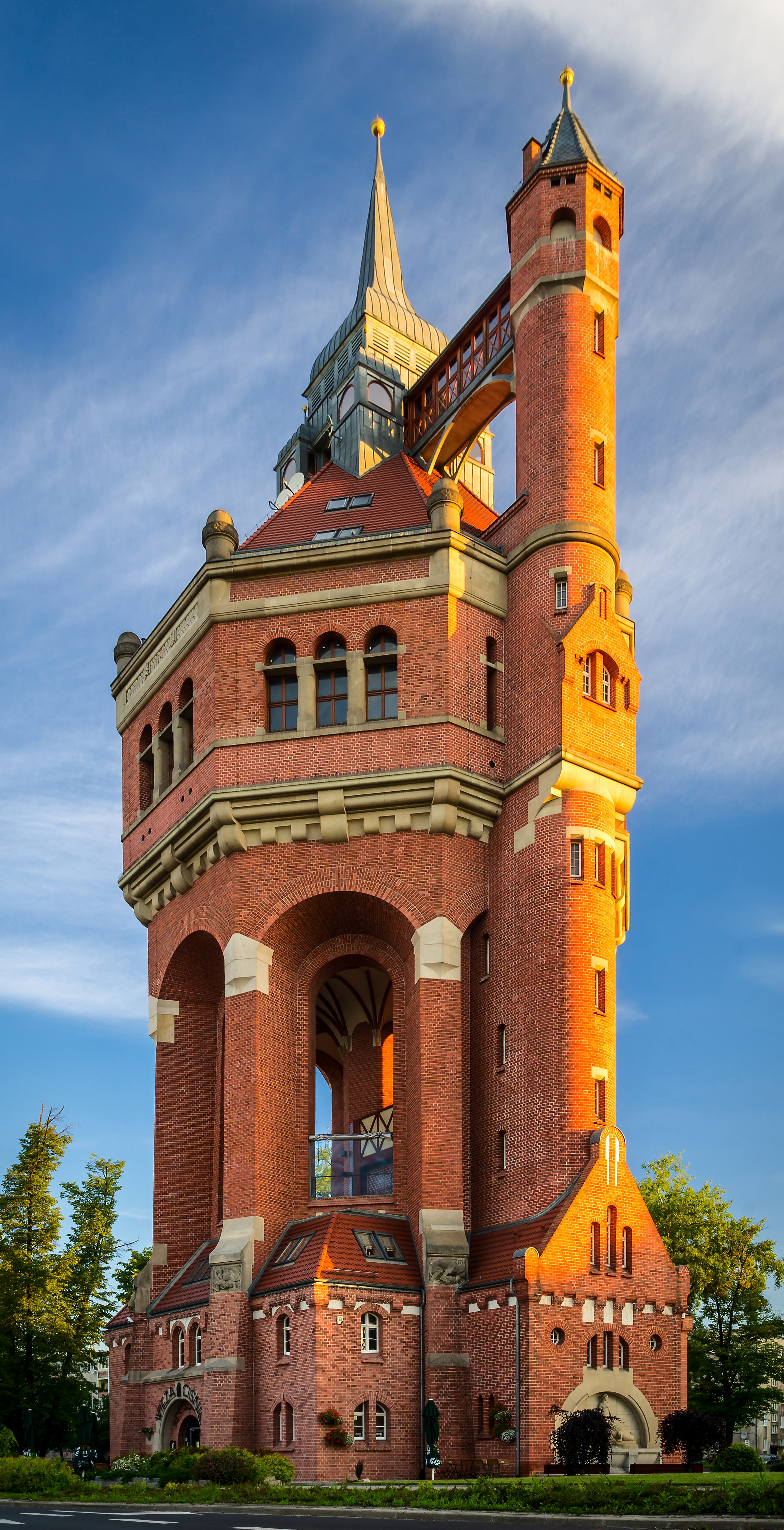
Wieża ciśnień przy alei Wiśniowej

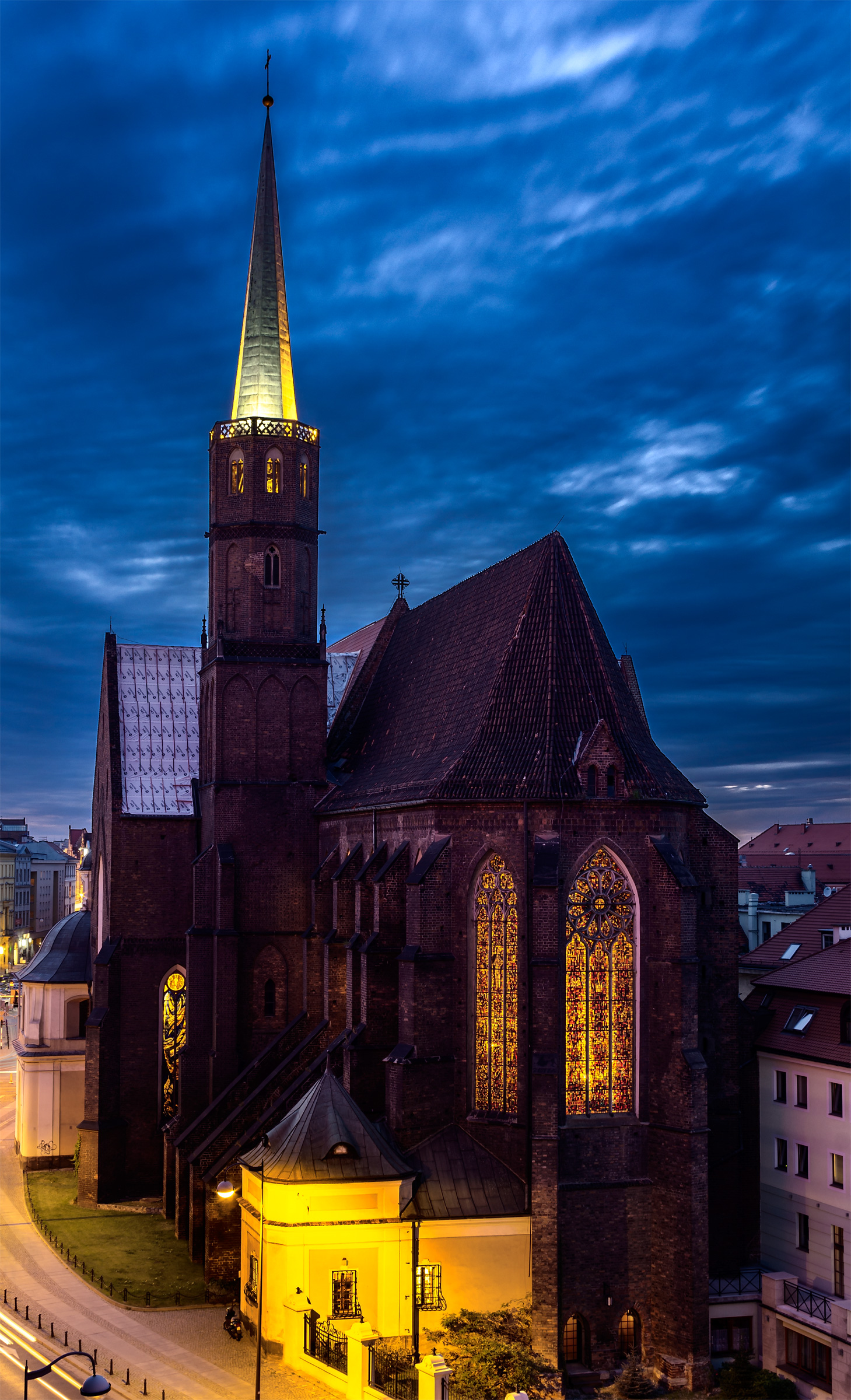
Kościół św. Wojciecha

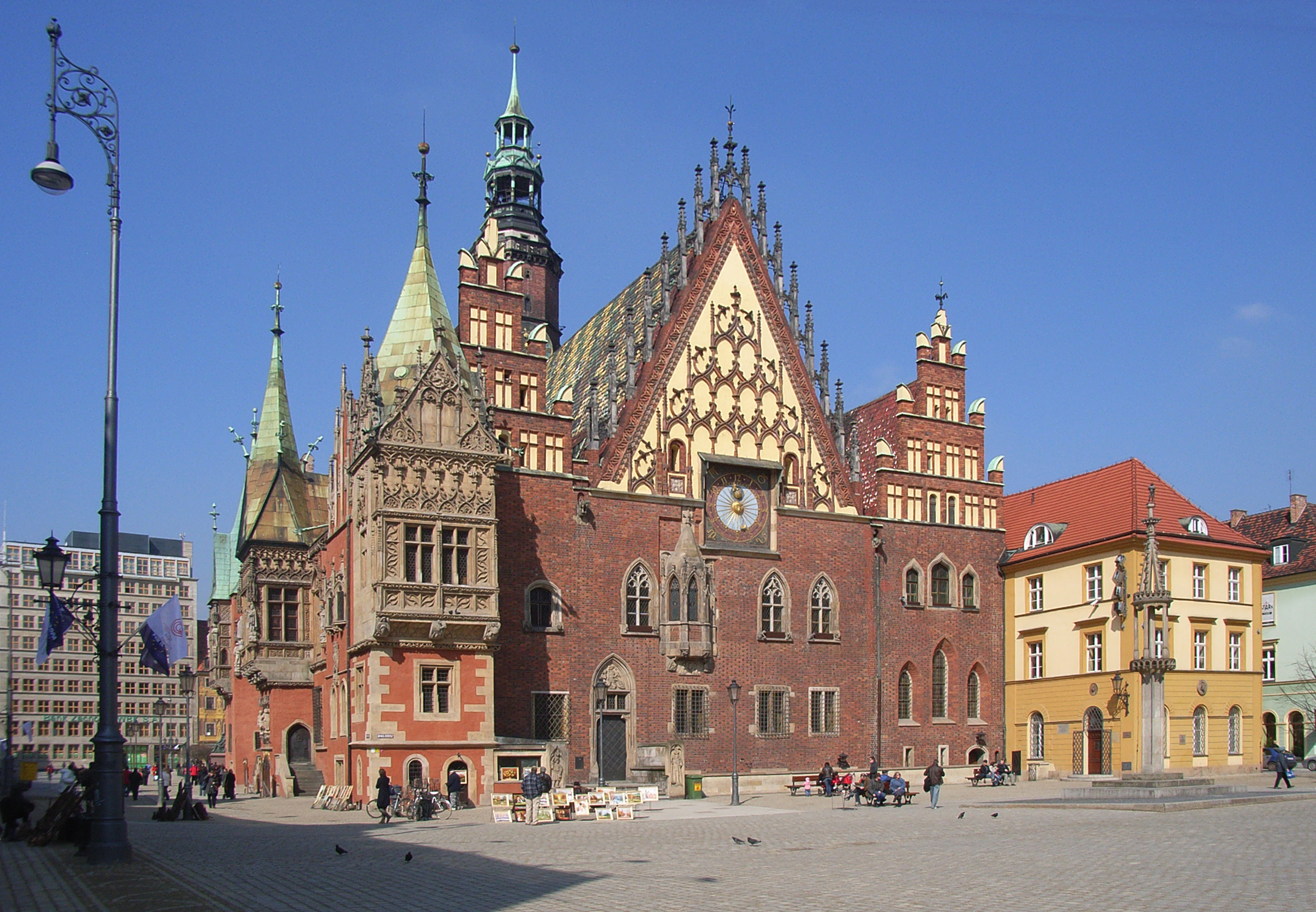
Stary Ratusz

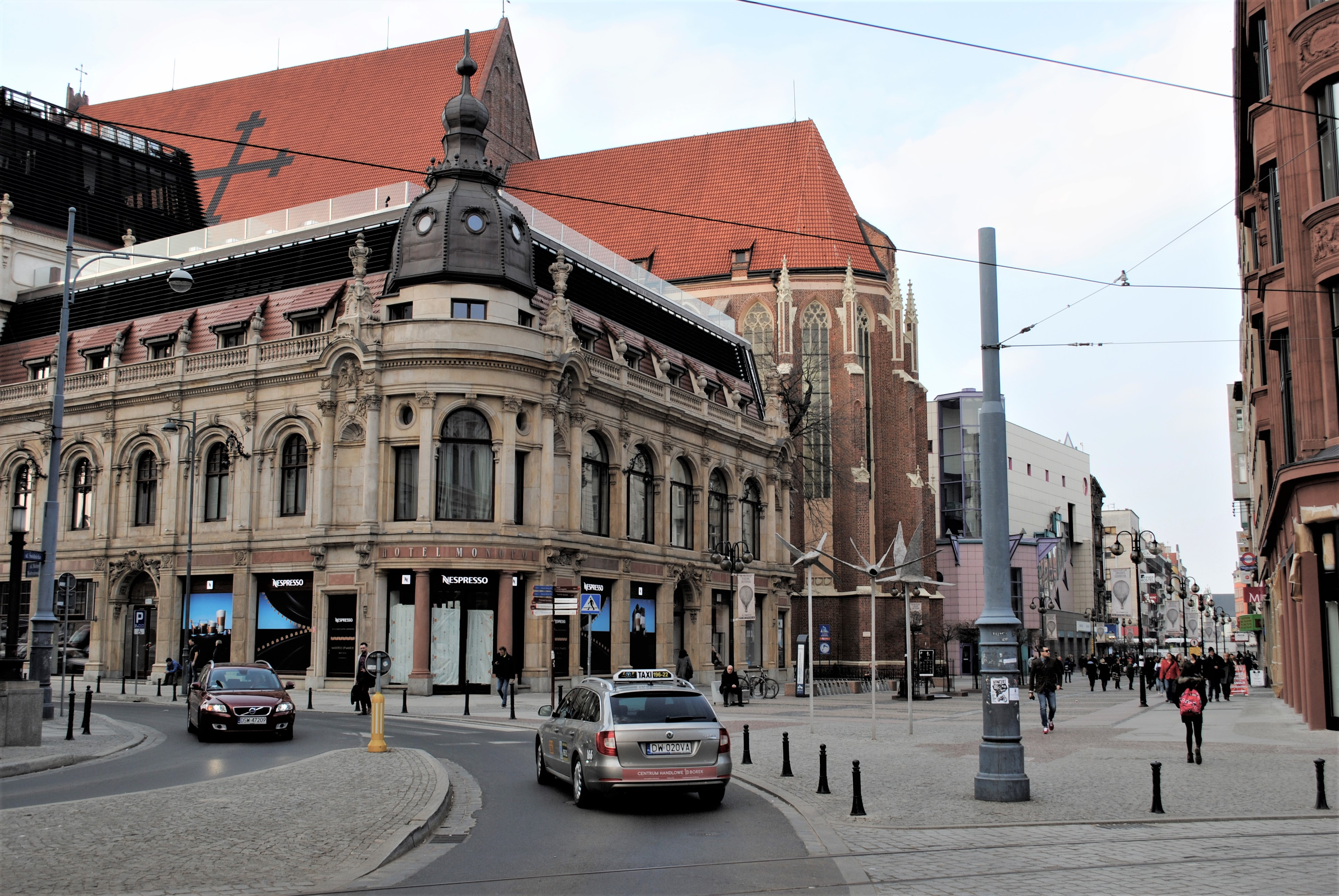
Hotel Monopol (1892), późnogotycki kościół św. Stanisława, św. Doroty i św. Wacława z barokowym wnętrzem, postmodernistyczny Solpol

We Wrocławiu mimo zniszczeń wojennych zachowało się wiele budowli w stanie oryginalnym, bądź odrestaurowanych czy odbudowanych po wojnie. Do wyróżniających się należą: dwa ratusze na Rynku – gotycki Stary Ratusz oraz Nowy Ratusz w stylu historyzmu; gotyckie kościoły: archikatedra św. Jana Chrzciciela na Ostrowie Tumskim (przy niej barokowa kaplica Elektorska według projektu Fischera von Erlacha), katedra greckokatolicka pw. św. Wincentego i św. Jakuba, katedra św. Marii Magdaleny, bazylika św. Elżbiety, kolegiata św. Krzyża, NMP na Piasku, św. Stanisława, św. Doroty i św. Wacława, kościół św. Wojciecha, neogotycki św. Michała Archanioła, barokowy zespół głównych budynków Uniwersytetu Wrocławskiego z Aulą Leopoldina; neogotycki budynek Dworca Głównego; modernistyczne: Hala Stulecia (proj. Max Berg na Wystawę Stulecia 1913; wpisana na listę światowego dziedzictwa UNESCO), gmach Opery Wrocławskiej, hotel Monopol, Hala Targowa, Spółdzielczy Dom Handlowy „Feniks” (dawniej Dom Handlowy Braci Barasch), Dom Towarowy Renoma, Dom Handlowy Kameleon (dawniej Dom Handlowy Rudolfa Petersdorffa) zaprojektowany przez Ericha Mendelsohna, budynki wystawy „Mieszkanie i miejsce pracy” (1929, m.in. dom projektu Hansa Scharouna), budynki Browaru Piastowskiego, Pałac Spätgenów, Pałac Schaffgotschów, Pałac Ballestremów, Landeshaus, Urząd Pocztowy, wieże ciśnień przy alei Wiśniowej, Na Grobli i przy alei Kasprowicza.

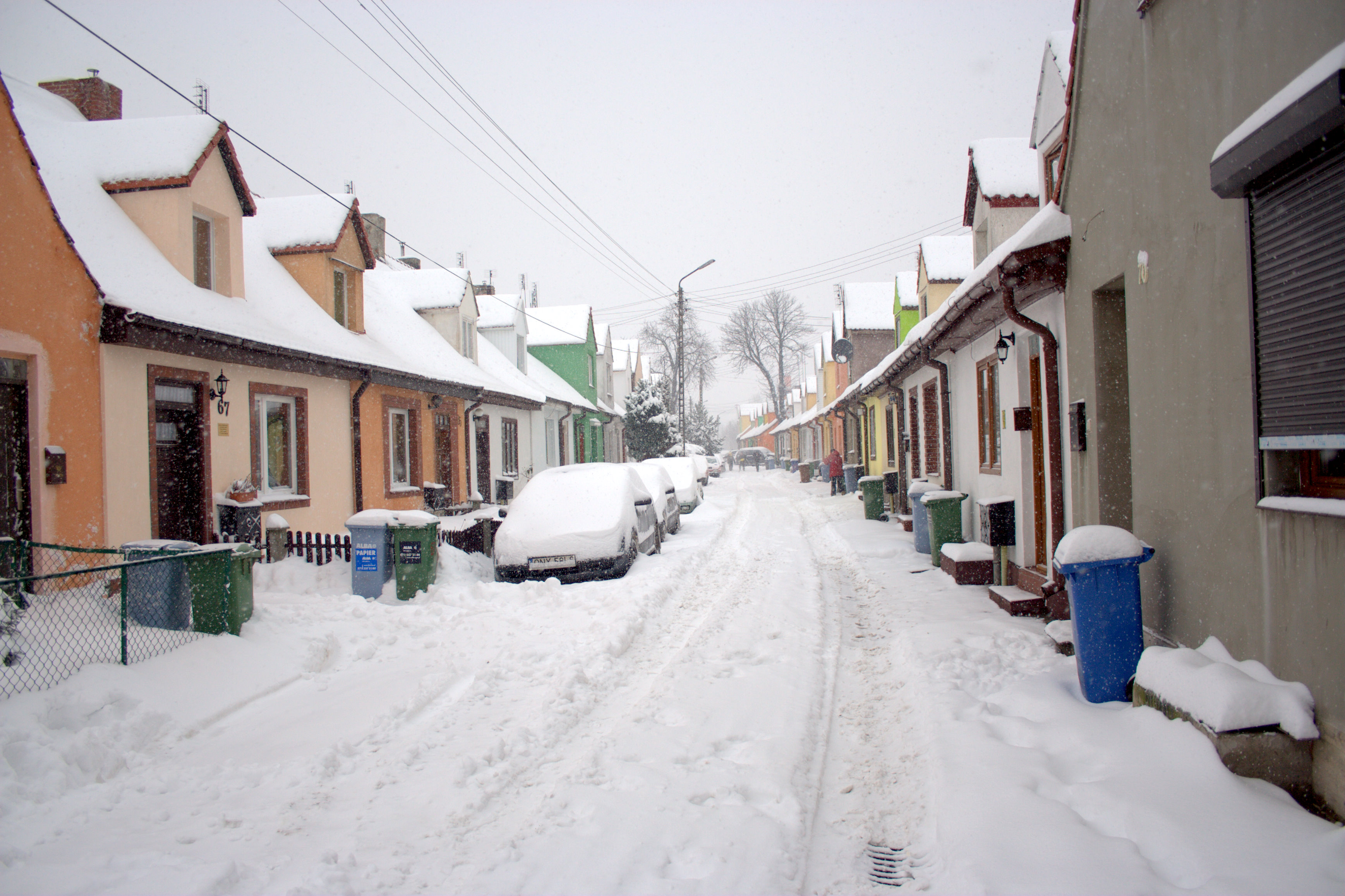
Osiedle domków jednorodzinnych przy ulicy Kamienieckiej

Oprócz tego w mieście zachowało się ponad osiem tysięcy zabytkowych kamienic reprezentujących style historyczne pochodzących z XIX i początków XX wieku, które władze samorządowe starają się w ramach specjalnych programów rewitalizacyjnych sukcesywnie poddawać renowacjom. Jest to największe tego typu skupisko zabytkowego budownictwa w Polsce oraz jedno z największych w Europie. Kamienice te prezentują style począwszy od baroku poprzez klasycyzm, historyzm, secesję aż po modernizm. Wiele kamienic prezentuje wysokie walory architektoniczno-estetyczne. W niektórych przypadkach są to zachowane całe ciągi ulic architektury historyzującej jak chociażby ulica Miernicza oraz pl. Stanisława Staszica na osiedlu Nadodrze. Na wrocławskim Tarnogaju zachowało się osiedle mieszkaniowe domków jednorodzinnych przy ul. Kamienieckiej, która bywa nazywana wrocławską „Złotą Uliczką”.
W budynku Banku Zachodniego na rogu Rynku i pl. Solnego działa jedyny we Wrocławiu paternoster, czyli winda bez drzwi, która jeździ ze stałą prędkością, nie zatrzymując się na poszczególnych piętrach.
Wrocław jest jednym z największych rynków biurowych w Polsce. W mieście znajduje się blisko 200 biurowców klasy A, B oraz C, z których najbardziej znane to Sky Tower oraz kompleks Business Garden przy ulicy Legnickiej. Dodatkowo, obecnie w budowie są kolejne budynki o łącznej powierzchni około 150 tysięcy metrów kwadratowych.
Jako jedno z nielicznych miast w Europie ma zachowaną i stale wypełnioną wodą fosę miejską.
Wrocławski ratusz jest jednym z najstarszych ratuszy w Polsce. Na wysokiej wieży mieści się najstarszy w Polsce dzwon zegarowy i najstarszy, z 1368, zegar wieżowy. W piwnicach budynku znajduje się najstarsza (z XIV wieku) restauracja w Europie – Piwnica Świdnicka.

### Miejsca

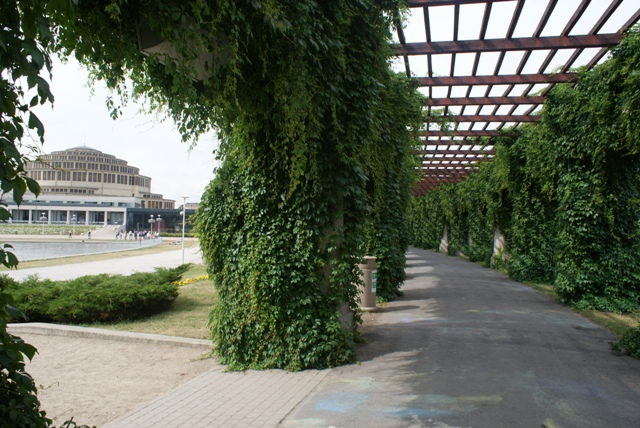
Pergola i Hala Stulecia

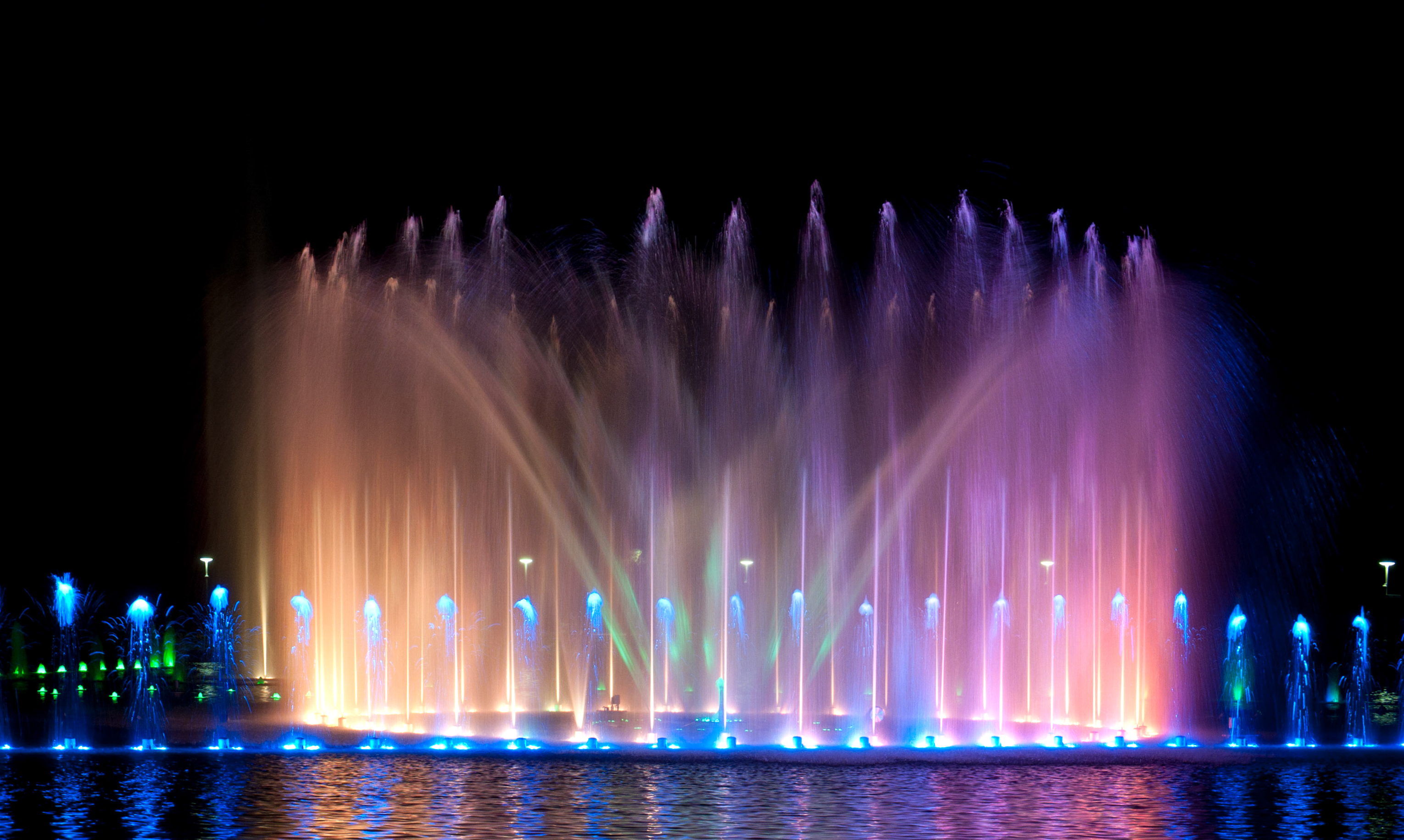
Wrocławska Fontanna Multimedialna przy Hali Stulecia nocą

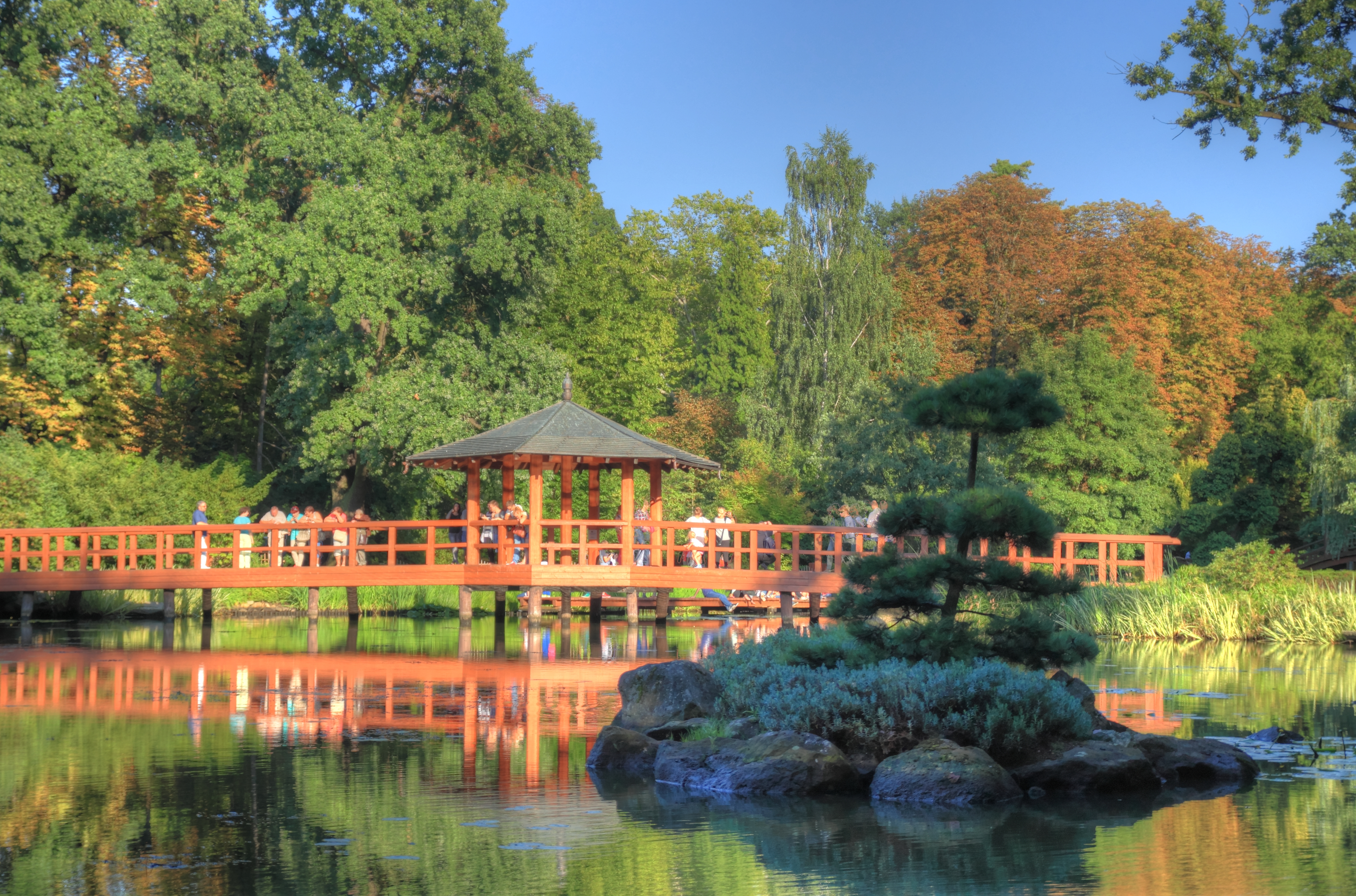
Ogród Japoński w Parku Szczytnickim

- Narodowe Forum Muzyki im. Witolda Lutosławskiego (NFM) we Wrocławiu, otwarte w 2015 roku przy pl. Wolności 1, jest jednym z największych obiektów koncertowych w Europie Środkowej[78].
- Hala Stulecia (dawniej Hala Ludowa) – obiekt wpisany na Listę światowego dziedzictwa UNESCO, uznany za pomnik historii
- Zespół historycznego centrum[79] – uznany za Pomnik historii:
  - Ostrów Tumski (dawniej osobna wyspa) – najstarsza, zabytkowa część Wrocławia zasiedlona co najmniej od IX wieku, swój rozwój zawdzięcza dogodnemu położeniu, gdyż był to najwygodniejszy punkt przekraczania Odry.
  - Stare Miasto – najstarsza i najciekawsza część lewobrzeżnego Wrocławia, wywodząca się z trzynastowiecznego miasta lokacyjnego, m.in. ulice: Sukiennice, Rzeźnicza, Kuźnicza, Oławska, Psie Budy, Szewska, Uniwersytecka, Kotlarska, Odrzańska, Łaciarska, Wita Stwosza, Kurzy Targ, Białoskórnicza.
  - Rynek ze Starym Ratuszem, Nowym Ratuszem, Piwnicą Świdnicką i Browarem Spiż – jeden z największych rynków staromiejskich w Europie o wymiarach 205 na 175 m[b]. Otaczające budynki reprezentują style różnych epok.
  - Plac Solny – dawny średniowieczny plac targowy, swym narożnikiem styka się z Rynkiem. Prawdopodobna data powstania to koniec XIII wieku.
  - Nowy Targ – jeden z trzech historycznych placów targowych Wrocławia, powstał prawdopodobnie już około 1214
  - Plac Biskupa Nankiera.
- ulica Świdnicka – o łącznej długości ok. 1050 m. Jest jedną z głównych ulic Wrocławia
- Panorama Racławicka – muzeum służące ekspozycji obrazu pod tym samym tytułem
- Stadion Miejski – jedna z aren Euro 2012
- Wrocławska Fontanna Multimedialna
- Pałac Królewski (Pałac Spätgenów)
- Ogród zoologiczny (założony w 1865)
- Ogród Botaniczny Uniwersytetu Wrocławskiego – powołany w 1811 na terenie Ostrowa Tumskiego. Obszarem obejmuje 7,4 ha (i 0,33 ha pod szkłem), znajduje się w nim około 7,5 tysiąca gatunków roślin.
- Park Szczytnicki z Ogrodem Japońskim – zajmuje powierzchnię około 100 ha co sprawia, że jest jednym z największych parków Wrocławia. Park ma charakter krajobrazowy i duże walory kompozycyjne oraz dendrologiczne (około 400 gatunków drzew i krzewów).
- Stary Cmentarz Żydowski – zabytkowy cmentarz stanowiący obecnie Muzeum Sztuki Cmentarnej, które jest oddziałem Muzeum Miejskiego Wrocławia. Jego łączna powierzchnia wynosi 4,6 ha.
- Cmentarz Żołnierzy Włoskich.
- Stadion Olimpijski
- Wyspy odrzańskie:
  - Kępa Mieszczańska – we Wrocławiu, w zachodniej (dolnej) części miejskiego odcinka Odry;
  - Wyspa Piasek znajduje się w obrębie historycznego starego miasta. Znajduje się tu kościół Najświętszej Marii Panny. Już we wczesnym średniowieczu przebiegał przez wyspę główny trakt w kierunku północ-południe;
  - Wyspa Słodowa – niewielka wysepka w obrębie wrocławskiego Starego Miasta;
  - Wielka Wyspa – na niej znajdują się osiedla Bartoszowice, Biskupin, Dąbie, Sępolno, Szczytniki, Zacisze, Zalesie.

| Widok z Bulwaru Xawerego Dunikowskiego. Od lewej: Wyspa Piasek, Most Tumski i Ostrów Tumski |

### Mosty i kładki

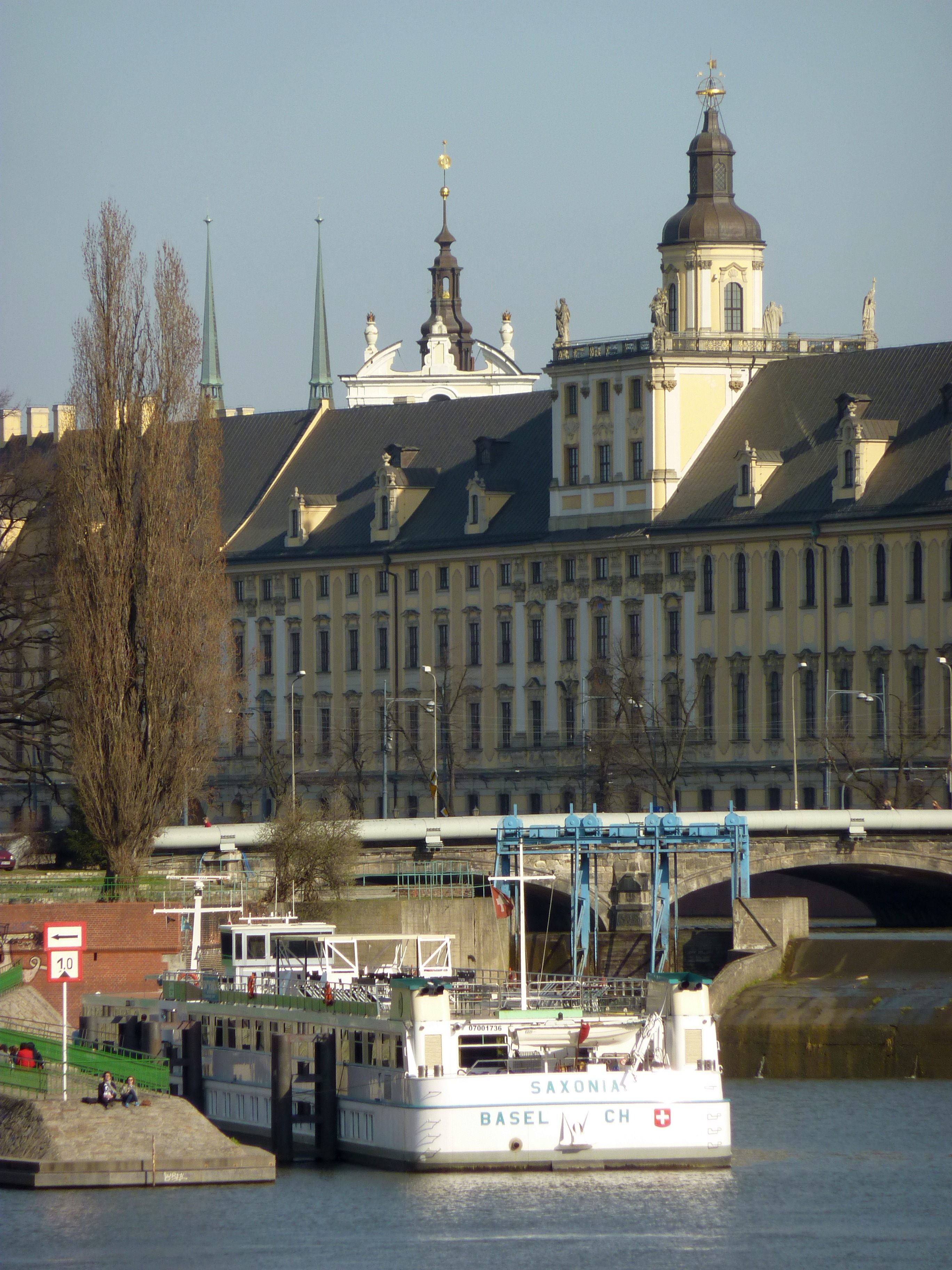
Szwajcarski statek wycieczkowy na Odrze przy moście Pomorskim. W tle widoczny Uniwersytet Wrocławski

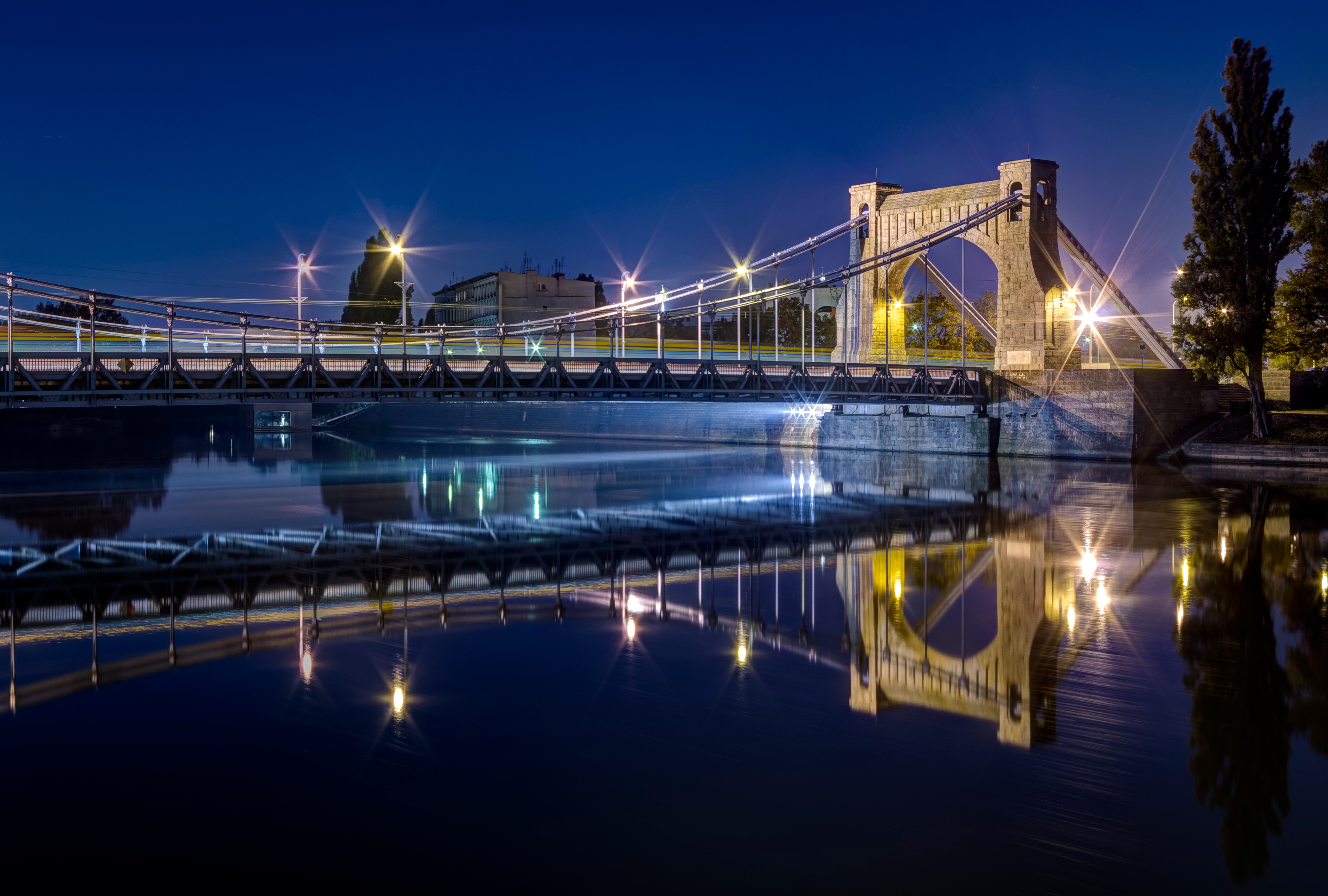
Most Grunwaldzki

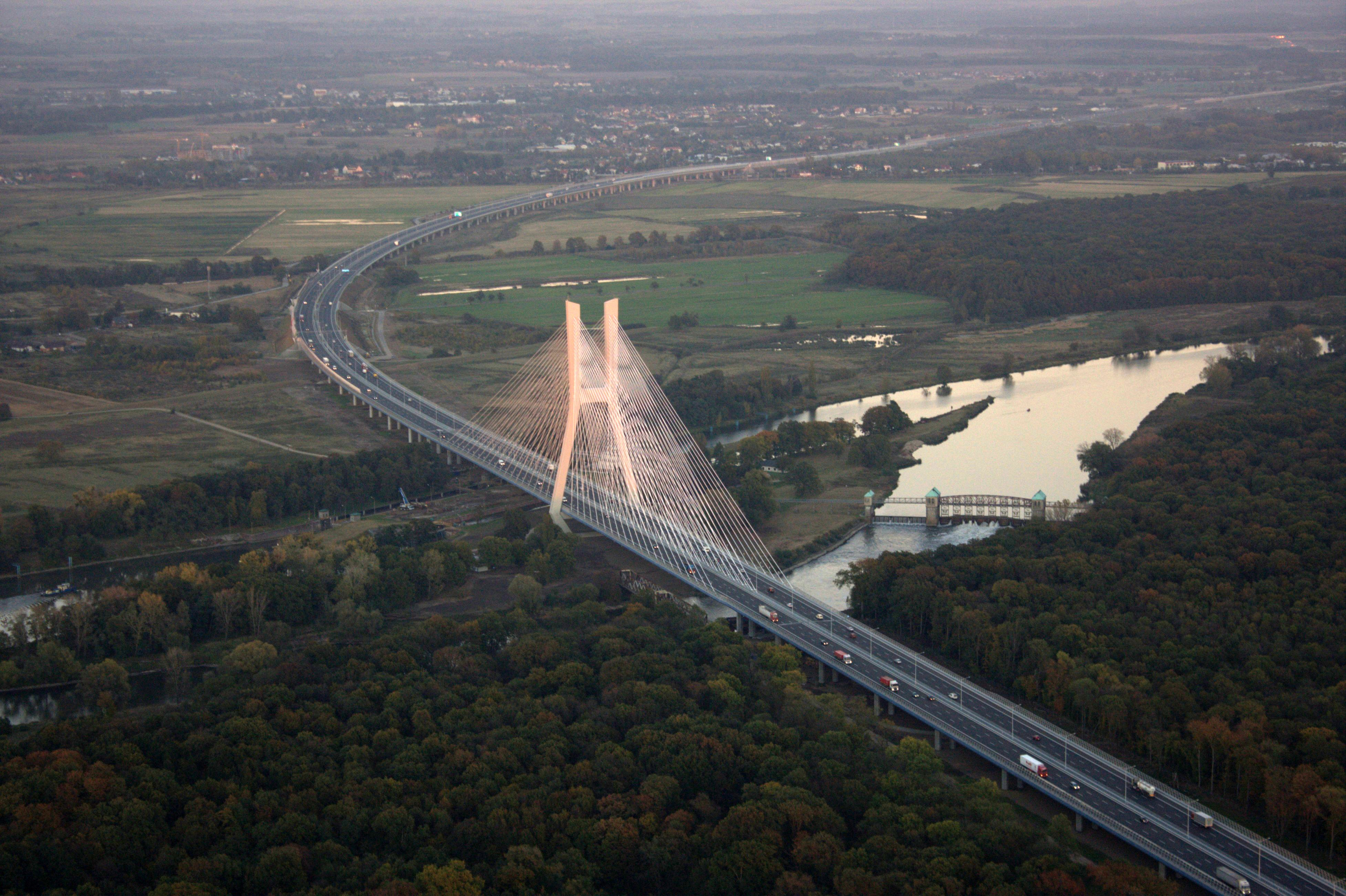
Most Rędziński

Przed II wojną światową w mieście istniały – licząc według obowiązujących wówczas niemieckich kryteriów definiujących budowle drogowe – 303 mosty. Obecnie wszystkie przedwojenne mosty, które uległy zniszczeniu podczas oblężenia w 1945 zostały odbudowane, powstało też kilkanaście całkiem nowych. Pomimo tego według kryteriów używanych współcześnie, uznaje się, że jest ich tylko od 117 (w tym 27 kładek) do 229, przy czym powierzchnia miasta od 1945 wzrosła ze 175,1 km² do 292,8 km². Według jeszcze innych kryteriów wszystkich mostów jest około 400. Największe i najważniejsze z mostów przerzucone są nad głównym i pobocznymi nurtami rzeki Odry (Stara Odra, Odra Północna i Południowa) i kanałów: Powodziowego, Żeglugowego, Bocznego, Miejskiego, Granicznego, Odpływowego i kilku pozostałych.
Przez obszar Wrocławia przepływa też kilkanaście innych, mniejszych rzek i strumieni, z których główne to cztery dopływy Odry: Ślęza, Oława (rozdzielająca się tu na dwa nurty – Oławę Górną i Dolną), Bystrzyca, Widawa, a z pomniejszych – Dobra, Zielona, Ługowina, Kasina, Oporówka, Łękawica, Piskorna, Młynówka, Trzciana, Czarna Woda, Rogożówka, Olszówka Krzycka, Grabiszynka, Brochówka i inne. Rzeki te i strumienie oraz przekopane sztuczne kanały tworzą liczne naturalne i kilka sztucznych wysp (zależnie od poziomu wody w rzece oraz od kryterium wielkości można się ich doliczyć do około 25), niektóre rzeki (prócz Odry – np. Widawa) mają swoje „stare” nurty płynące nieco inną trasą niż nurty główne; w wielu miejscach przedzielone są śluzami – niektóre ze śluz pełnią też rolę mostów lub kładek. Ponadto nad stale wypełnioną wodą wrocławską fosą miejską również przerzucone są ciągi komunikacyjne – piesze i kołowe. To wszystko sprawia, że Wrocław bywa nazywany Wenecją Północy.

Widok z Mostu Grunwaldzkiego na rzekę Odra we Wrocławiu

Ostatnią, wcale nie najmniej ważną kategorią mostów i kładek wrocławskich są kładki piesze i wiadukty drogowe ponad jezdniami ulic bądź torami kolejowymi.

### Pomniki

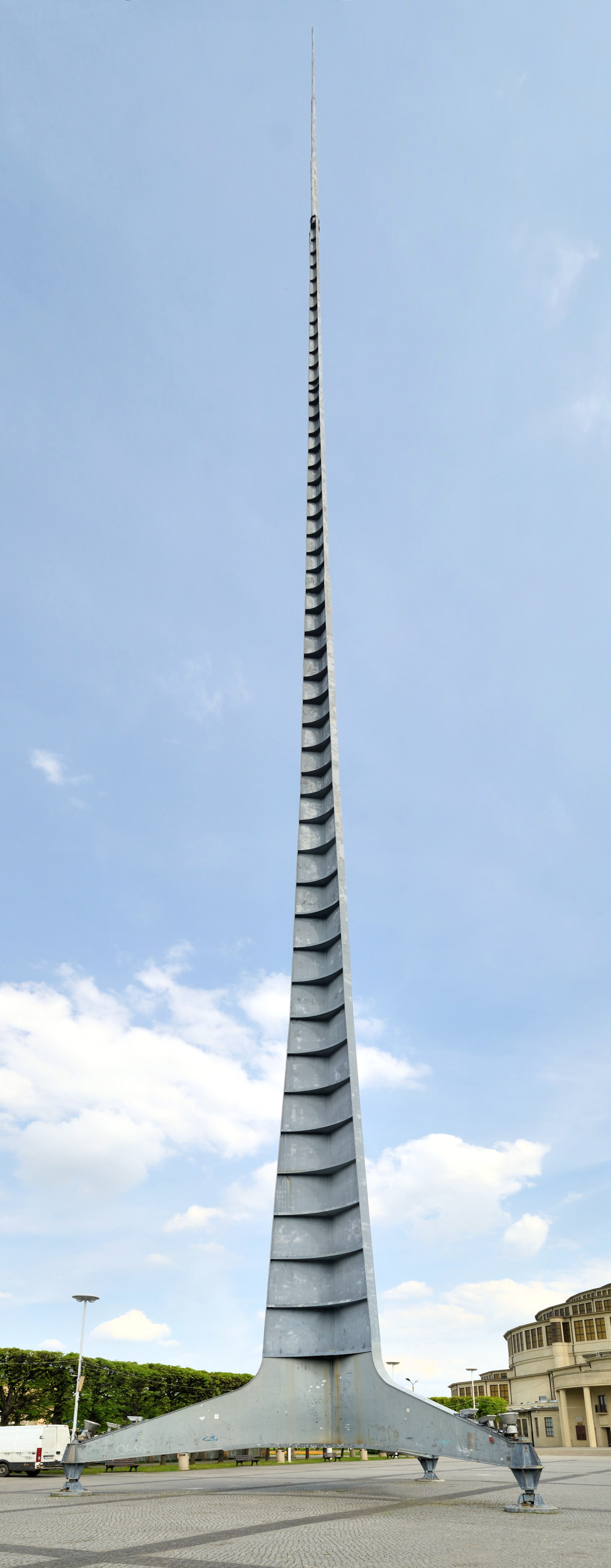
Iglica

Lista pomników i miejsc pamięci narodowych we Wrocławiu:
- Pomnik Anioła Ślązaka
- Pomnik Katyński w Parku Słowackiego
- Pomnik Pomordowanych na Kresach 1939–1947 – przy ul. Andrzeja Modrzewskiego-Frycza
- Pomnik „Solidarności” z 2001
- Pomnik Witolda Pileckiego na Promenadzie Staromiejskiej przy pl. Wolności
- Pomnik Ofiar Stalinizmu – na pl. Wolności
- Pomnik Uczonych Polskich, Ofiar hitleryzmu[d], na pl. Grunwaldzkim – napis „Nasz los przestrogą”
- Pomnik Orląt Lwowskich – na cmentarzu św. Rodziny na Sępolnie
- Pomnik Zesłańcom Sybiru
- Pomnik Oskara Langego
- Pomnik Pamięci Ofiar Nocy Kryształowej
- Pomnik Konstytucji 3 Maja
- Pomnik Rozstrzelanych Zakładników z Nowego Sącza
- Pomnik Wspólnej Pamięci
- Pomnik Wyzwolenia Wrocławia
- Pomnik Zwycięstwa Żołnierza Polskiego
- Pomnik Bohaterów Powstania Węgierskiego
- Figura Matki Boskiej z Dzieciątkiem i św. Jana Nepomucena
- Pomnik św. Jana Nepomucena na Ostrowie Tumskim
- Pomnik św. Jana Nepomucena przy kościele św. Macieja
- Pogodynka
- „Powodzianka” (na pamiątkę powodzi tysiąclecia w 1997)
- Pomnik ku czci Chińczyków z Tian’anmen na pamiątkę masakry na Placu Tian’anmen w Pekinie 4 czerwca 1989
- Pomnik Pamięci Zwierząt Rzeźnych, ustawiony w zaułku Stare Jatki (przed wojną Große Fleischbänke – „Wielkie Ławy Mięsne”), historycznym miejscu sprzedaży mięsa z pobliskich nadodrzańskich ubojni (obecnie znajdują się tam galerie artystyczne)
- Papieża Jana XXIII na ul. św. Marcina – napis „PACEM IN TERRIS” (łac. pokój na świecie), odsłonięty 5 V 1968
- Juliusza Słowackiego w Parku Słowackiego
- Mikołaja Kopernika w Parku Kopernika
- Fryderyka Chopina w Parku Południowym, odsłonięty 2 IX 2004
- Kolumna Chrystusa Króla Wszechświata na pl. Katedralnym, odsłonięty w 2000
- Sokratesa na Wyspie Bielarskiej
- Szermierz na pl. Uniwersyteckim (M. Laderer, 1904)
- króla Bolesława Chrobrego
- Pomnik Amora na Pegazie z 1914 w Parku Kopernika
- Pomnik Friedricha Schillera, niemieckiego poety i dramaturga (rekonstrukcja pomnika odsłoniętego 9 maja 1905)
- Pomnik Josepha von Eichendorffa w Parku Szczytnickim (sam pomnik został usunięty, pozostał postument z dwiema płaskorzeźbami)
- Pomnik Josepha von Eichendorffa w Ogrodzie Botanicznym
- Pomnik Karola Linneusza w Ogrodzie Botanicznym
- Pomnik hrabiego Aleksandra Fredry na Rynku
- Pociąg do nieba
- Kamień pamiątkowy ku czci Bojowników o Wyzwolenie Narodowe i Społeczne
- Głaz Galla Anonima
- Głaz pamiątkowy Pracowników Drogi Wodnej
- Kamienie Stulecia
- 800 lat Oporowa 1201–2001
- 700 lat Kleciny 1313–2013 (tzw. Diabelski Kamień)[81]
- Iglica
- Pomnik Anonimowego Przechodnia
- Pomnik Diany na skwerze Zbigniewa Cybulskiego
- Pomnik Pomarańczowej Alternatywy
- Wrocławskie krasnale

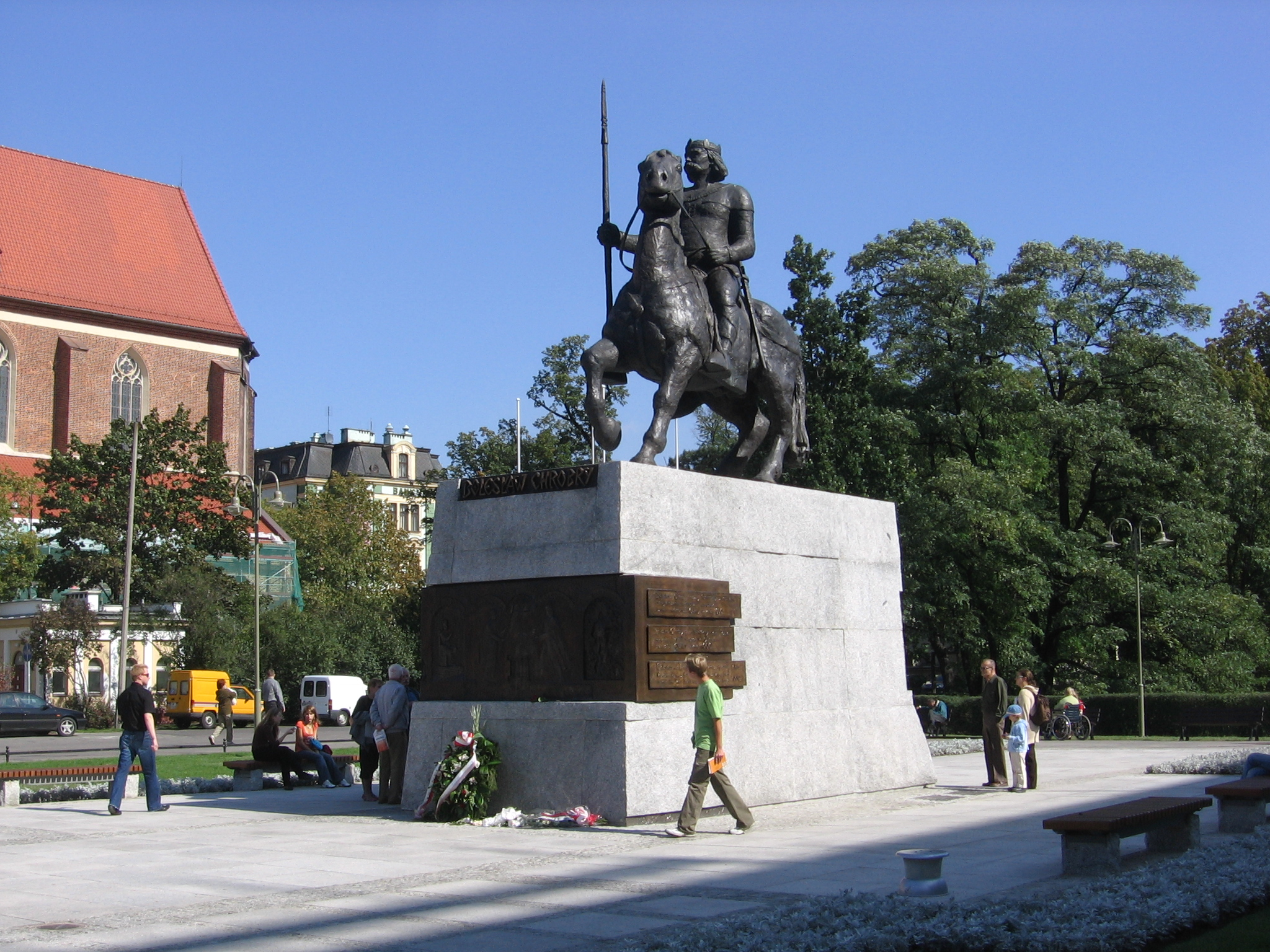
Pomnik Bolesława Chrobrego
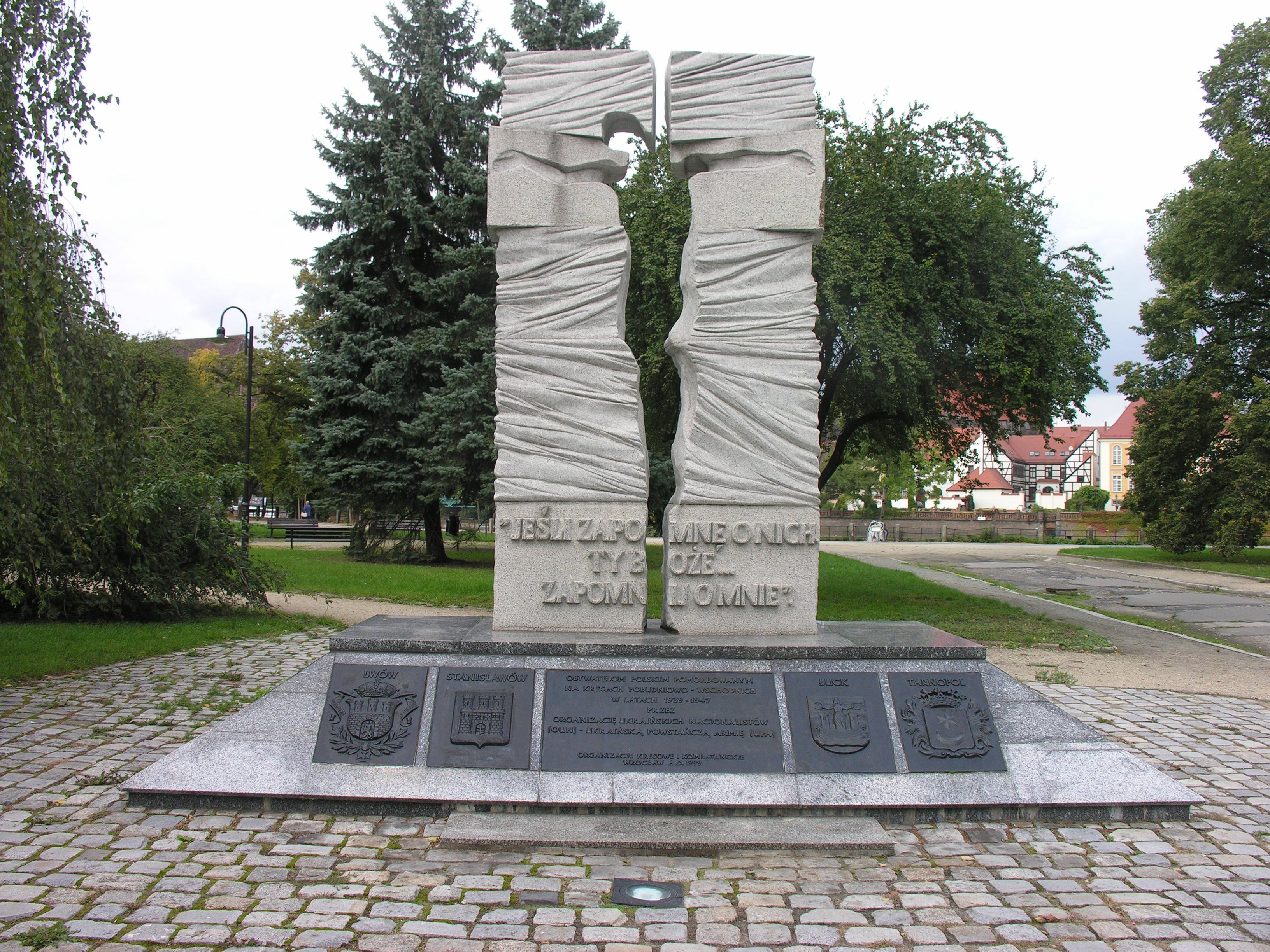
Pomnik Pomordowanych na Kresach 1939–1947
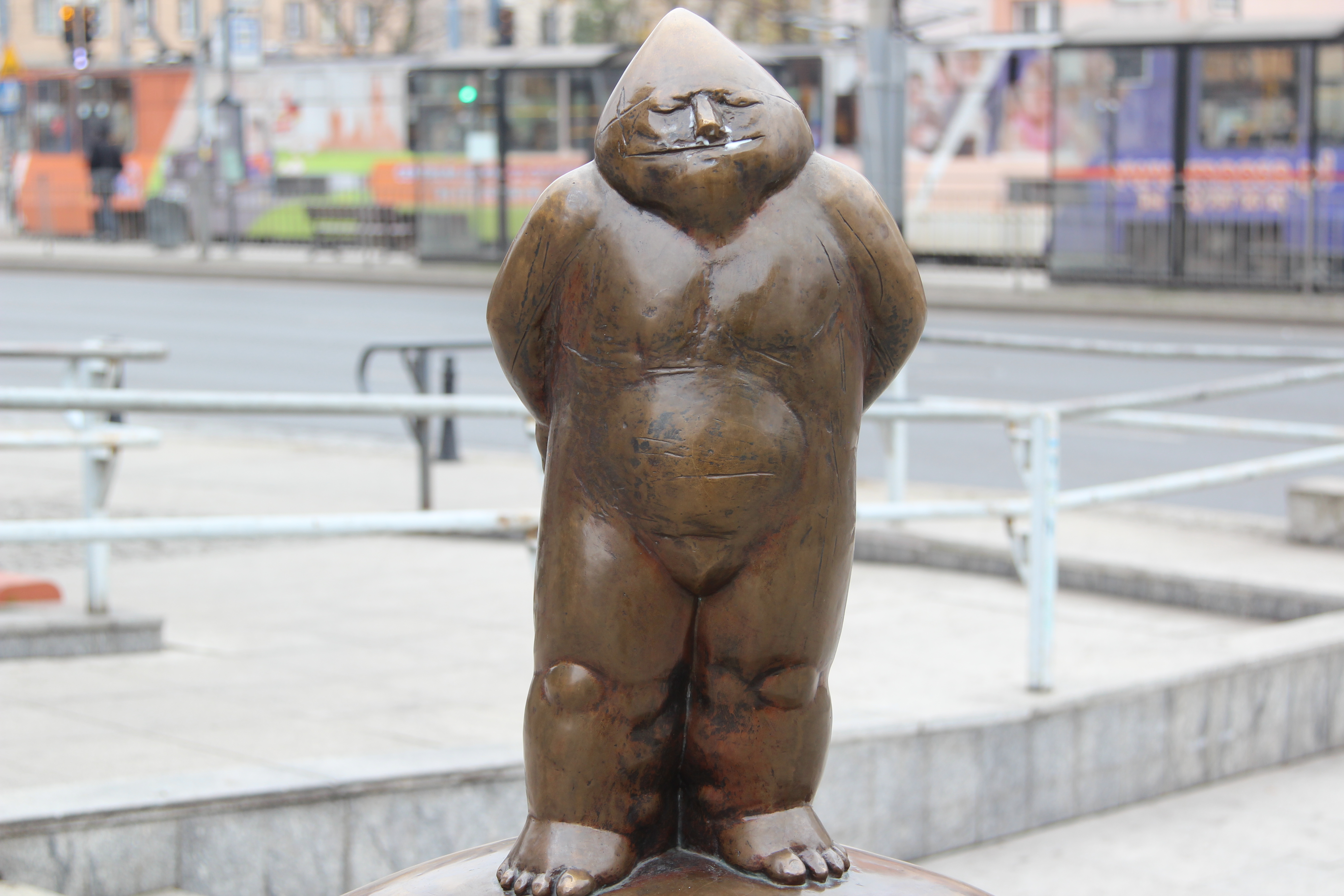
Pomnik Pomarańczowej Alternatywy
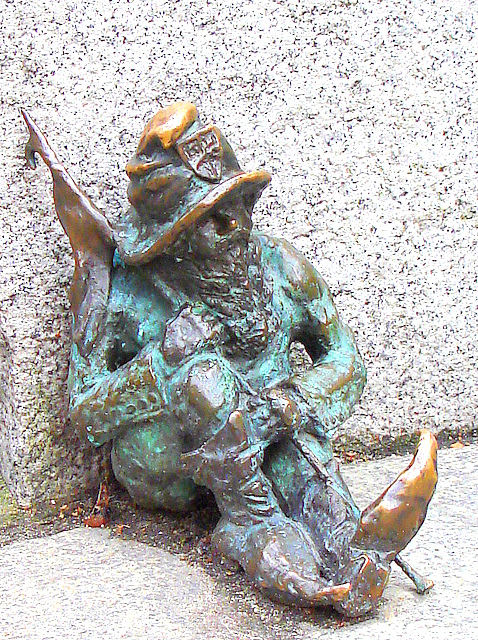
Wrocławski krasnal-Śpioch
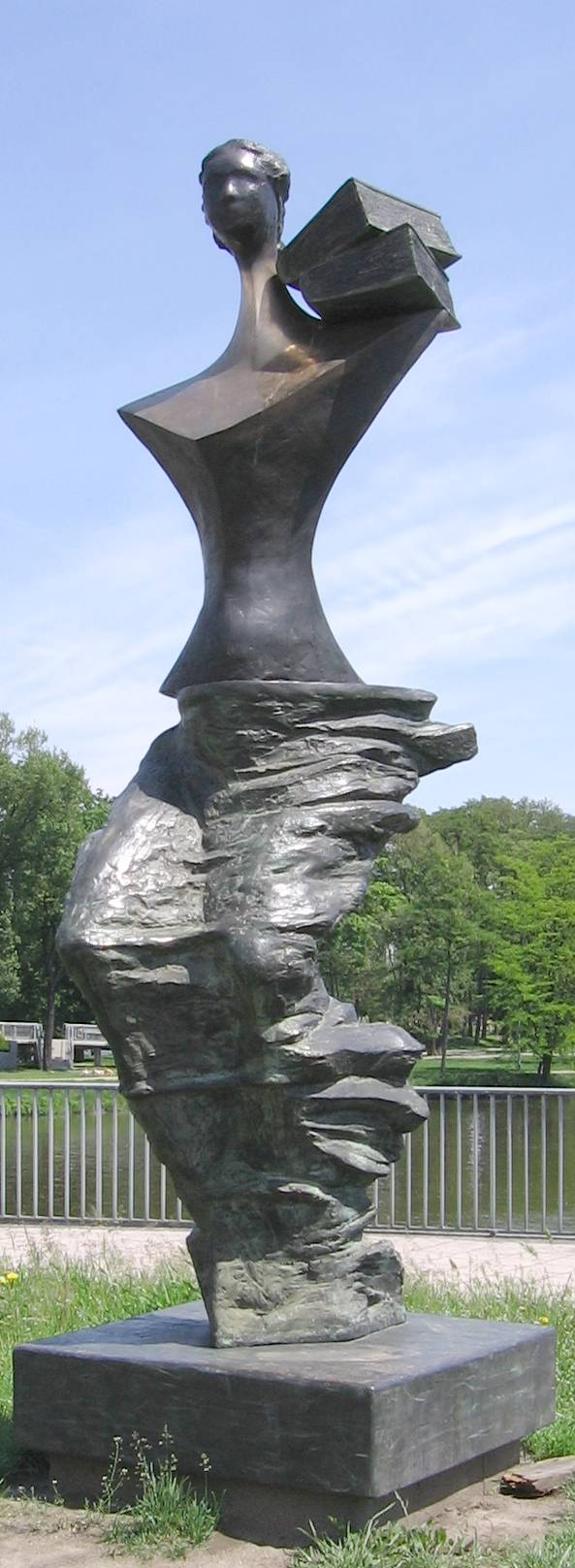
Powodzianka
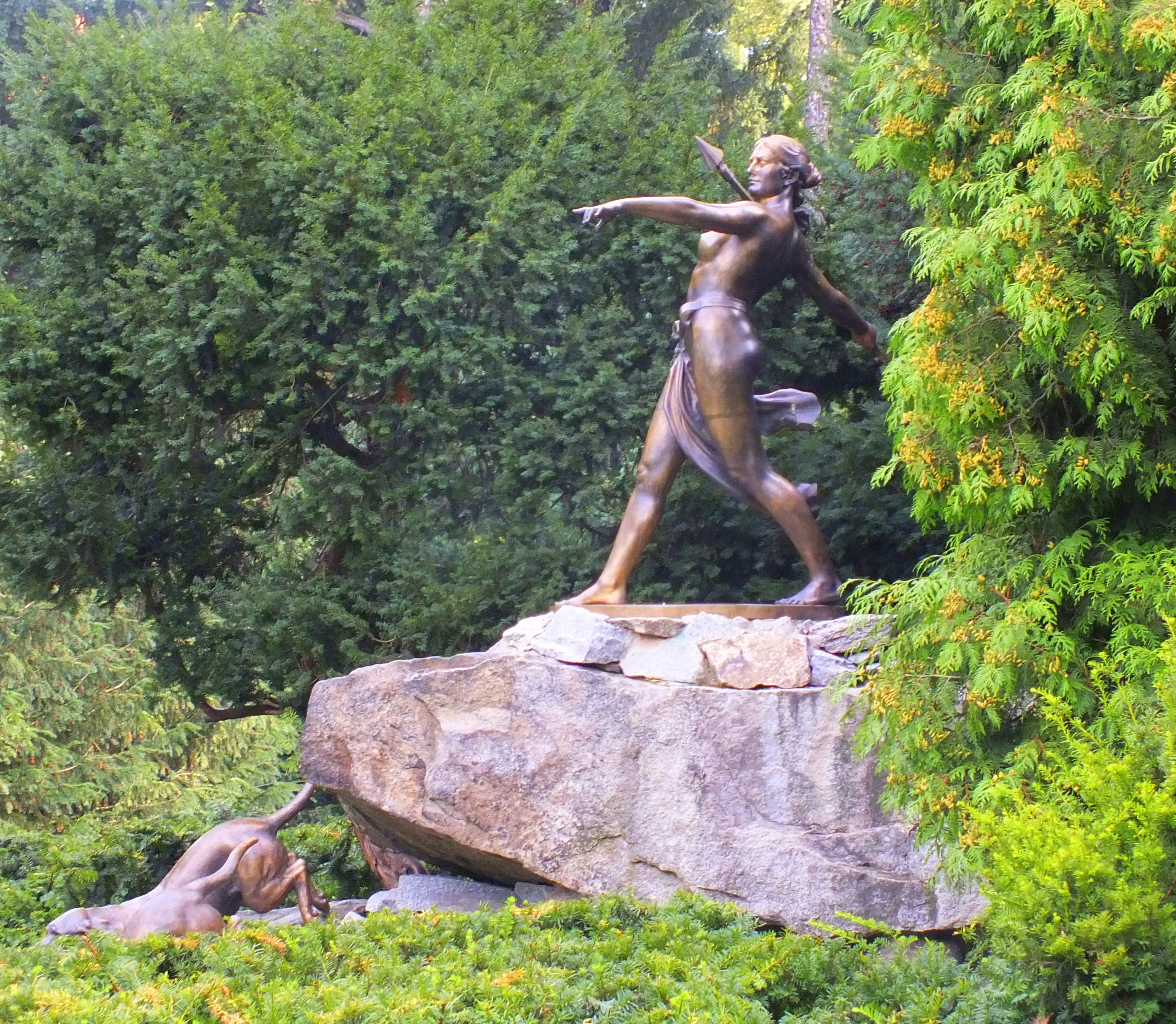
Pomnik Diany
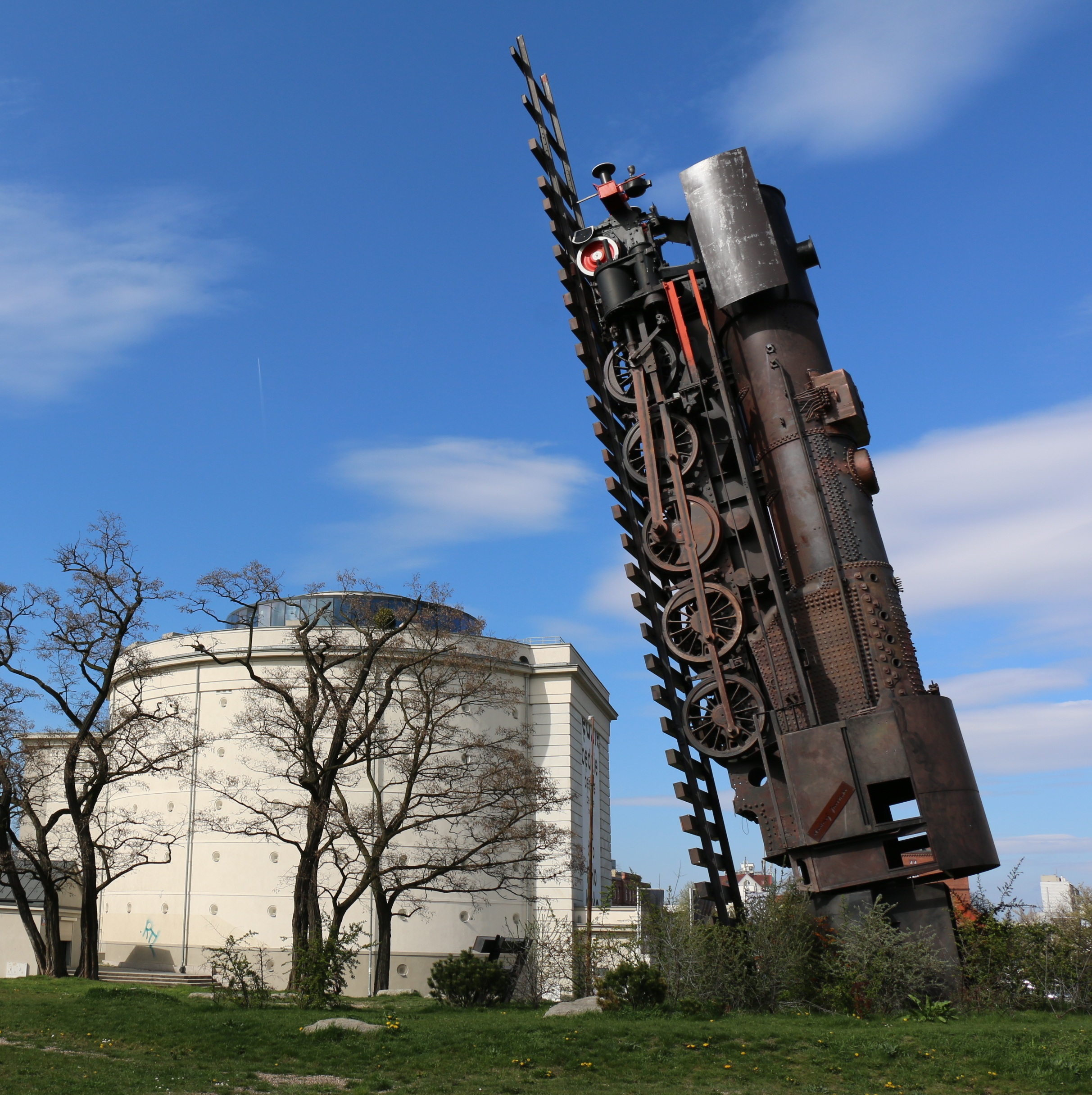
Pociąg do nieba

### Kamienice
W bloku śródrynkowym znajdują się renesansowe domy między którymi przebiegają trzy wąskie uliczki. Należą do nich Sukiennice, domy przy przejściu Garncarskim oraz przejściu Żelaźniczym.

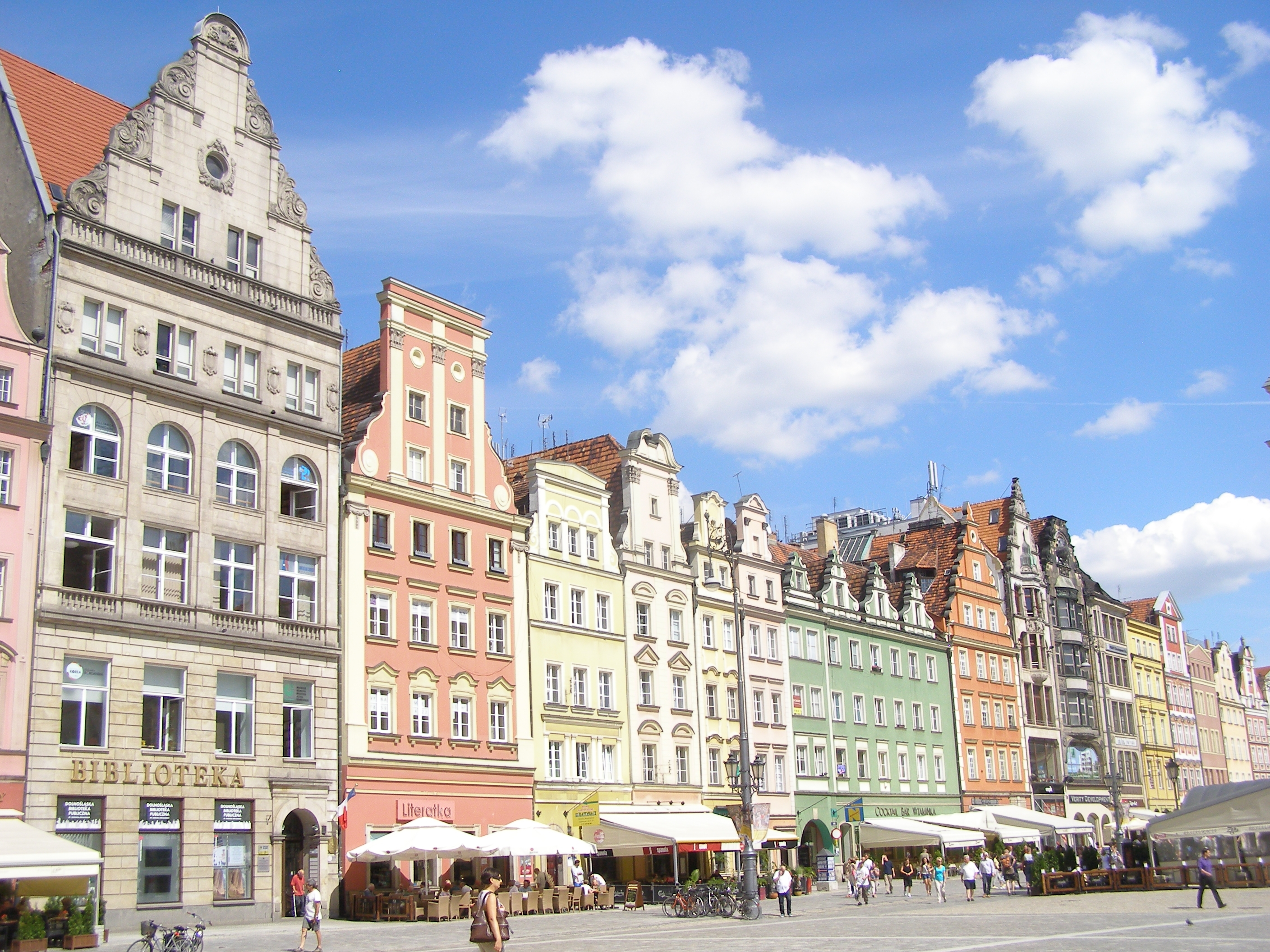
Kamienice przy Rynku
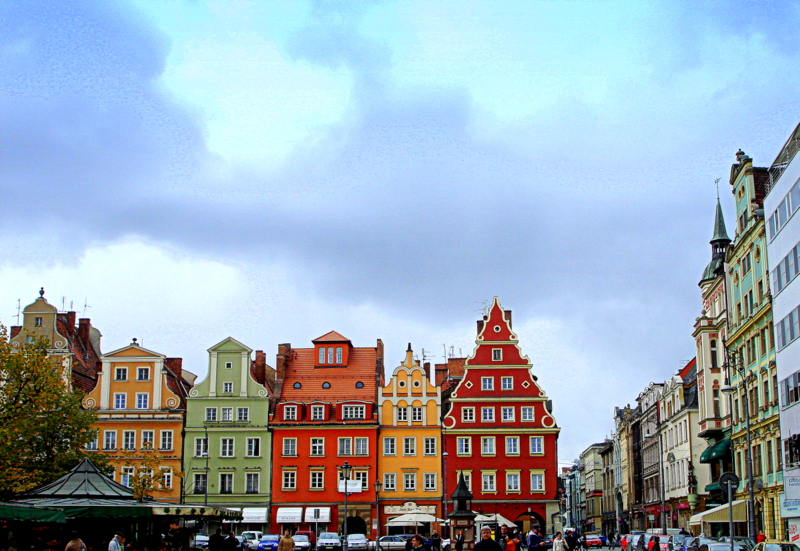
Kamienice przy pl. Solnym
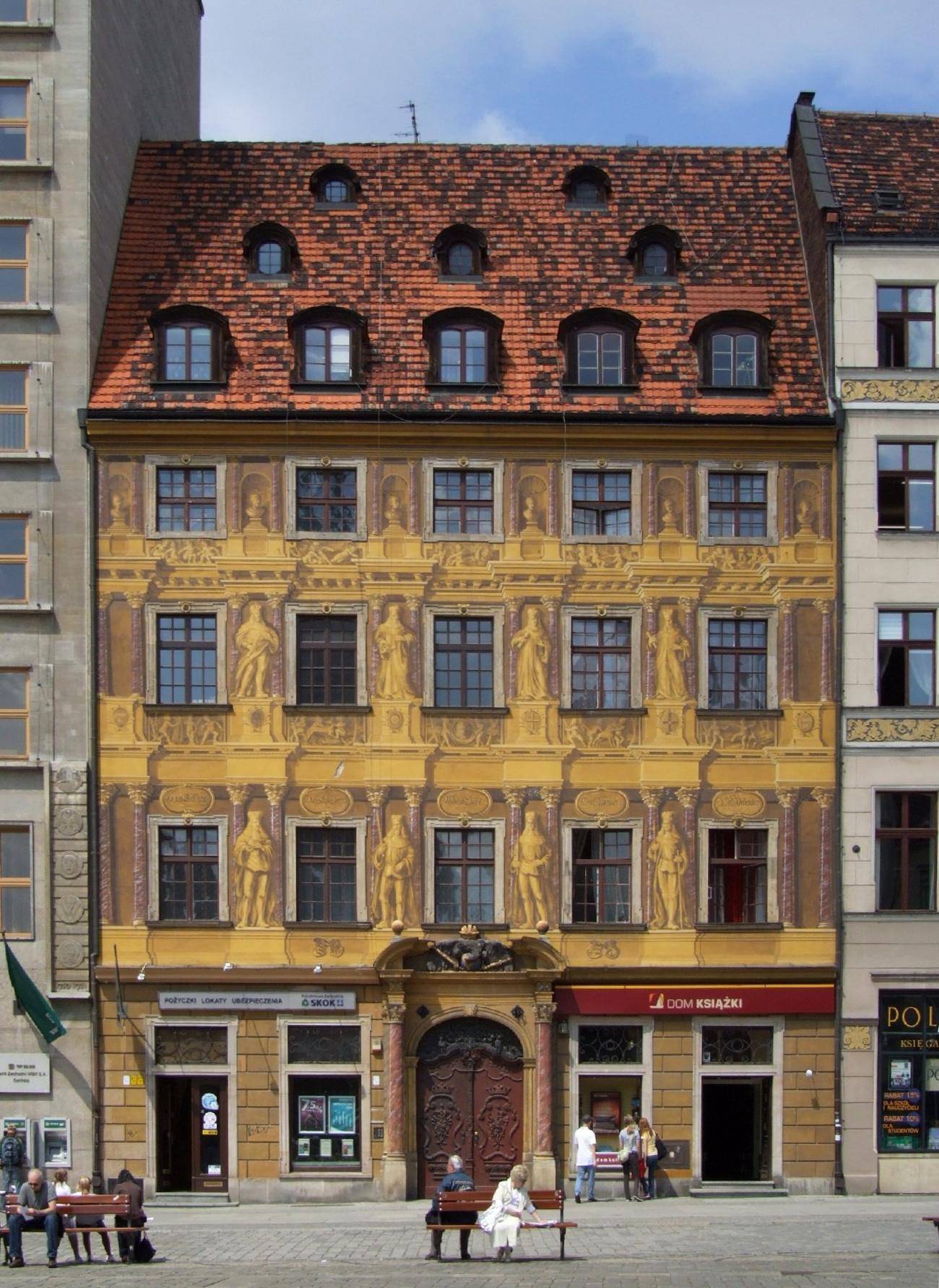
Kamienica Pod Siedmioma Elektorami
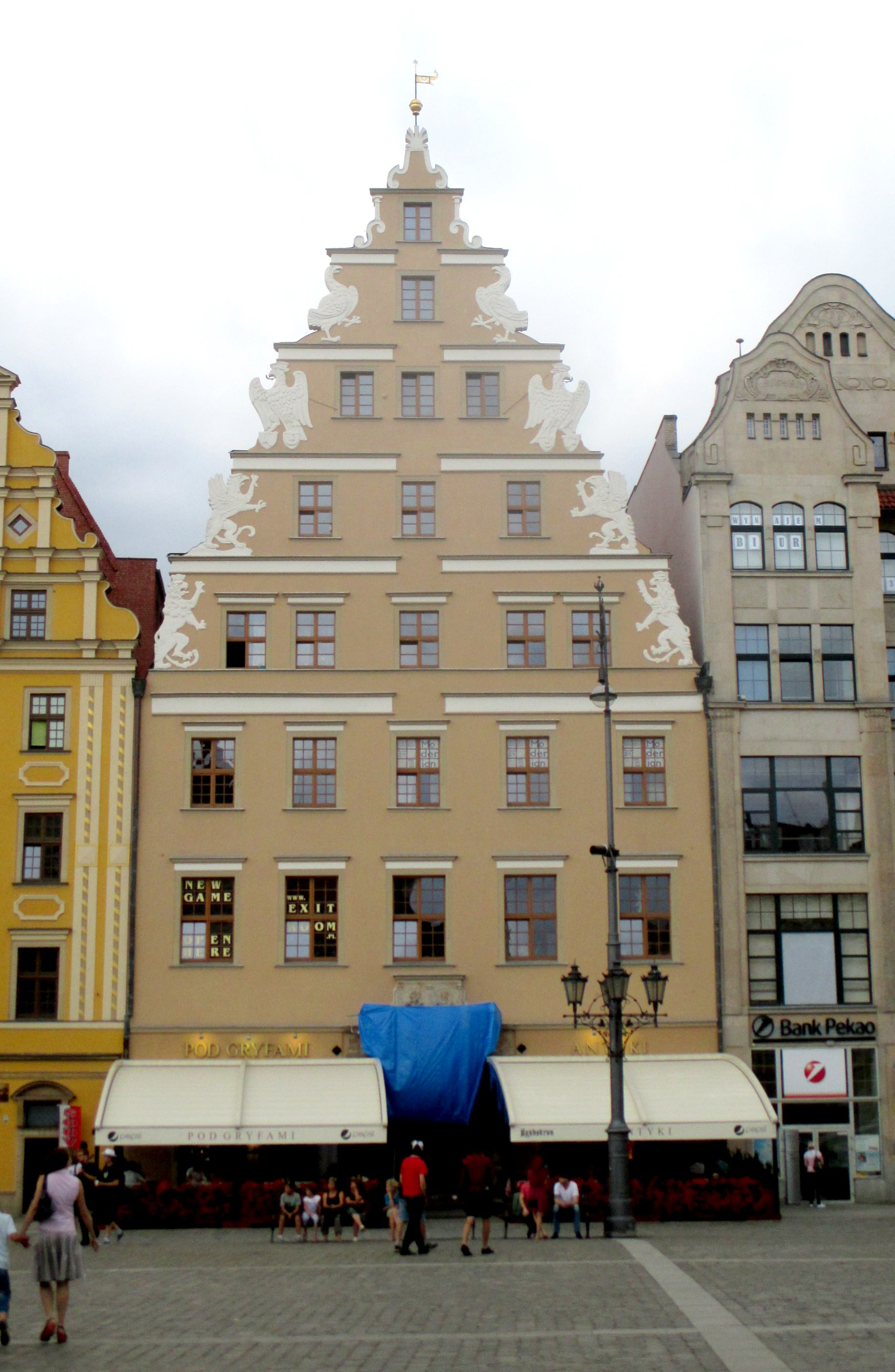
Kamienica Pod Gryfami
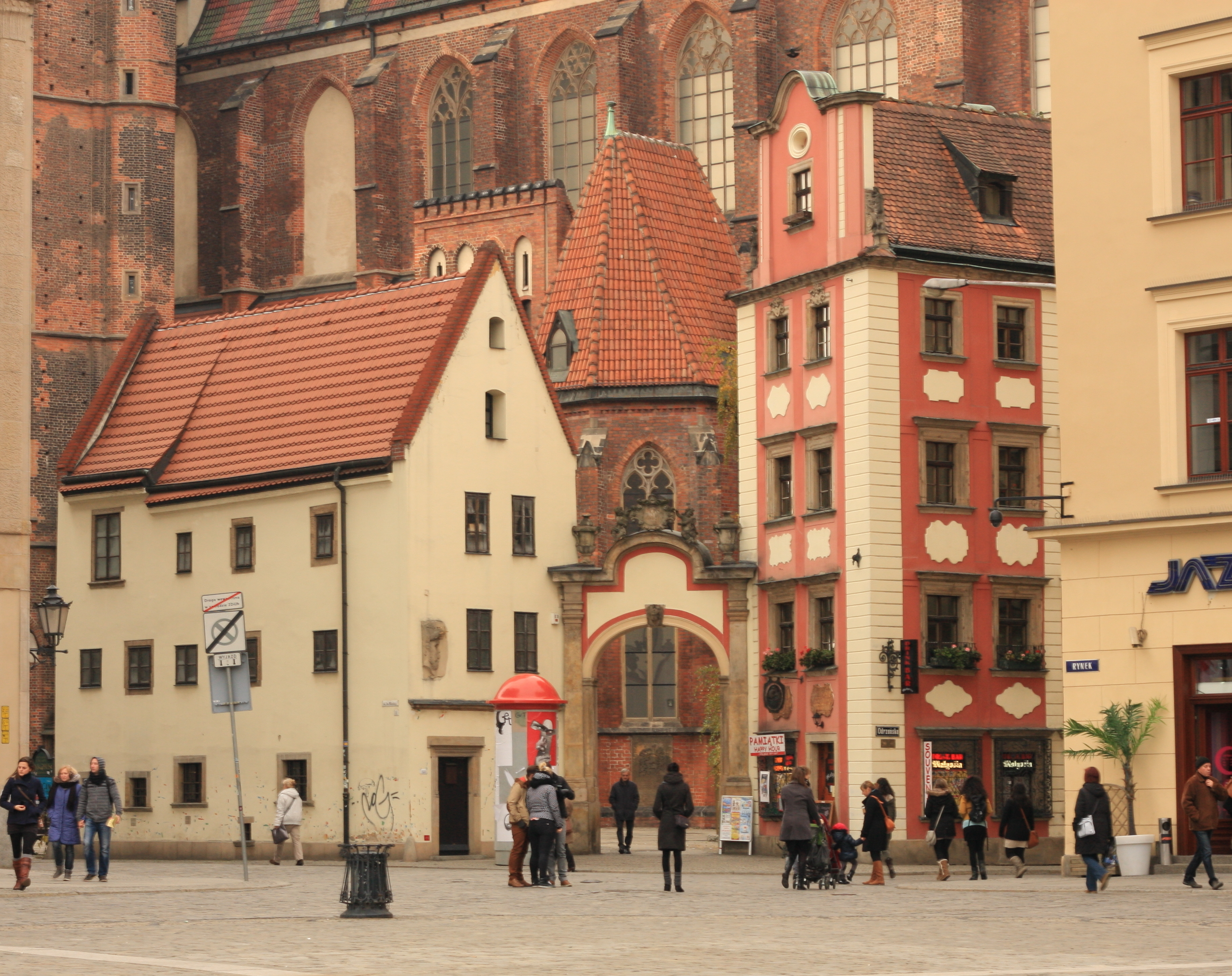
Kamienice Jaś i Małgosia
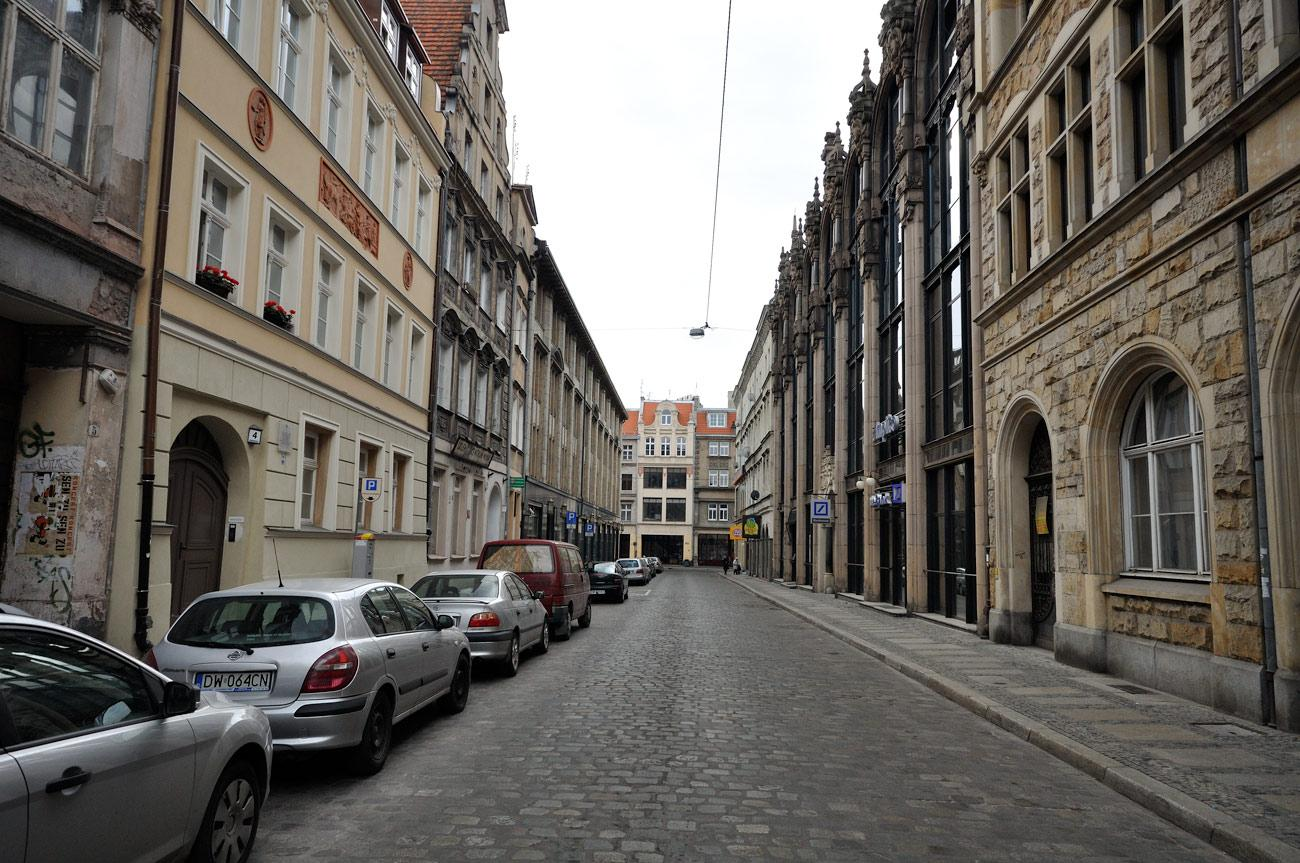
Kamienice przy ul. Rzeźniczej
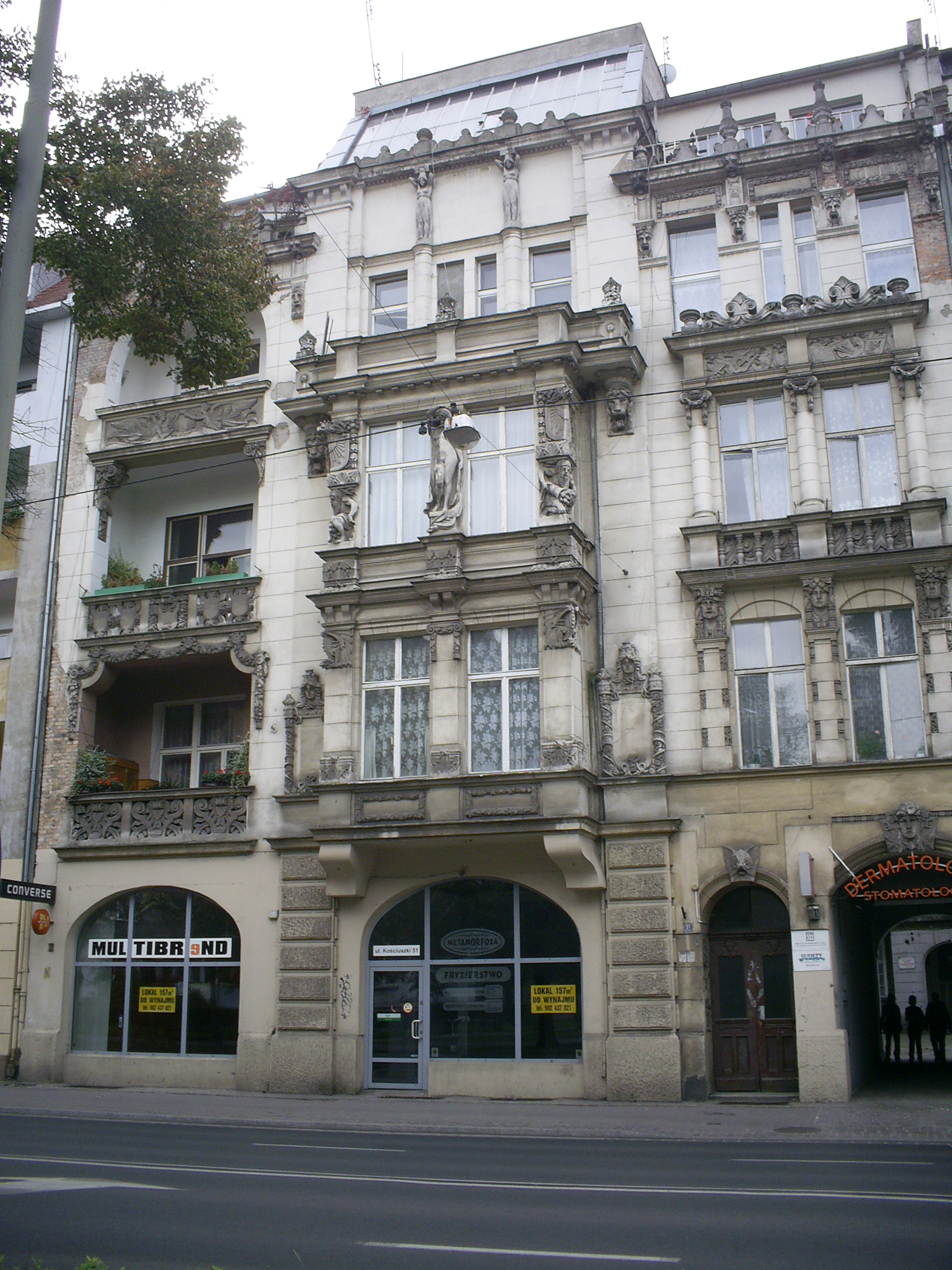
Kamienica przy ul. T. Kościuszki 51

## Gospodarka

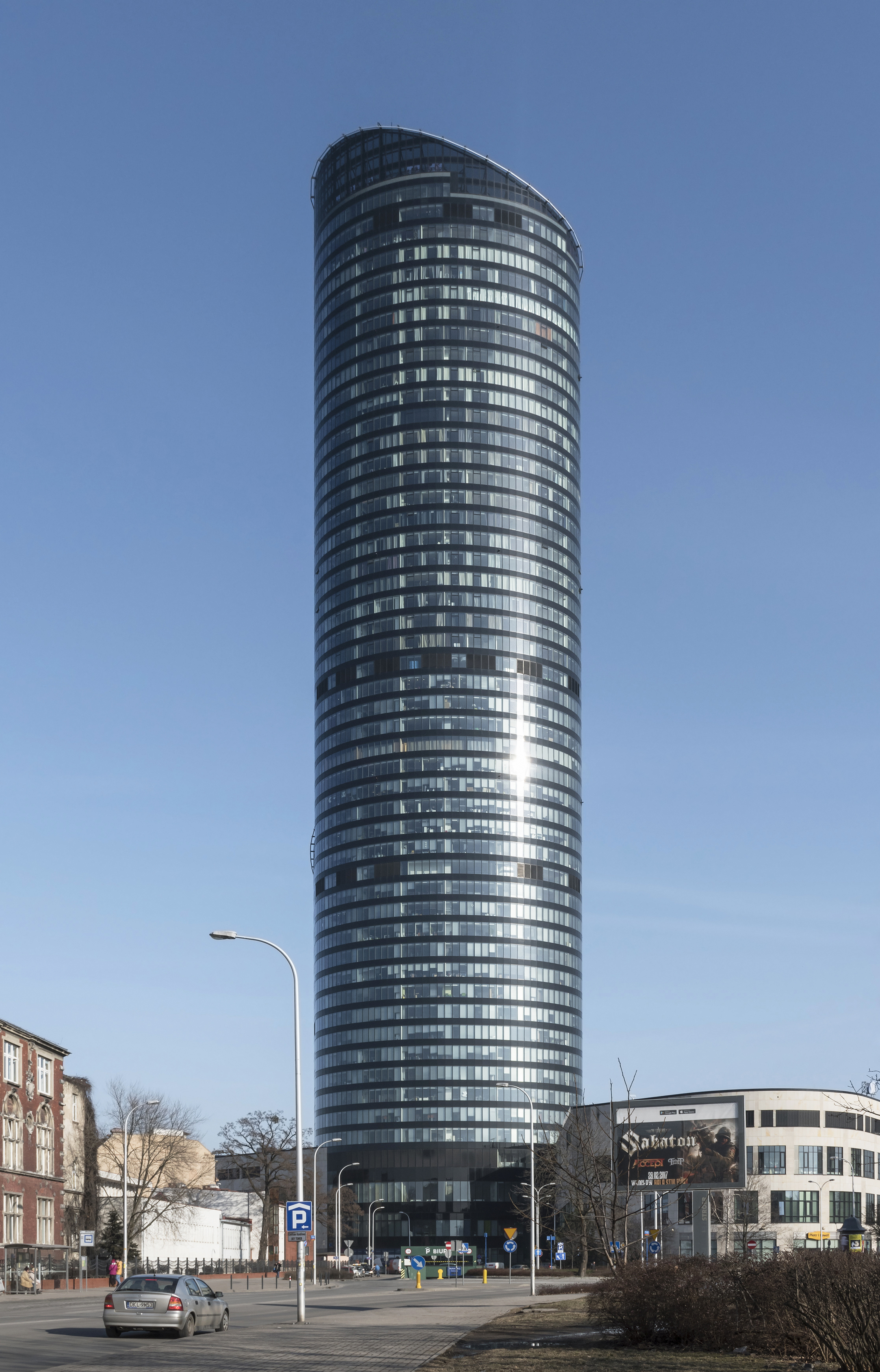
Sky Tower – drugi budynek w Polsce w kategoriach wysokość do dachu oraz wysokość do najwyżej położonego piętra

Wrocław posiada trzeci po Warszawie i Krakowie pod względem wielkości dochodów (5,33 mld zł wg projektu na 2020, 5,4 mld zł wg projektu na 2021 i wydatków 5,65 mld zł w 2020 i 5,9 mld na 2021) budżet w Polsce. Dochody w przeliczeniu na jednego mieszkańca (6025 zł) ustępują jedynie Warszawie. W 2017 wartość PKB wytworzonego we Wrocławiu wyniosła 55,5 mld zł, co stanowiło 2,8% PKB Polski.
We Wrocławiu mieszka 401 milionerów, czyli osób, których roczne dochody przekraczają 1 mln złotych (stan za rok 2014). Na koniec czerwca 2022 wskaźnik bezrobocia rejestrowanego we Wrocławiu wynosił 1,6%.
Energię elektryczną oraz grzewczą dla miasta wytwarzają Zespół Elektrociepłowni Wrocławskich Kogeneracja, Elektrownia Turów oraz Elektrownia Opole, dystrybutorem i sprzedawcą jest Tauron Polska Energia.
We Wrocławiu działają dwie stocznie rzeczne.
W 1832 roku powstała we Wrocławiu fabryka Maschinenbauanstalt Breslau (Zakład Budowy Maszyn), zajmująca się m.in. produkcją taboru szynowego, przemianowana później na Linke-Hofmann Werke. Po wojnie budynki zostały upaństwowione jako Państwowa Fabryka Wagonów – „PaFaWag”, będąc jednym z głównych polskich producentów taboru kolejowego. Ponadto, do II wojny światowej w Kuźnikach znajdowała się fabryka taboru wąskotorowego Smoschewer, później Budich.
W 1952 roku w Zakrzowie uruchomiono Zakłady Metalowe „Zakrzów”, zajmujące się produkcją motorowerów i chłodziarek, przekształcone następnie w Zakłady Metalowe Polar, produkującej sprzęt AGD i będące głównym polskim producentem pralek i chłodziarek, obecnie wchodzące w skład Whirlpool Corporation.
Od 1918 roku na terenie miasta znajduje się huta metali nieżelaznych działająca na przestrzeni lat pod różnymi nazwami. Od 1961 roku nosi nazwę «Hutmen». Innym przedsiębiorstwem działającym w branży metalowej jest powstały w 1946 roku «Centrozłom» – zajmujący się przerobem złomu.
Sąsiadujący z Hutmenem FAT-Haco produkuje automaty tokarskie oraz zajmuje się obróbką elementów stalowych. W zakładach Wabco są wytwarzane hamulce do samochodów, natomiast w zakładach Bumar-Fadroma koparki. Drugim producentem koparek w mieście jest zakład Volvo, który ponadto produkuje autobusy pod tą samą marką.
Powstała w dobie komunizmu Pollena Wrocław obecnie jako E&S Industry S.A. produkuje proszki do prania pod marką E.
We Wrocławiu znajdują się zakłady farmaceutyczne. Jednym z nich jest Hasco-Lek, powstały w 1984 i produkujący leki, wyroby medyczne, suplementy diety i kosmetyki. Od ponad 70 lat istnieje tutaj Farmaceutyczna Spółdzielnia Pracy Gallena produkująca leki, suplementy diety i kosmetyki. Ponadto we Wrocławiu działa US Pharmacia Leki. Przemysł zielarski skupia się głównie wokół powstałego w 1952 roku przedsiębiorstwa Herbapol Wrocław SA.
We Wrocławiu istniał zakład produkujący elementy hydrauliki siłowej, w tym lotniczej, PZL-Hydral, który w 2011 został zlikwidowany. W 2014 na terenie kompleksu produkcyjnego powstałego w miejscu Hydralu amerykański koncern UTC Aerospace Systems (obecnie, po zmianie nazwy, Collins Aerospace) otworzył ośrodek badawczo-rozwojowy.
Obecnie przemysł koncentruje się na obszarze przy Wrocławiu w tzw. aglomeracji wrocławskiej. Do największych ośrodków należą strefa w Biskupicach Podgórnych gdzie swoje zakłady mają koreańskie LG Electronics i Heesung Electronics należące do LG Group oraz strefa w Nowej Wsi Wrocławskiej. Zakłady te współpracują z centrami badawczo-usługowymi we Wrocławiu; przykładem może być inwestycja amerykańskiego producenta silników do samolotów, który współpracuje z UTC.

### Centra usług
We Wrocławiu znajduje się wiele centrów usług. Największymi z nich są Globalne Centrum Biznesowe Hewlett-Packard zajmujące się usługami finansowymi, Centrum Świadczenia Usług Księgowych i Informatycznych założone przez Volvo i Centrum Innowacji Google.

### Bankowość

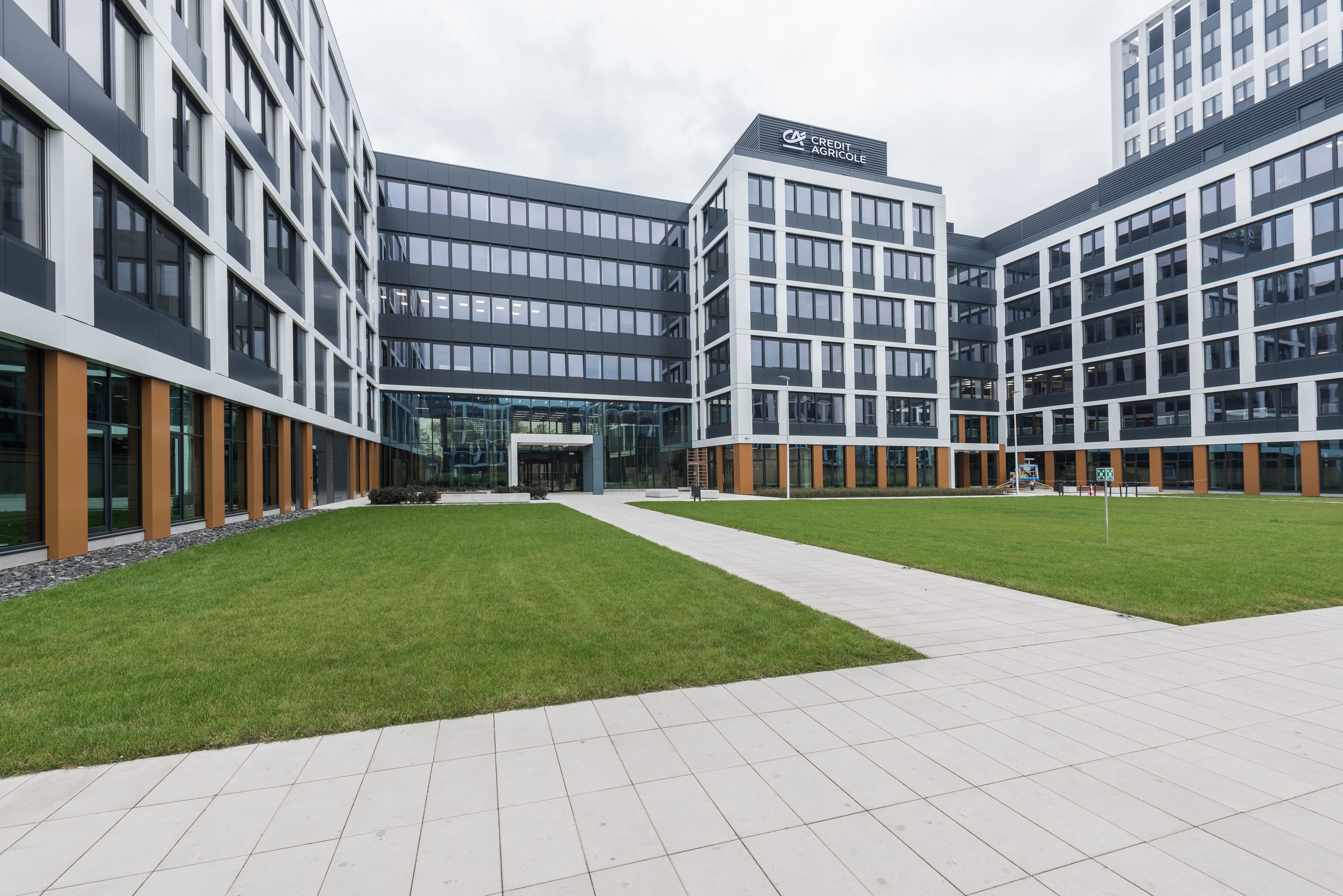
Centrala Credit Agricole Bank Polska we Wrocławiu

Wrocław ma także rozwinięte usługi bankowe. Od 1988 we Wrocławiu swoją siedzibę miał Bank Zachodni S.A. W wyniku działań ówczesnego prezesa Mateusza Morawieckiego doszło do fuzji z WBK, jednakże siedziba i rejestracja banku została przeprowadzona we Wrocławiu. Powstał tutaj Aigo Bank, który został przejęty przez Santander Bank. Nowy bank zachował pierwotną siedzibę banku. Santander ostatecznie wcielił do siebie BZWBK. Bank posiada 3 siedziby: we Wrocławiu, Poznaniu i w Warszawie, jednak rejestracja banku jest we Wrocławiu. Natomiast centrum obsługi w Poznaniu. W 1992 roku we Wrocławiu zarejestrował się Lukas Bank, który w 2001 zmienił nazwę na Credite Agricole. W 2003 Mariusz Łukasiewicz założył we Wrocławiu Eurobank. Nowy właściciel – Societe General zaakceptował siedzibę banku. Dodatkowo we Wrocławiu siedzibę miał Credit Suisse Wrocław . W 1991 Leszek Czarnecki założył Europejski Fundusz Leasingowy, który w 2001 roku sprzedał francuskiemu Credite Agricole.

## Parki technologiczne i przemysłowe
W 1996 roku Urząd Miejski Wrocławia, Dolnośląska Izba Gospodarcza oraz Fundacja Rozwoju Politechniki Wrocławskiej założyły Wrocławski Park Technologiczny. Park ten współtworzyli: Politechnika Wrocławska, Akademia Rolnicza (obecnie Uniwersytet Przyrodniczy), Uniwersytet Wrocławski, Fundacja Rozwoju Politechniki Wrocławskiej, Uniwersytet Ekonomiczny, Towarzystwa Inwestycyjne Dolmel sp. z o.o., Dolnośląska Izba Gospodarcza, Wojewoda Wrocławski (reprezentującego Skarb Państwa) i gmina Wrocław. Poza Uniwersytetem Ekonomicznym wszyscy założyciele są akcjonariuszami. Działają tutaj startupy oraz małe przedsiębiorstwa z branży IT,automative, e-commerce, elektronicznej, chemicznej, usługowej, biochemicznej, telekomunikacyjnej, farmaceutycznej, medycznej, multimedialnej i budowlanej. Swoją siedzibę tutaj ma MITSUBISHI ELECTRIC EUROPE B.V. (SP. Z O.O.) – ODDZIAŁ W POLSCE, natomiast T-Mobile ma tutaj swój lokalny oddział. Nieopodal znajduje się regionalny oddział IBM oraz biurowce wraz z siedzibą Südzucker Polska S.A. Nie są one jednak częścią parku.
Na terenie dawnych zakładów Pafawag powstał w 2002 roku Wrocławski Park Przemysłowy. Jak jest to podane na stronie internetowej parku: „sygnatariuszami umowy byli: Miasto Wrocław, DOZAMEL Sp. z o.o., Archimedes S.A. oraz Wrocławski Park Technologiczny S.A. Później (7 grudnia 2007) do tego grona tego dołączyły Bombardier Transportation Polska Sp. z o.o. i Wojdyła Inwestycje Sp. z o.o. DOZAMEL na mocy tej umowy został podmiotem zarządzającym infrastrukturą Parku”. Park ten ma na celu utrzymanie obszaru poprzemysłowego, rewitalizację obiektów oraz wynajmowanie powierzchni biurowych i magazynowych. Działa tutaj wiele szkół oraz firm z różnych branż głównie usługowych.
Urząd Marszałkowski na obszarze przy ulicy Mokronoskiej otworzył w 2008 roku Dolnośląski Park Innowacji i Nauki SA. Obszar wcielono do Wałbrzyskiej Specjalnej Strefy Ekonomicznej.
9 lipca 2015 Rada Miejska Wrocławia poparła wniosek Wrocławskiego Centrum Badań EIT+ i Agencji Rozwoju Aglomeracji Wrocławskiej o włączenie w granice Legnickiej Specjalnej Strefy Ekonomicznej nieruchomości położonych na terenie gminy Wrocław, w rejonie ulic Stabłowickiej i Towarowej. Na terenie 15 ha powstanie pierwsza w kraju, specjalna strefa ekonomiczna nowej generacji – SSE 2.0. Zgodnie z planami Ministerstwa Gospodarki SSE 2.0 mają służyć działalności badawczo-rozwojowej, koncentrować i stymulować działalność innowacyjną.

### Centra handlowe
W graniczących z Wrocławiem Bielanach Wrocławskich znajduje się największe centrum handlowo-rozrywkowe w Polsce – Aleja Bielany. W 1999 francuska grupa Cassino wybudowała na terenie targowiska przy ulicy Krzywoustego C.H. Korona, które posiadało centrum rozrywki Atomic. Obecne pełni tylko funkcję centrum handlowego i jest własnością francuskiej grupy Schiever. Najstarszą galerią handlową w północnej części miasta jest jednak powstałe w 1993 r. C.H. Marino, które w 2008 roku zostało przejęte przez spółkę Rafael Investment Sp. z o.o. Na terenie zlikwidowanej rzeźni przy ulicy Legnickiej powstało największe centrum handlowo-rozrywkowo-rekreacyjne na Dolnym Śląsku – C.H. Magnolia Park zarządzana przez Multi Poland Corporation. W 1999 roku powstało C.H. Borek. We Wrocławiu działa też Factory Fashion Outlet, w latach 2000 CH Korona zostało powiększone o CH Młyn mieszczące się w dawnym młynie Sułkowice. Obok Factory powstało CH Futura. Ponadto we Wrocławiu działa założone przez spółkę Praktiker i Sconto C.H. Familly Point. Działa tutaj także Galeria Dominikańska, Pasaż Grunwaldzki, powstały w 1930 roku a wyremontowany w 2009 roku dom handlowy Renoma, działający od 1904 roku pod różnymi nazwami Dom Handlowy Feniks, dom handlowy Podwale, Łada, Astra, która w latach 2000 przejęła TGGi Solpol. W 2007 roku Leszek Czarnecki otworzył Centrum Handlowe Arkady Wrocławskie. Najnowszym Centrum Handlowym jest powstała na terenie dawnego dworca autobusowego Wroclavia. Działają tutaj także mniejsze centra handlowe jak np. Tesco przy ul Długiej będącym dawnym marketem Hit, E.Leclerc, powstała w 2006 r. Hala Targowa Tęcza, założone w 2005 Ferio Gaj, powstała w 2014 Galeria Galaktyka, Tarasy Grabiszyńskie powstałe w wyniku umowy S.M. Metalowiec ze spółką Womak Omega W 2015 roku, czy Pasaż Zielińskiego.
Założona w 1996 roku P.H.U. Hala Strzegomska, C.H GAJ, C.H Arena i wiele innych małych centrów handlowych zakładanych przez dyskonty handlowe lub powstałych w wyniku przekształceń targowisk.
W Bielanach Wrocławskich 28 października 2014 roku swoje dwa magazyny logistyczne uruchomił Amazon.com. We Wrocławiu znajdują się mniejsze centra logistyczne są nimi: regionalne centra firm kurierskich, jeden z pięciu magazynów Poczty Polskiej czy Prologis Park.
Firma Bosch-Siemens-Hausgeräte GmbH (BSH) posiada we Wrocławiu dwie hale produkcyjne zajmujące się wytwarzaniem lodówek i piekarników oraz jedną halę produkcyjną w pobliskim Mirkowie.

## Transport

Docelowy układ dróg we Wrocławiu

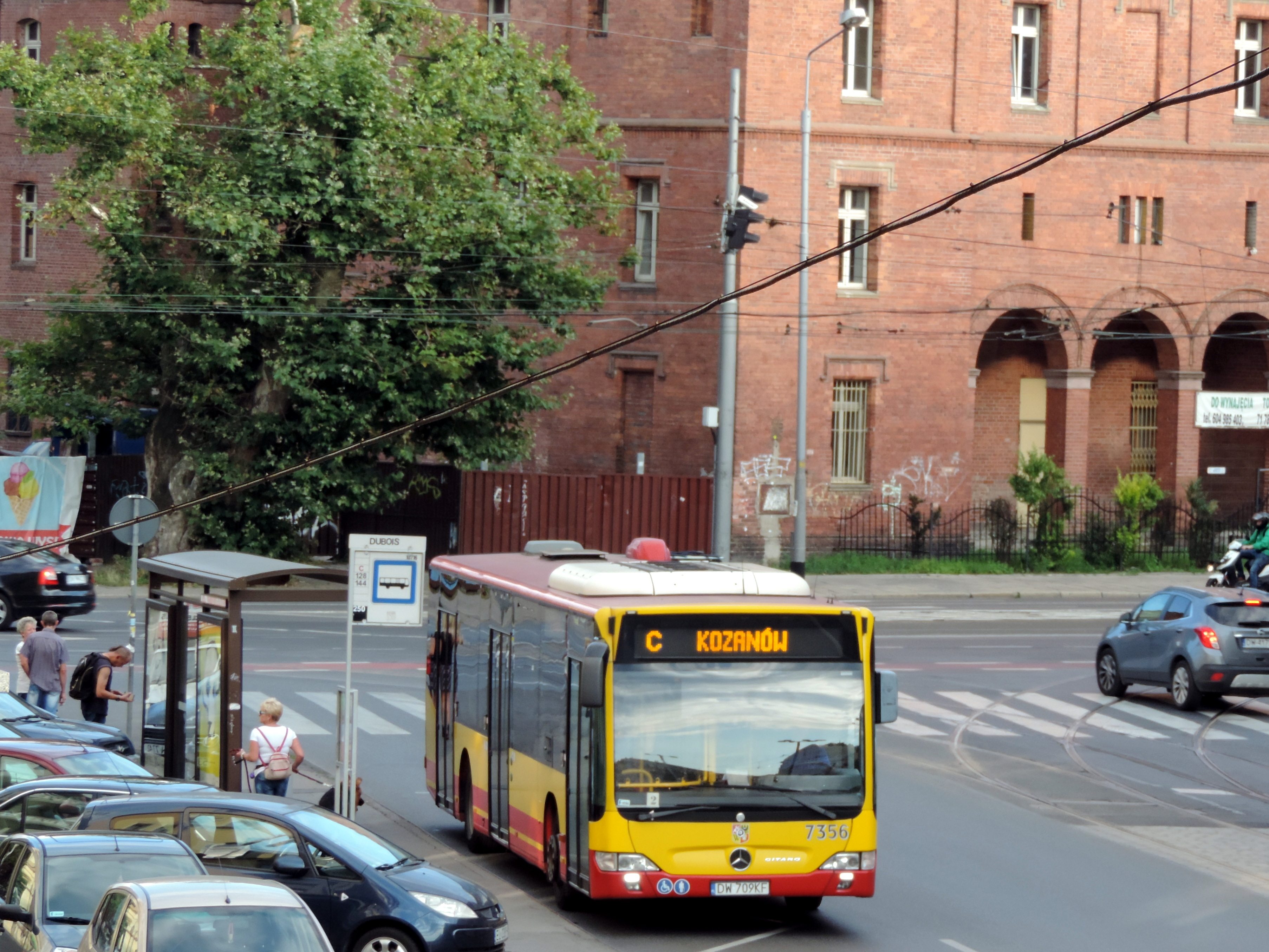
Mercedes-Benz O530

### Transport drogowy
| Droga                         | Trasa |
| ----------------------------- | --- |
| autostrada A4 (E40)           | Jędrzychowice (granica) – Legnica – Wrocław – Opole – Gliwice – Katowice – Kraków – Tarnów – Rzeszów – Korczowa (granica)                                                                |
| droga ekspresowa nr S5 (E261) | Ostróda (S7) – Grudziądz – Bydgoszcz – Gniezno – Poznań – Wrocław – Bolków (S3) |
| droga krajowa nr 5            | przejście przez Wrocław |
| autostrada A8 (E67)           | Autostradowa Obwodnica Wrocławia |
| droga ekspresowa nr S8 (E67)  | Kobierzyce – Wrocław – Łódź – Piotrków Trybunalski – Warszawa – Ostrów Mazowiecka – Białystok(Choroszcz) (S19)                                                                           |
| droga krajowa nr 35           | granica państwa – Golińsk – Wałbrzych – Świebodzice – Świdnica – A4E40 (węzeł „Bielany Wrocławskie”)                                                                                     |
| droga krajowa nr 94           | A4E40 (węzeł „Zgorzelec”) – Legnica – Wrocław – Brzeg – Opole – Bytom – Sosnowiec – Dąbrowa Górnicza – Sławków – Olkusz – ... – Tarnów – Rzeszów – Jarosław – Korczowa – granica państwa |
| droga wojewódzka nr 342       | Wrocław – Oborniki Śląskie – Strupina |
| droga wojewódzka nr 347       | Wrocław – Pietrzykowice – Kąty Wrocławskie |
| droga wojewódzka nr 359       | S5E261 (węzeł Wrocław Północ) – Psary – Wisznia Mała – Trzebnica – ... – 15 (Nowy Dwór) – Prusice – Żmigród – S5E261 (węzeł Żmigródek)                                                   |
| droga wojewódzka nr 372       | Wschodnia Obwodnica Wrocławia |
| droga wojewódzka nr 395       | Wrocław – Strzelin – Ziębice – Chałupki |
| droga wojewódzka nr 455       | Wrocław – Jelcz – Oława |

| Droga                   | Trasa                                                               |
| ----------------------- | ------------------------------------------------------------------- |
| droga krajowa nr 98     | droga A8E67 (węzeł „Wrocław Psie Pole”) – droga 5E261 (Wrocław)     |
| droga wojewódzka nr 320 | 94 – Maślice – Rędzin – 342                                         |
| droga wojewódzka nr 322 | 320 – stacja kolejowa Wrocław Osobowice                             |
| droga wojewódzka nr 327 | stacja kolejowa Wrocław Różanka – stacja kolejowa Wrocław Osobowice |
| droga wojewódzka nr 336 | Brzezinka Średzka – Pisarzowice – Marszowice – Maślice              |
| droga wojewódzka nr 337 | stacja kolejowa Wrocław Pracze – 336                                |
| droga wojewódzka nr 349 | stacja kolejowa Wrocław Kuźniki – 94                                |
| droga wojewódzka nr 356 | stacja kolejowa Wrocław Żerniki – 94                                |
| droga wojewódzka nr 359 | stacja kolejowa Wrocław Leśnica – 94                                |
| droga wojewódzka nr 362 | Kąty Wrocławskie – Wszemiłowice – Stoszyce – Jarnołtów – Wrocław    |
| droga wojewódzka nr 370 | Smolec – Mokronos Dolny                                             |
| droga wojewódzka nr 440 | stacja kolejowa Borowa Oleśnicka – 368                              |
| droga wojewódzka nr 446 | stacja kolejowa Długołęka – 368                                     |
| droga wojewódzka nr 452 | stacja kolejowa Wrocław Psie Pole – 98                              |
| droga wojewódzka nr 453 | stacja kolejowa Sołtysowice – 342                                   |

W Bielanach Wrocławskich bezpośrednio przy południowej granicy Wrocławia znajduje się węzeł A4 (E40) oraz dróg 5 i 35.
Struktura sieci drogowej Wrocławia jest silnie zorientowana na centrum miasta, mając kształt promienisty. Do końca XX wieku wszystkie mosty drogowe na głównej odnodze Odry skupiały się na jej odcinku długości około 2,5 km.
W latach 1977–1991 wybudowano w centrum miasta Trasę W-Z.
Od lat 80 XX wieku, etapami budowana jest obwodnica śródmiejska.
W latach 2008–2011 wybudowana została Autostradowa Obwodnica Wrocławia (AOW), a od czerwca 2009 etapami budowana jest Wschodnia Obwodnica Wrocławia (WOW).
Etapami budowana jest Zachodnia Obwodnica Wrocławia (ZOW) zwana także obwodnicą aglomeracyjną.
2 października 2015 rozpoczęła się budowa południowej obwodnicy Leśnicy, którą otwarto 19 października 2018.
W planie jest budowa obwodnicy staromiejskiej.
W podwrocławskim Mokronosie Dolnym znajduje się Laboratorium Drogowe GDDKiA.
W mieście działają tradycyjne korporacje taksówkowe oraz Uber, Bolt, iTaxi i Free Now.

### Transport kolejowy

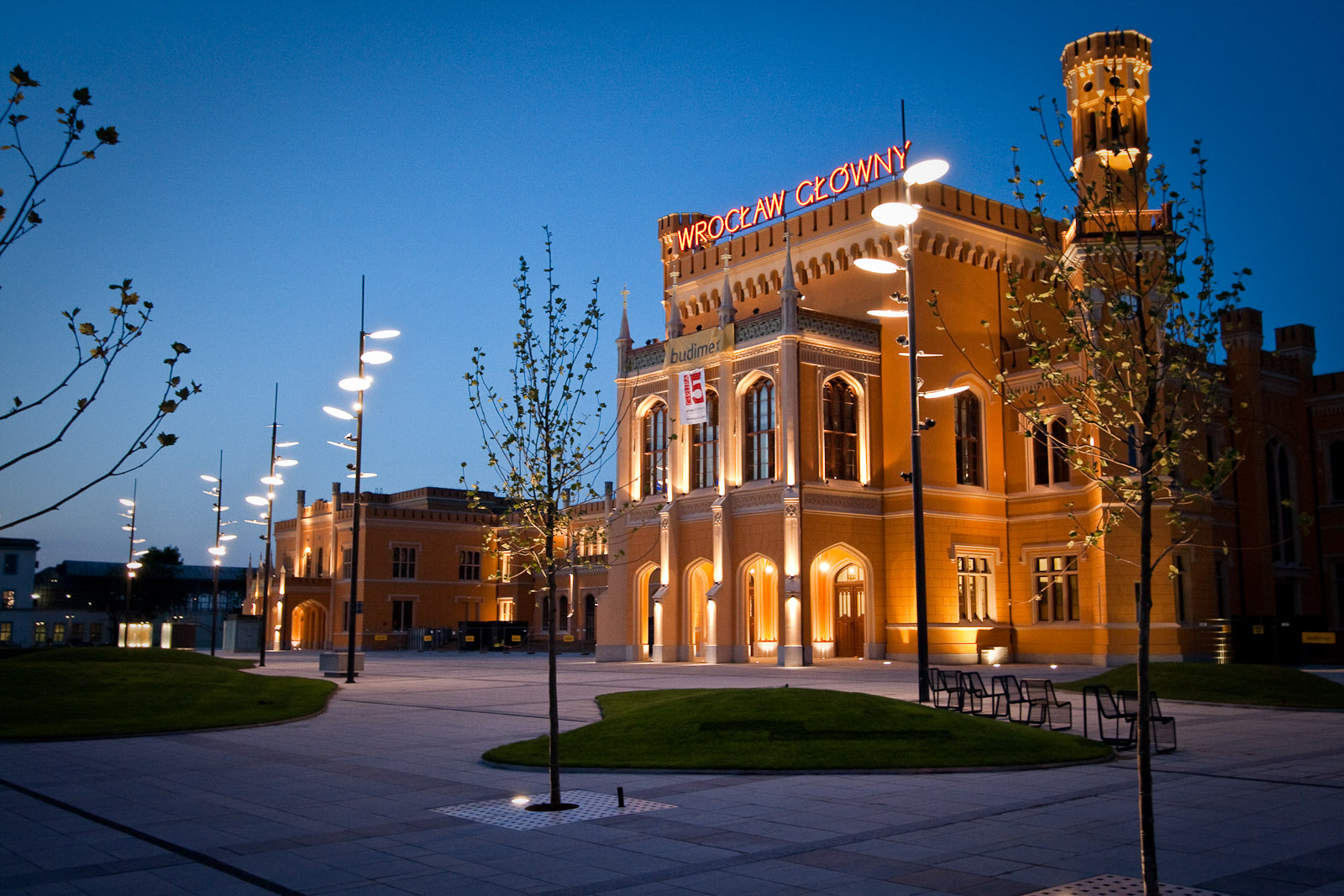
Wrocław Główny

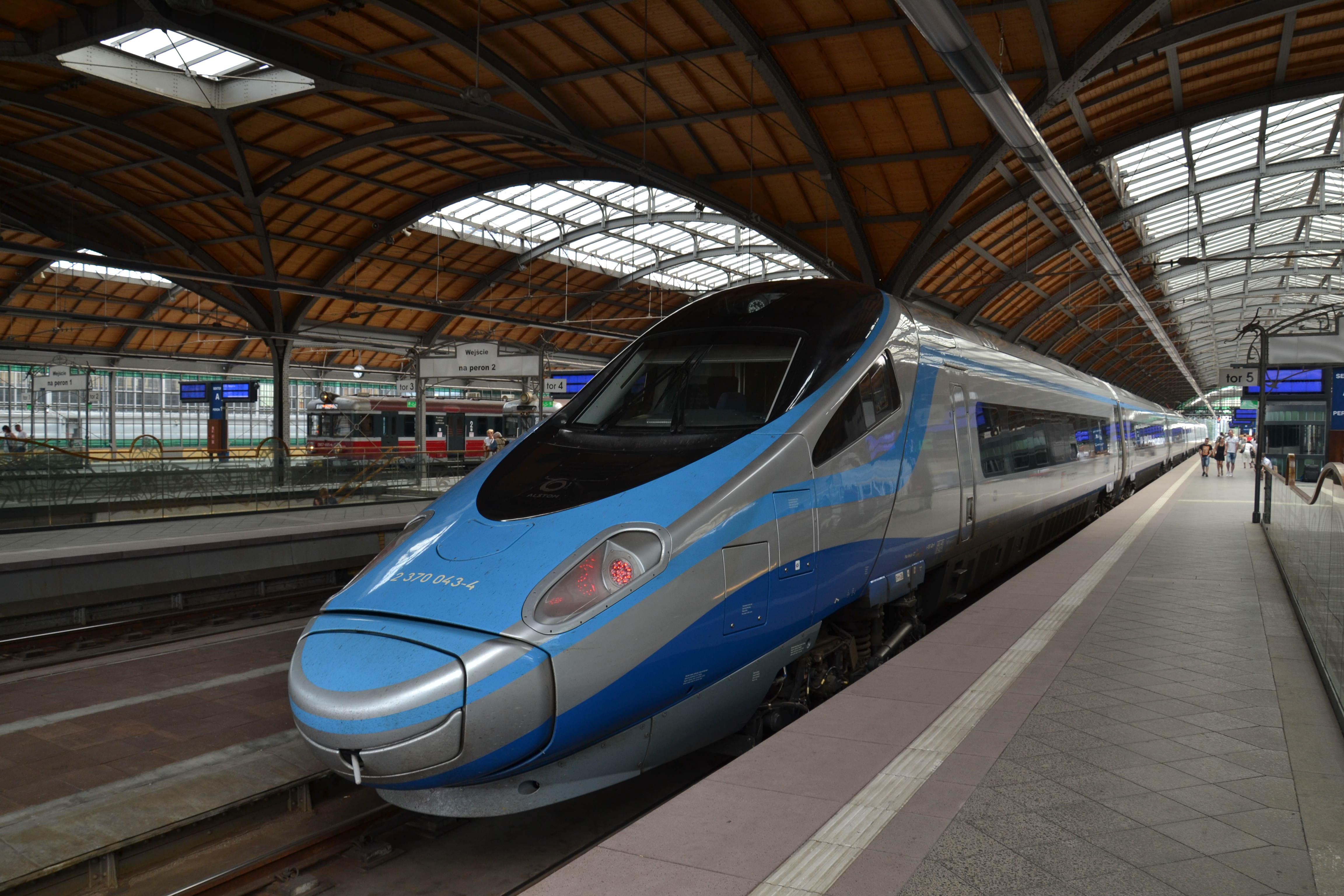
Pociąg ED250 Pendolino na stacji Wrocław Główny

Wrocław jest jednym z większych w Polsce węzłów kolejowych. Ma połączenia z większością miast w kraju, w tym szybkie połączenia składami Pendolino z Jelenią Górą, Wałbrzychem, Brzegiem, Opolem, Lublińcem, Częstochową i Warszawą. Najważniejszym dworcem osobowym jest Wrocław Główny. Natomiast Wrocław Brochów to druga pod względem wielkości stacja towarowa w Polsce, także Wrocław Gądów jest dużą stacją towarową.
Z Wrocławia wychodzą linie kolejowe w kierunkach: Leszno – Poznań, Opole – Katowice – Kraków, Opole – Lubliniec – Częstochowa, Legnica – Węgliniec – Zgorzelec, Legnica – Żagań – Żary, Głogów – Zielona Góra, Strzelin – Kłodzko – Kudowa-Zdrój, Strzelin – Kłodzko – Międzylesie, Jaworzyna Śląska – Świdnica, Jaworzyna Śląska – Wałbrzych – Jelenia Góra – Szklarska Poręba, Oleśnica – Ostrów Wielkopolski – Łódź – Warszawa, Jelcz Laskowice – Opole, Trzebnica, Bielany Wrocławskie – Kobierzyce – Sobótka – Świdnica Miasto,
Etapami tworzona jest Wrocławska Kolej Aglomeracyjna.
Wrocław ma być jednym z miast połączonych tzw. linią Y kolei dużych prędkości.

### Transport lotniczy

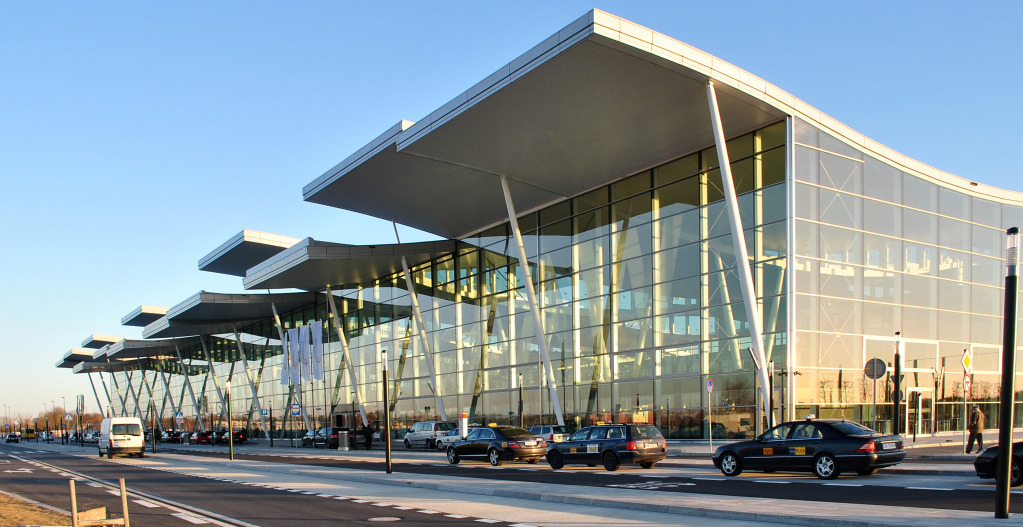
Terminal Główny wrocławskiego portu lotniczego

Na terenie miasta znajduje się międzynarodowy Port Lotniczy Wrocław (ang. Copernicus Airport Wrocław) z terminalami pasażerskimi i cargo (Lotniczy Dworzec Towarowy Wrocław).
Około 11 km od centrum miasta znajduje się Lądowisko Wrocław-Szymanów, natomiast ok. 25 km na południowy zachód od centrum miasta znajduje się Lądowisko Mirosławice.
Istnieją także lądowiska dla helikopterów: lądowisko Wrocław-4 Wojskowy Szpital Kliniczny, lądowisko Wrocław-Uniwersytecki Szpital Kliniczny, lądowisko Wrocław-Stadion Miejski, lądowisko Wrocław-Szpital Wojewódzki oraz lądowisko Wrocław-Nowy Szpital.

### Transport wodny
Na terenie miasta znajduje się także port rzeczny na Odrze.
Przed II wojną światową i przez pewien okres po jej zakończeniu funkcjonował Tramwaj wodny.

### Publiczny transport zbiorowy

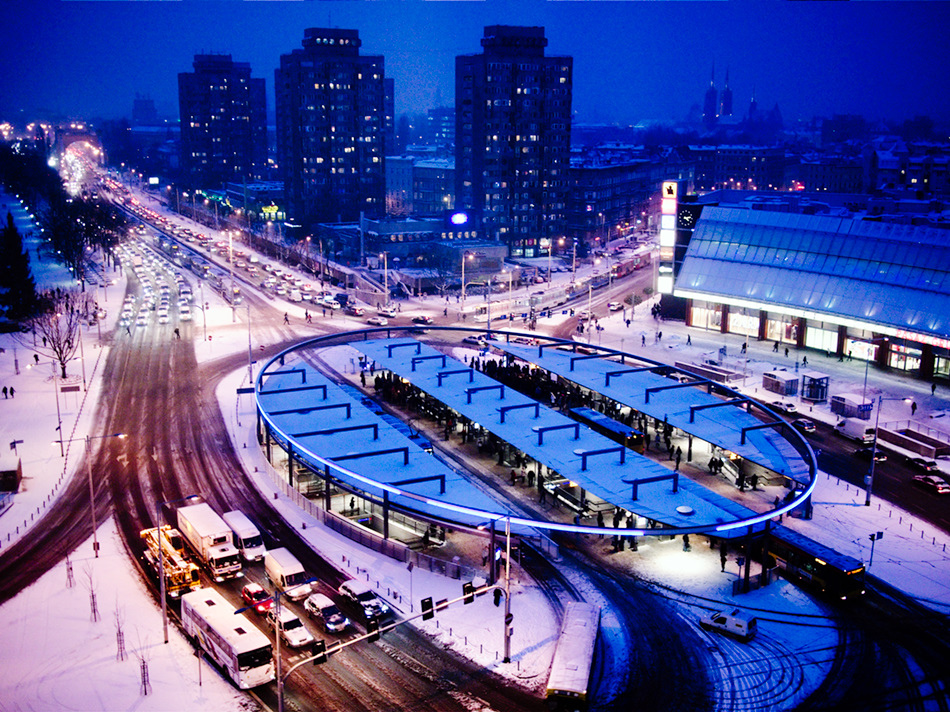
Plac Grunwaldzki – węzeł przesiadkowy komunikacji miejskiej

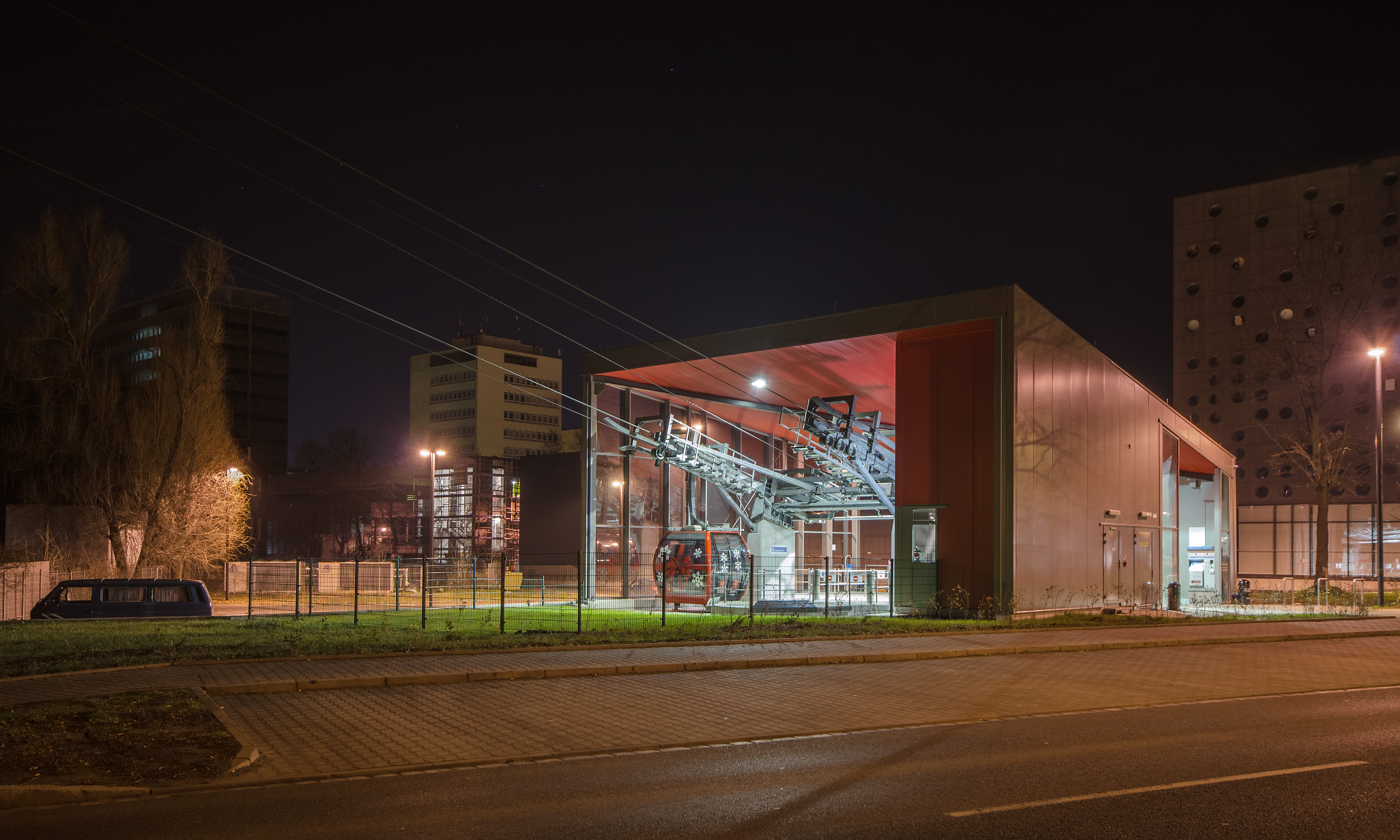
„Polinka” – kolejka linowa nad Odrą

#### Transport miejski
Miejski transport zbiorowy we Wrocławiu korzysta z 24 stałych linii tramwajowych. Rozległa sieć tramwajowa jest jedną z większych w kraju, obsługiwana jest przez MPK Wrocław.
Transport autobusowy w mieście również zapewnia głównie MPK Wrocław (58 linii dziennych i 13 nocnych), natomiast między Wrocławiem a sąsiednimi gminami Polbus-PKS, DLA, Sevibus, Trako, Marco Polo i kilku mniejszych prywatnych przewoźników.
1 października 2013 oddano do użytku kolej linową przez Odrę (budowaną od 25 kwietnia 2013 przez firmę Doppelmayr/Garaventa-Gruppe), której rolą jest skomunikowanie budynków Politechniki Wrocławskiej przy Wybrzeżu Wyspiańskiego z budynkami kompleksu edukacyjno-badawczego Geocentrum Na Grobli. Przeprawa działa cały rok.
Przed I wojną światową w mieście istniała linia trolejbusowa. W latach 30. XX wieku i w czasie II wojny światowej Niemcy planowali zbudować metro we Wrocławiu. W latach 2012–2013 Biuro Rozwoju Wrocławia przygotowało wstępne projekty budowy metra.

#### Transport międzymiastowy
Na osiedlu Huby znajdują się dwa dworce autobusowe. Jeden w podziemiach centrum handlowego Wroclavia, drugi na ulicy Dawida. Dworzec podziemny obsługuje ruch krajowy i międzynarodowy (m.in. Polbus-PKS, FlixBus, Sindbad, Student Agency), natomiast dworzec przy ulicy Dawida połączenia aglomeracyjne w powiecie wrocławskim i województwie dolnośląskim.

#### System roweru publicznego
We Wrocławiu są drogi rowerowe oraz trasy poprowadzone wałami. W czerwcu 2011 uruchomiono samoobsługową sieć wypożyczalni rowerów, tzw. Wrocławski Rower Miejski, działa przez cały rok od 2019 roku.

### Car-sharing
We Wrocławiu usługi car-sharingu oferują Traficar i Panek CarSharing.

## Turystyka

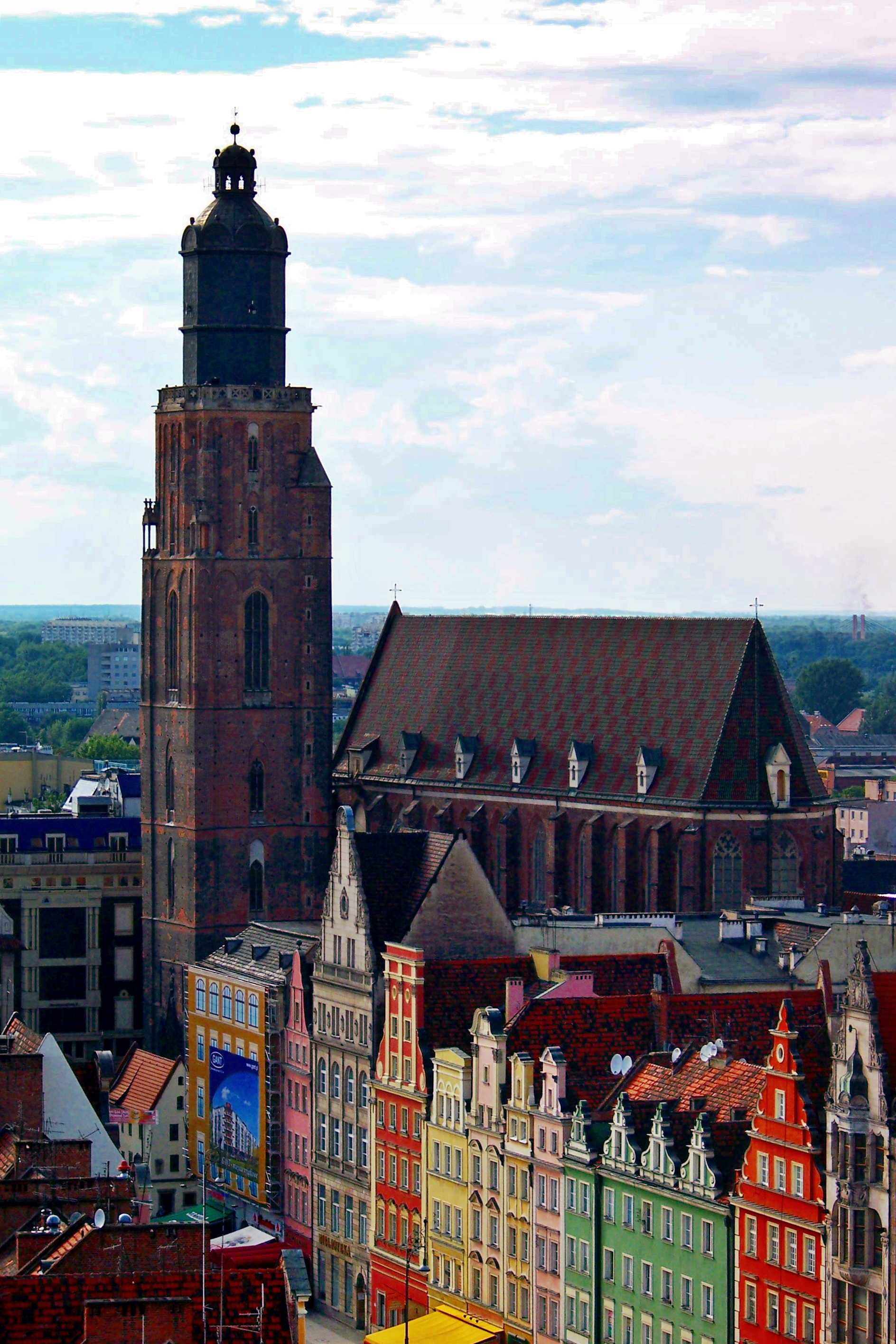
Bazylika św. Elżbiety z tarasem widokowym

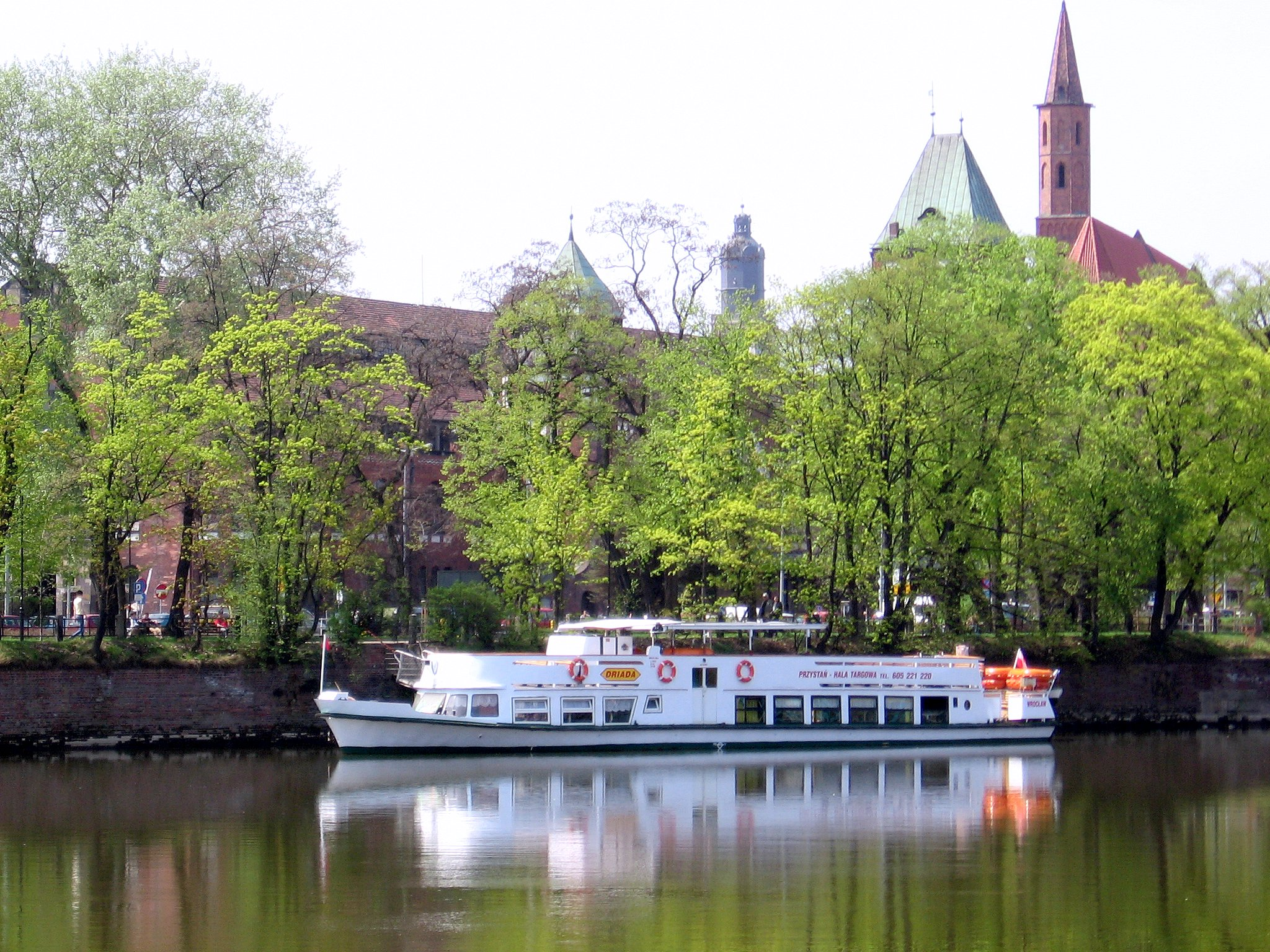
Statek białej floty na Przystani przy Hali Targowej

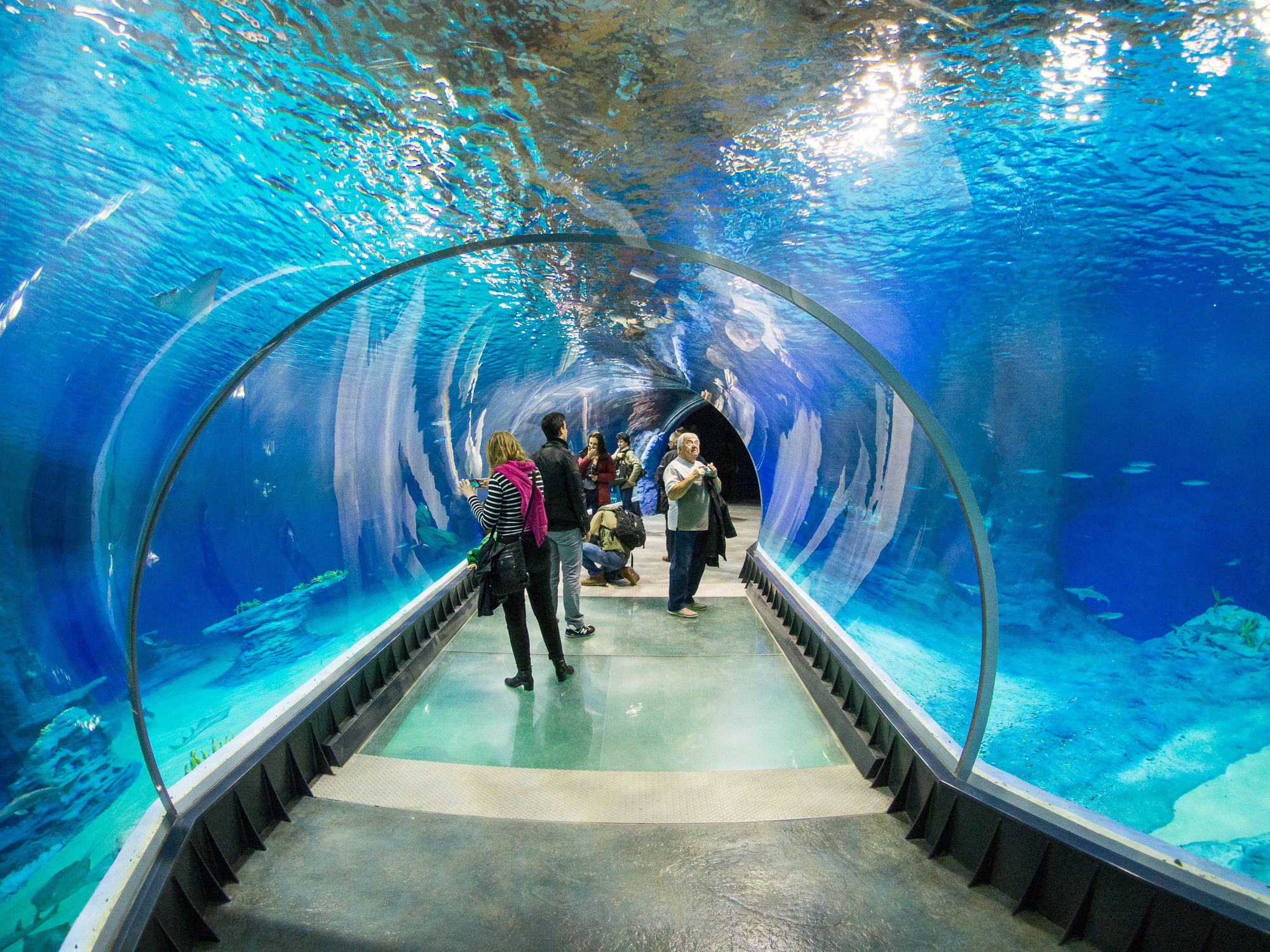
Afrykarium

Centrum Informacji Turystycznej, zajmujące się kompleksową obsługą turystów odwiedzających Wrocław, mieści się na Rynku, w kamienicy nr 14. Prowadzona jest tam również sprzedaż pamiątek, wynajem rowerów oraz nieodpłatna przechowalnia bagażu.
W roku 2024 Wrocław odwiedziło około 6,6 miliona osób, z czego 74% turystów stanowiły osoby pochodzące z Polski, a 26% stanowili turyści zagraniczni, przede wszystkim z Niemiec (160 tys.), Czech (65 tys.) i Wielkiej Brytanii (33 tys.).
Miasto ma wiele punktów widokowych zlokalizowanych na zabytkach, są to m.in.: wieża północna Katedry św. Jana Chrzciciela, wieża Bazyliki św. Elżbiety, Wieża matematyczna Uniwersytetu Wrocławskiego, Mostek Czarownic między wieżami Katedry polskokatolickiej św. Marii Magdaleny. Także na 49 piętrze Sky Tower znajduje się punkt widokowy będący najwyżej położonym punktem widokowym na budowli w Polsce. Wrocław ma dwa obiekty na liście Pomników Historii – najcenniejszego wyróżnienia przyznawanego w kraju obiektom uznanym za szczególnie wartościowe dla kultury, będących pod patronatem Prezydenta Rzeczypospolitej. Są nimi: Zespół historycznego centrum i Hala Stulecia.
Oferowane są rejsy statkami białej floty, pływającymi po Odrze. Głównymi przystaniami są Przystań Zwierzyniecka i Przystań przy Hali Targowej. Sposobem zwiedzania miasta są także przejażdżki zabytkowymi tramwajami oraz odkrytym zabytkowym autobusem Jelcz 043 lub poszukiwanie wrocławskich krasnali. W mieście istnieje Ogród Zoologiczny z Afrykarium, który jest najstarszym zoo w Polsce i posiada największą w Polsce i trzecią na świecie liczbę gatunków zwierząt, Ogród Japoński, Ogród Botaniczny, Aquapark Wrocław oraz Kraina Miniatur i Park dinozaurów. W ramach atrakcji turystycznych odbywają się nocne pokazy Wrocławskiej Fontanny multimedialnej.
Do końca 2019 roku na Wyspie Opatowickiej działał park linowy.
Częstym celem wycieczek turystów odwiedzających Wrocław jest także pobliska góra Ślęża.
W rankingu Best European Destinations 2018 miasto zostało uznane za najlepszy europejski kierunek turystyczny do odwiedzin.
Szlaki turystyczne:
- Szlak Historii i Tradycji Wrocławia
- Szlak dookoła Wrocławia im. doktora Bronisława Turonia
- Droga św. Jakuba – Via Regia
- EuroVelo 9 – Europejska Federacja Cyklistów wyznaczyła szlak rowerowy o przebiegu pokrywającym się z Bursztynowym Szlakiem
- Blue Velo – Odrzańska Trasa Rowerowa
- Dolnośląska Autostrada Rowerowa
- Rowerowa S5

## Kultura i rozrywka

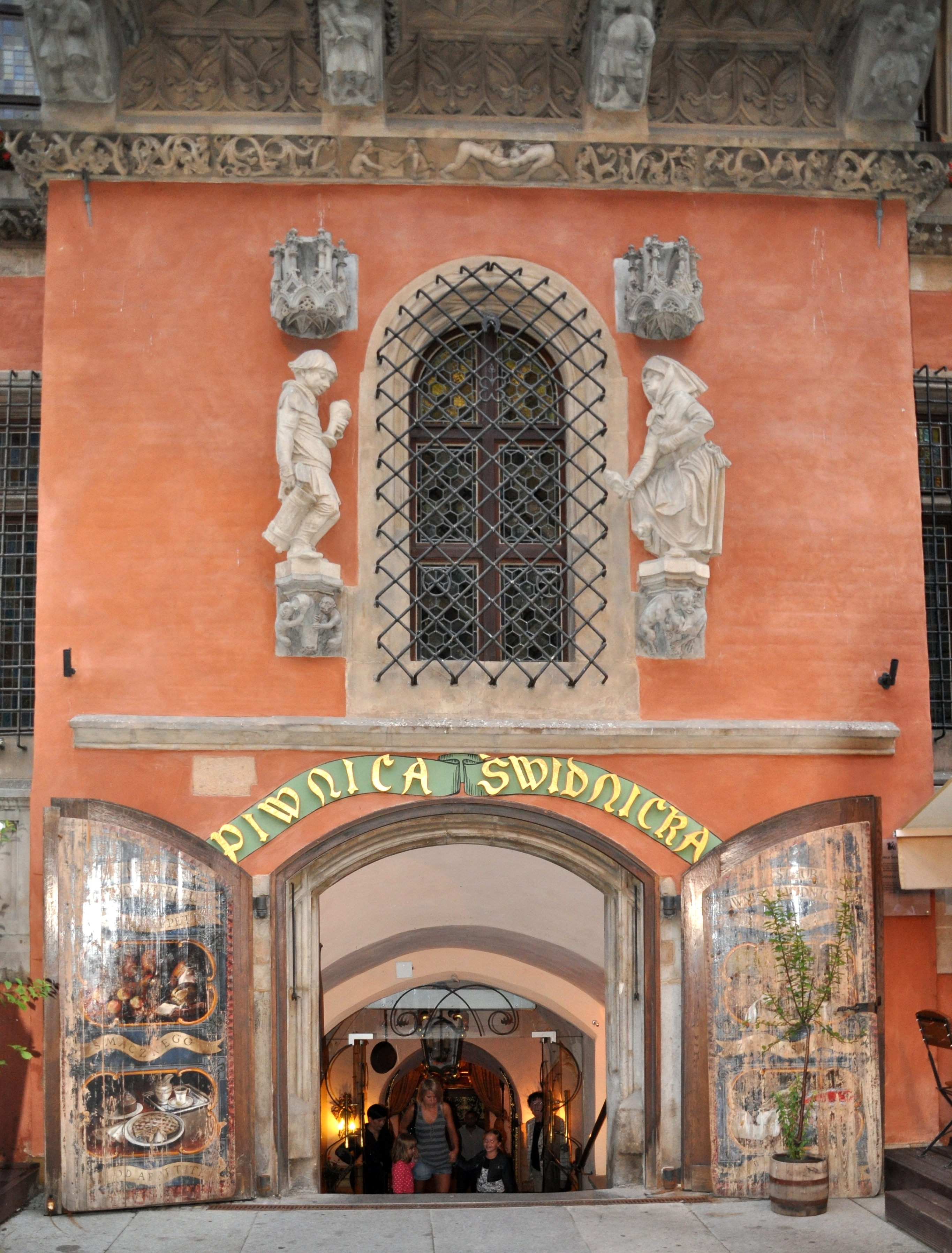
Piwnica Świdnicka

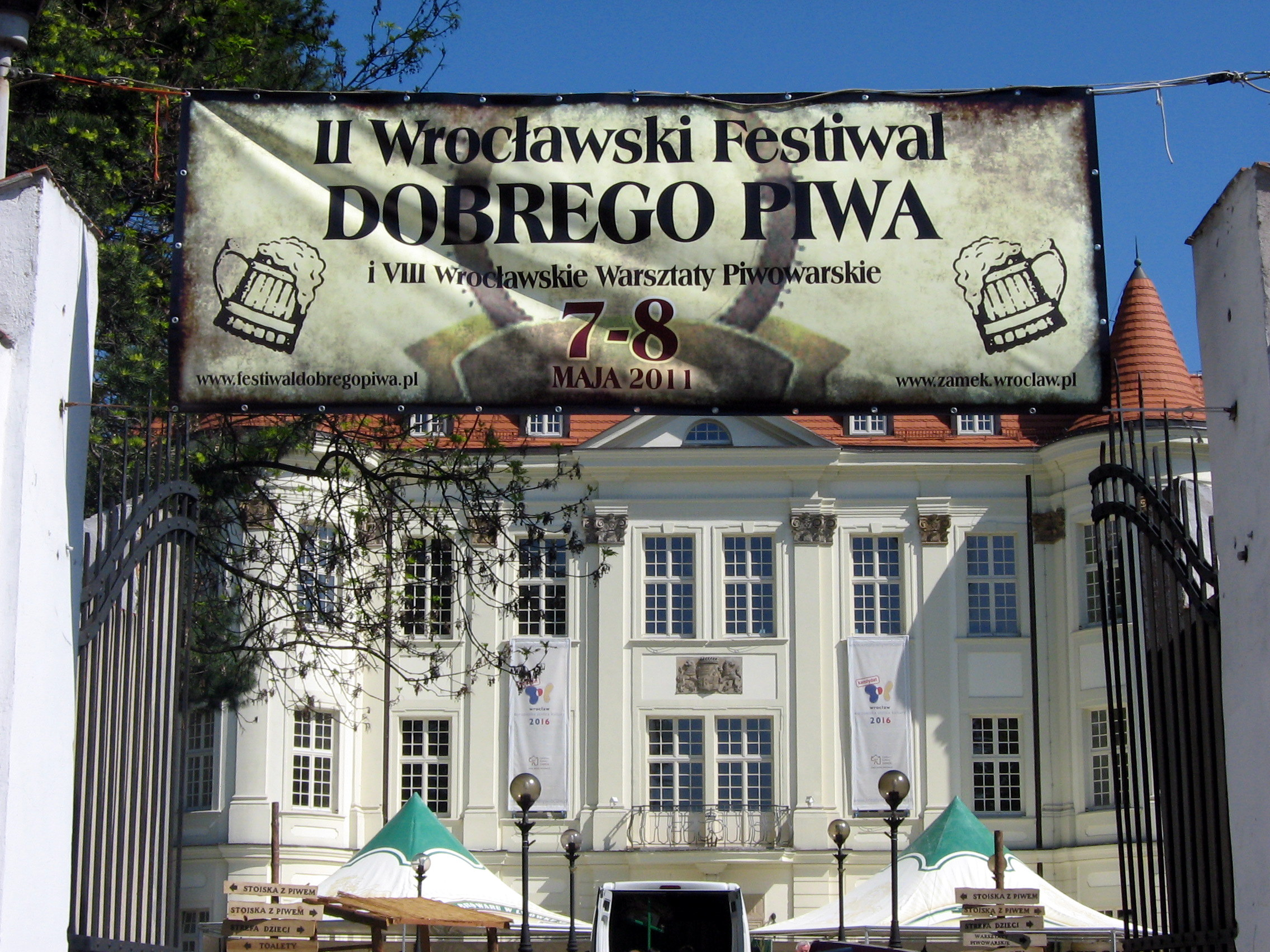
Dawny zamek książęcy podczas Festiwalu Dobrego Piwa

Wrocław jest jednym z największych ośrodków kulturalnych i intelektualnych w Polsce, o wielowiekowej tradycji. Wrocław był gospodarzem Światowego Kongresu Intelektualistów w Obronie Pokoju, Kongresu eucharystycznego 1997, Mistrzostw Europy w Koszykówce Mężczyzn 1963 i 2009, Mistrzostw Europy w Piłce Siatkowej Kobiet 2009, Mistrzostw Europy w Piłce Nożnej Mężczyzn 2012, Mistrzostw Świata w Podnoszeniu Ciężarów 2013, Mistrzostw Świata w Piłce Siatkowej Mężczyzn 2014.
Wrocław został wybrany na Europejską Stolicę Kultury 2016 i Światową Stolicę Książki 2016.
Miasto także było gospodarzem Mistrzostw Europy w Piłce Ręcznej Mężczyzn 2016, Olimpiady Teatralnej 2016, Europejskiej Nagrody Filmowej 2016 i World Games 2017.
Znajduje się wiele teatrów, muzeów, kin i galerii sztuki, zapewnia swym mieszkańcom i turystom szeroką ofertę kulturalną – od muzyki dawnej do projektów z obszaru sztuki nowoczesnej. Wizytówką kulturalną Wrocławia stały się festiwale muzyczne o międzynarodowym znaczeniu, m.in. Wratislavia Cantans, Jazz nad Odrą, Przegląd Piosenki Aktorskiej, Thanks Jimi Festival czy mniej znane: Musica Polonica Nova, Forum Musicum i Jazztopad.
W mieście znajduje się duża ilości klubów muzycznych, dyskotek, pubów oraz multi-tapów. Największa ich liczba znajduje się w Rynku i okolicach. Każdego roku w drugi weekend czerwca odbywa się największy w Polsce i jeden z największych w Europie festiwal piwny – Festiwal Dobrego Piwa.
We Wrocławiu odbywają się festiwale filmowe: Nowe Horyzonty, Festiwal Kina Amatorskiego i Niezależnego KAN, Międzynarodowy Festiwal Filmowy Ofensiva.
Tutaj ma swoją siedzibę Ośrodek „Pamięć i Przyszłość”, który jest instytucją kultury prowadzoną przez Miasto Wrocław i ma na celu dokumentowanie i upowszechnianie wiedzy o powojennej historii Wrocławia i Dolnego Śląska oraz ziemiach zachodnich.
Od roku 2010 co rok 11 listopada w dniu Narodowego Święta Niepodległości odbywa się Marsz Patriotów.
W listopadzie 2015 Wrocław był gospodarzem zjazdu Platformy Europejskiej Pamięci i Sumienia.
21 czerwca 2011 Wrocław został wybrany na Europejską Stolicę Kultury roku 2016. W aplikacji do ESK 2016 tak opisano to, co najbardziej wyróżniało kandydaturę Wrocławia od kandydatur innych miast Polski:
„Wrocław jako współczesna europejska metropolia zaczął się od powstania „Solidarności”. Amerykański historyk niemieckiego pochodzenia, Fritz Stern ujął: „Teraz, patrząc z oddali, widziałem jak Wrocław lat 80. nabierał nowego znaczenia, stając się prawdziwą twierdzą Solidarności, tego polskiego ruchu społecznego, który doprowadził do samowyzwolenia Europy Wschodniej, a także do zjednoczenia Niemiec”. (…) „Solidarność” zmierzała tu bowiem do wolności trzema nurtami: pierwszy wiązał się ze strukturami „Solidarności” sprzed stanu wojennego; drugi to konspiracyjny ruch „Solidarności Walczącej”, nawiązujący do Polskiego Państwa Podziemnego z II wojny światowej; trzeci zaś to młodzieżowa „Pomarańczowa Alternatywa”, która walkę z komunizmem w prześmiewczy, lecz skuteczny sposób powierzyła krasnoludkom.”
24 czerwca 2014, podczas zjazdu UNESCO w Paryżu, Wrocław został wybrany Światową Stolicą Książki na rok 2016. To co przyczyniło się do zwycięstwa, to przede wszystkim program miasta z zakresu promocji czytelnictwa na poziomie lokalnym, regionalnym, ogólnopolskim i międzynarodowym. Przewodnicząca komisji Światowej Stolicy Książki, Irina Bokova, w przemówieniu pogratulowała Wrocławiowi zwycięstwa jako pierwszemu polskiemu miastu, które otrzymało ten tytuł.
23 kwietnia 2015 utworzono we Wrocławiu Park kulturowy Stare Miasto.
4 września 2015 roku we Wrocławiu zostało oficjalnie otwarte Narodowe Forum Muzyki. Jest jednym z największych obiektów koncertowych w Europie Środkowej. Znajdują się w nim cztery sale koncertowe – Sala Główna oraz trzy sale kameralne.
Biblioteka Uniwersytecka jest jedną z 15 bibliotek w Polsce, która otrzymuje egzemplarz obowiązkowy.

### Muzea

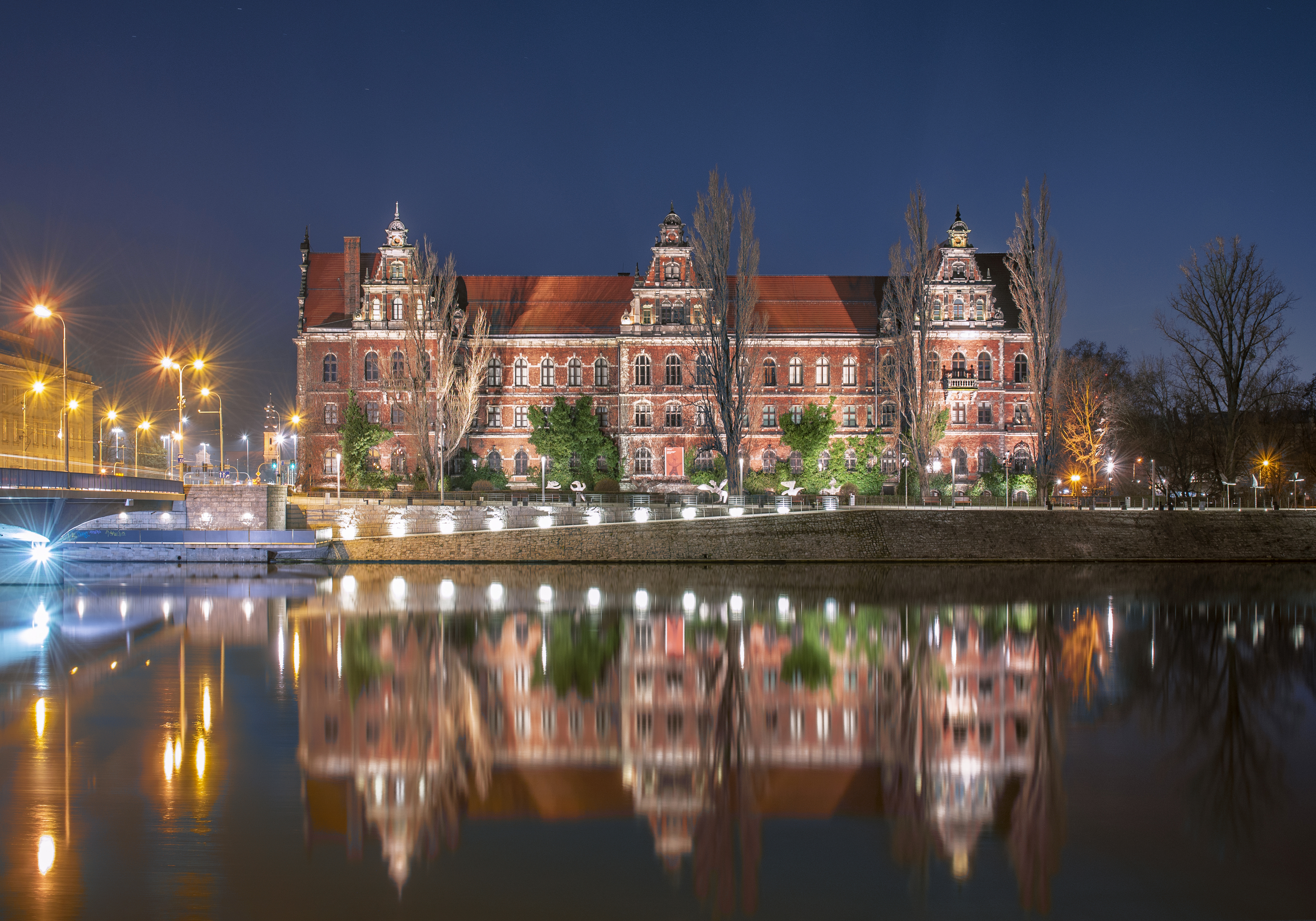
Gmach Główny Muzeum Narodowego we Wrocławiu

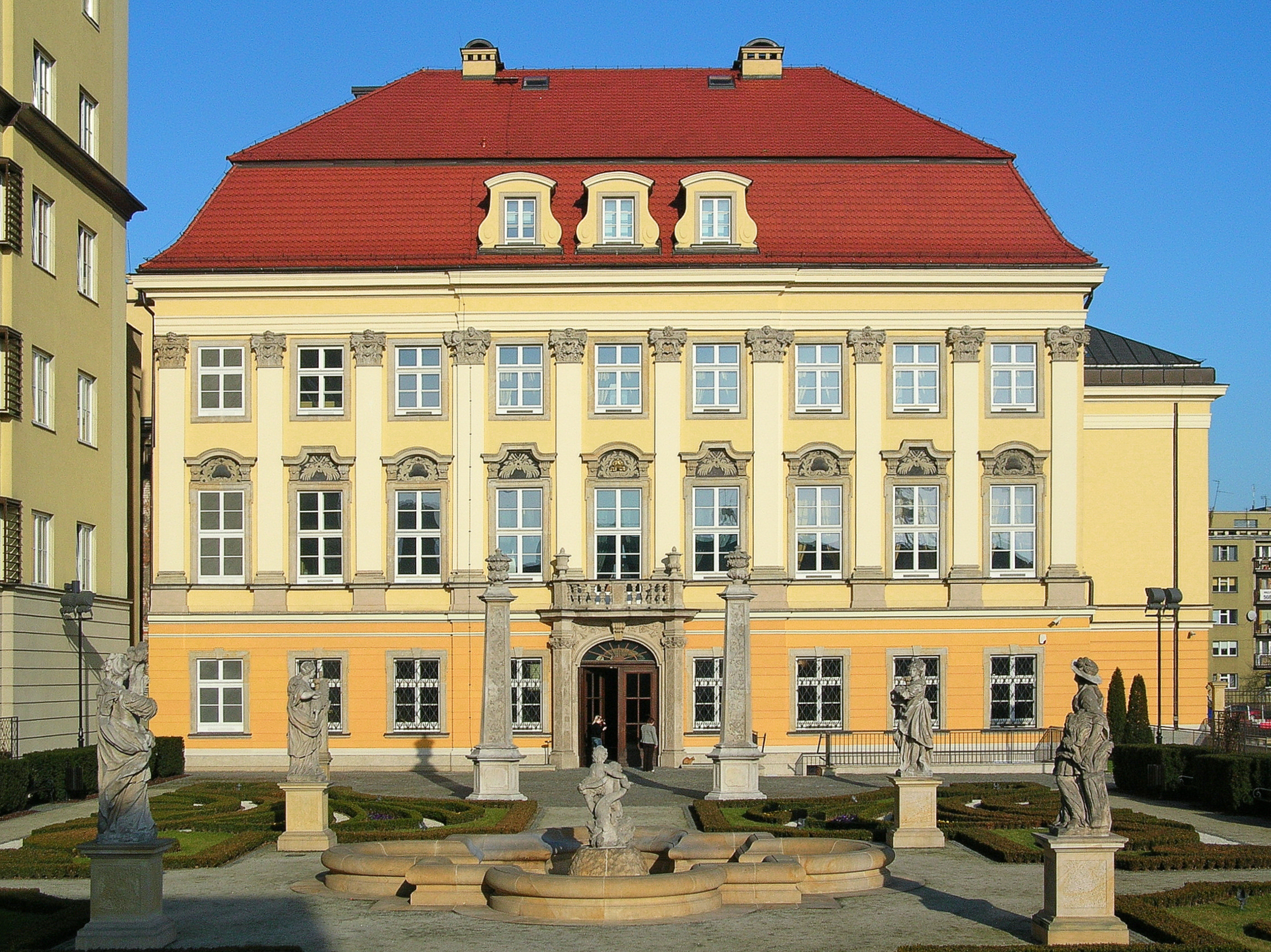
Muzeum Miejskie – dawny pałac królewski

We Wrocławiu znajduje się kilkanaście znaczących obiektów muzealnych.
Należy do nich Muzeum Narodowe, zawierające między innymi zbiory przeniesione ze Lwowa i Kijowa, jedyne w Polsce Muzeum Architektury, Ossolineum z restytuowanym w 1995 Muzeum Książąt Lubomirskich i Muzeum Sztuki Mieszczańskiej w Starym Ratuszu.
Do atrakcji kulturalnych należy też zaliczyć Panoramę Racławicką – rotundę, będącą oddziałem Muzeum Narodowego, w której mieści się panoramiczne malowidło o wymiarach: 120x15 metrów przedstawiające bitwę pod Racławicami z 4 kwietnia 1794.
19 kwietnia 2009 Muzeum Miejskie otworzyło kolejny oddział mieszczący się w odrestaurowanym pałacu królewskim (zamku królów pruskich) w centrum miasta. Część budynku zajmują drobiazgowo odrestaurowane komnaty królewskie. Dwa skrzydła gmachu zajmuje wystawa „1000 lat Wrocławia”. Na wystawie prezentowanych jest prawie trzy tysiące eksponatów, wiele z nich pochodzi ze zbiorów polskich i niemieckich kolekcjonerów oraz Biblioteki Uniwersyteckiej, skarbca katedry św. Jana i Muzeum Archidiecezjalnego.
Arsenał Miejski jest oddziałem Muzeum Miejskiego, w jego południowym i wschodnim skrzydle znajduje się Muzeum Militariów, a w starym spichlerzu ma swoją siedzibę Archiwum Budowlane Muzeum Architektury i od 2001 Muzeum Archeologiczne.

### Teatry

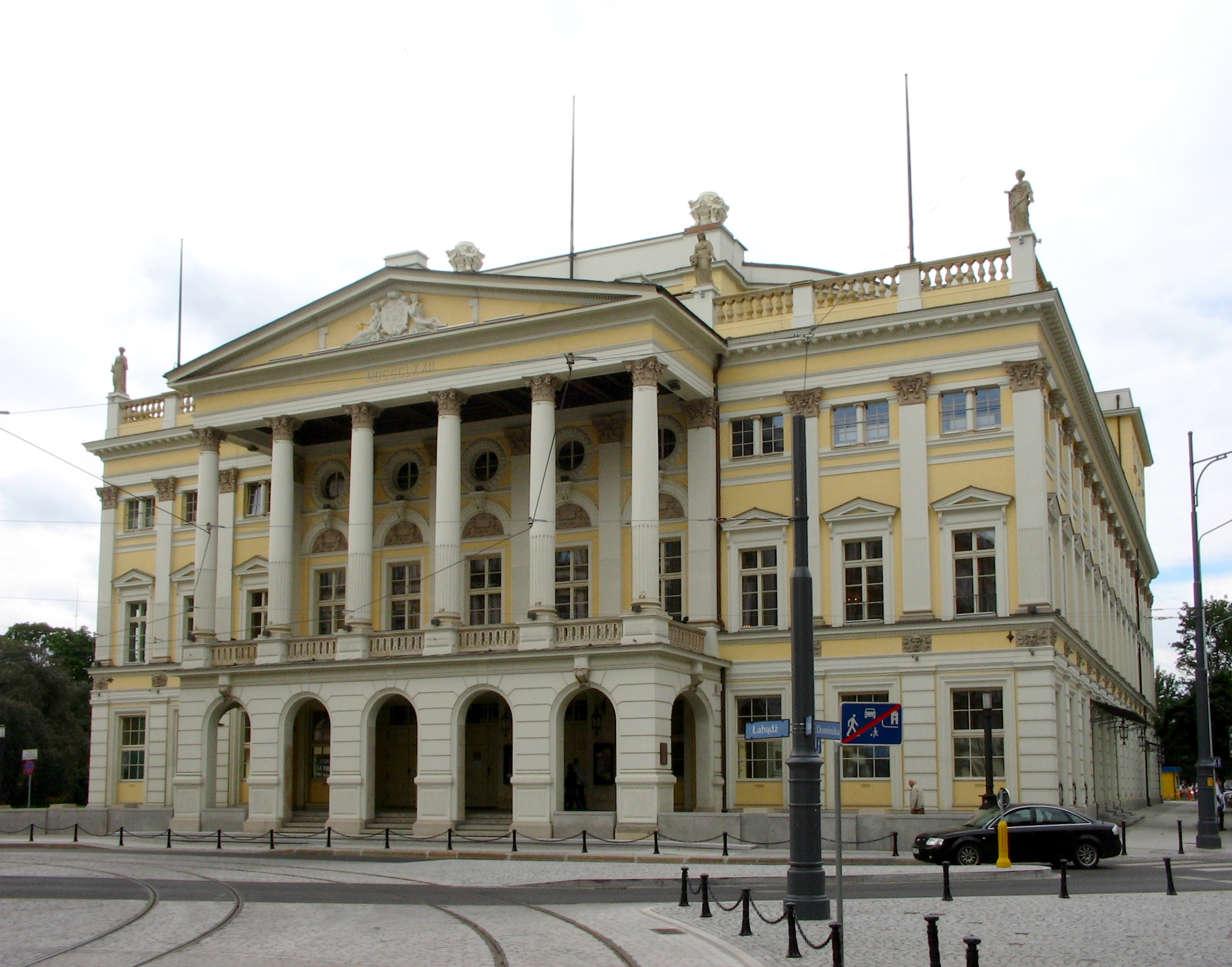
Opera Wrocławska

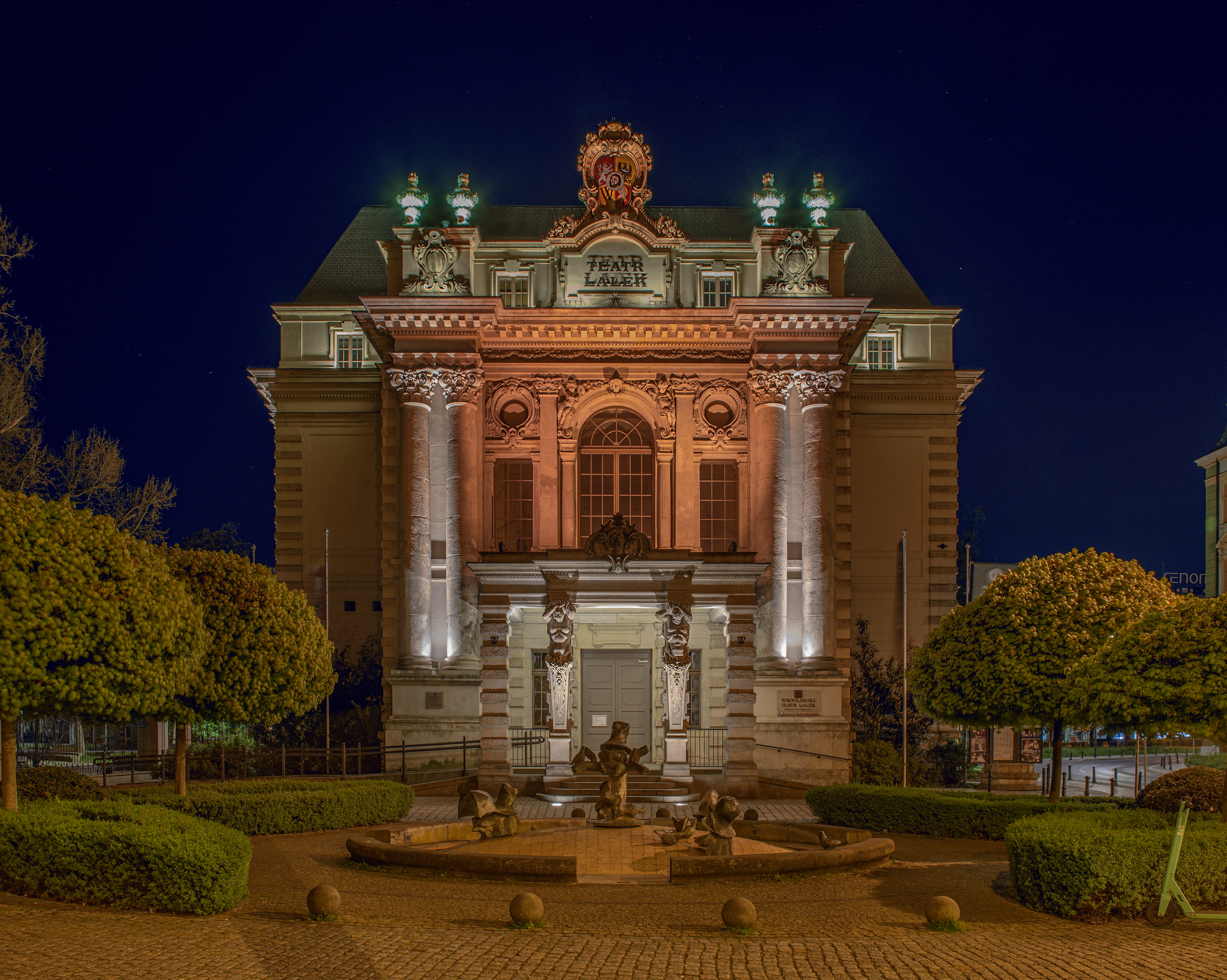
Wrocławski Teatr Lalek

W dzisiejszym Wrocławiu działa kilkanaście teatrów i grup teatralnych, m.in. Teatr Polski złożony z trzech scen, Wrocławski Teatr Współczesny powstały w początkach lat 70. XX wieku we Wrocławiu, będący inicjatorem Międzynarodowego Festiwalu Teatralnego „Dialog-Wrocław” odbywającego się co 2 lata.
Tradycje operowe we Wrocławiu, sięgające pierwszej połowy XVII w., podtrzymuje Opera Wrocławska wzniesiona w latach 1839–1841.
Dla melomanów jest również Filharmonia Wrocławska utworzona w 1954, m.in. z inicjatywy hr. Wojciecha Dzieduszyckiego. Przedstawienia na trzech scenach wystawia natomiast Teatr Muzyczny Capitol.

### Kina

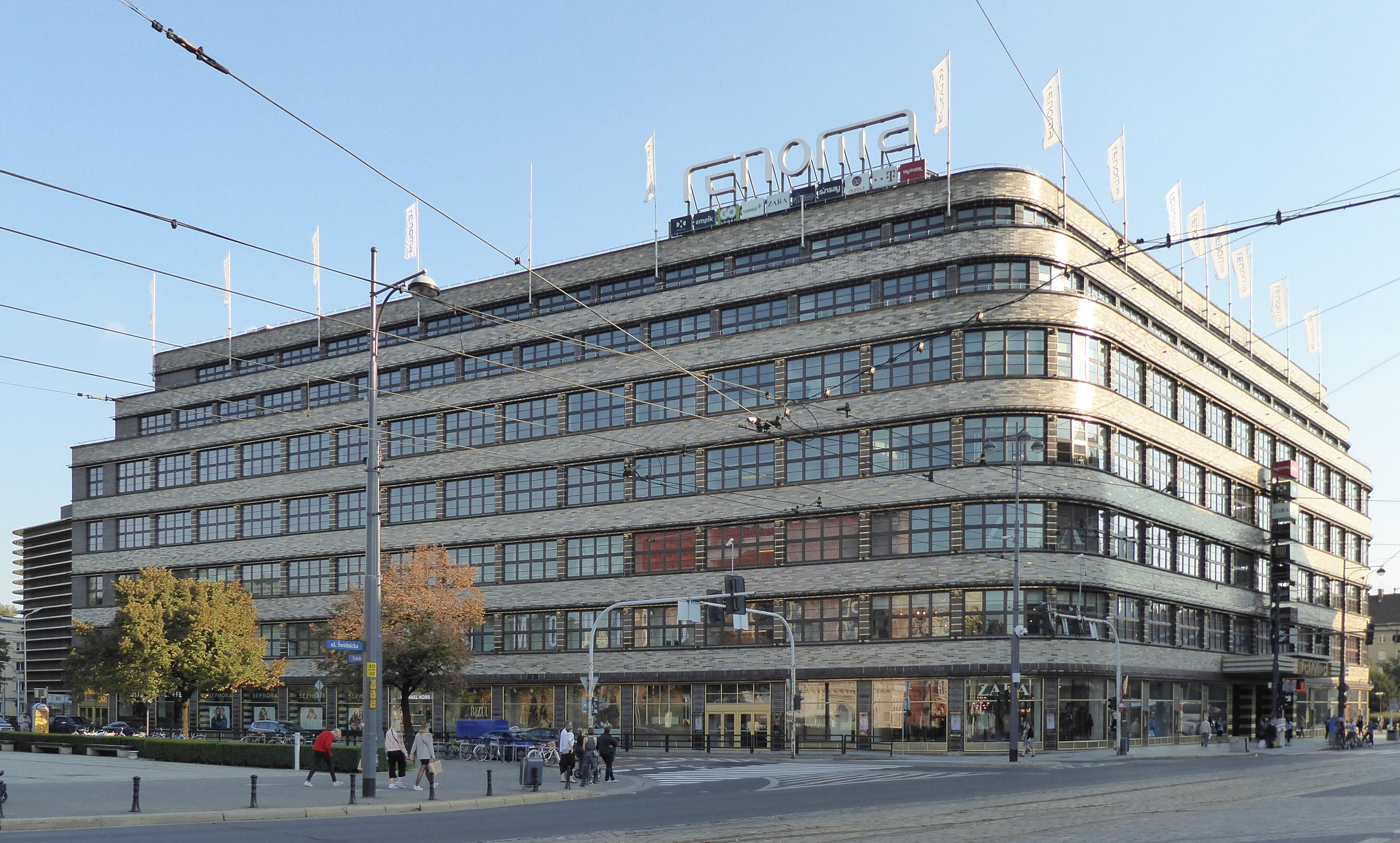
Dom Handlowy „Renoma” (1930)

We Wrocławiu znajduje się 7 kin wielosalowych. 2 multipleksy należą do sieci Cinema City: w centrum handlowym Wroclavia (posiadający salę IMAX największy multipleks na Dolnym Śląsku) i w Centrum Handlowym Korona. Sieć Helios posiada 1 kino na terenie Wrocławia w centrum handlowo-rozrywkowym Magnolia Park, a także 1 w parku handlowym Aleja Bielany leżącym w graniczących z Wrocławiem Bielanach Wrocławskich. 1 multipleks należy do Multikina, położony jest w centrum handlowo-rozrywkowym Pasaż Grunwaldzki. Na terenie centrum handlowego Arkady Wrocławskie działa OH Kino.
Dawniej we Wrocławiu działały także kameralne kina takie jak Lwów, Lalka czy Warszawa. Większość małych kin została w ostatnich latach zamknięta. Kino Warszawa mieszczące się przy ul. Piłsudskiego 64A przeszło przebudowę i obecnie funkcjonuje jako Dolnośląskie Centrum Filmowe. Ponadto przy ul. Kazimierza Wielkiego 19a-21 działa Kino Nowe Horyzonty będące największym multipleksem w Polsce zaliczanym do kin studyjnych.
W Centrum Handlowo-Rozrywkowym Magnolia Park znajdowało się kino 5D.

### Kąpieliska

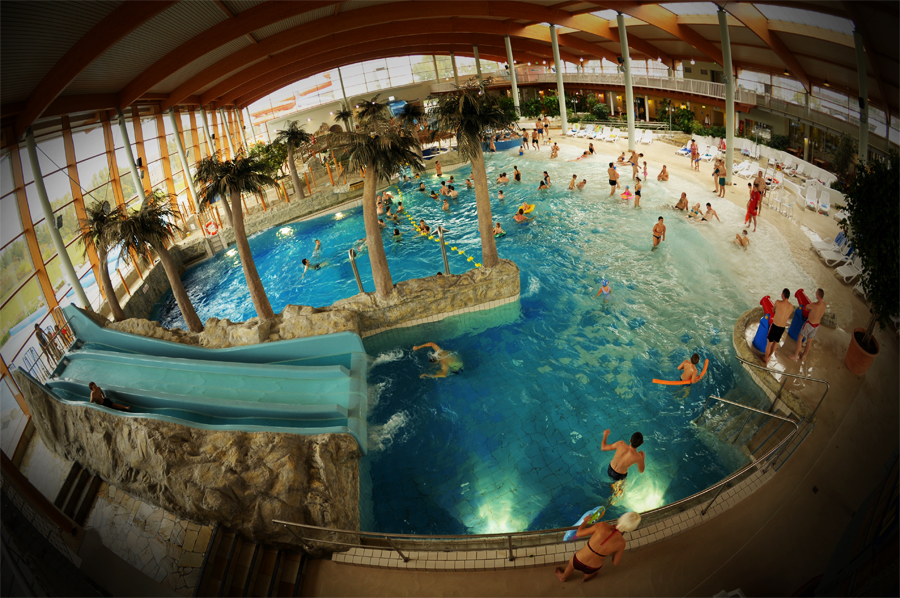
Aquapark Wrocław

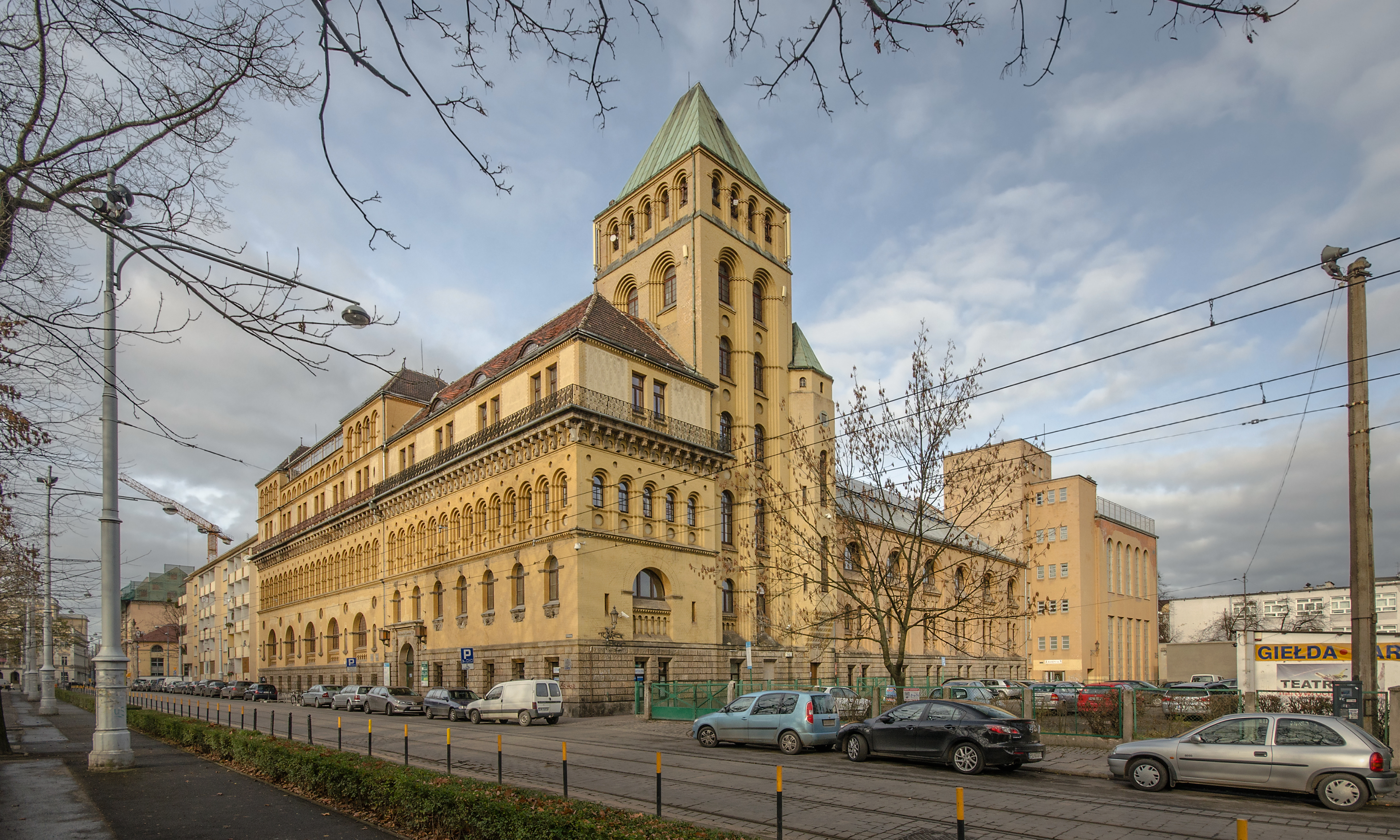
Zabytkowy budynek Wrocławskiego Centrum Spa (1897)

We Wrocławiu znajduje się jeden z najpopularniejszych parków wodnych w Europie – Aquapark Wrocław z basenami krytymi i odkrytymi działającymi cały rok. W 2016 roku Aquapark Wrocław został odwiedzony przez ponad 1,6 mln osób.
Basen Kąpielowy Orbita w Parku Zachodnim posiada 50-metrowy kryty basen i dwa baseny odkryte.
Inne baseny kryte to:
- Zakład Pływania AWF Wrocław na terenie Stadionu Olimpijskiego;
- Basen WKS Śląsk Wrocław przy ulicy Racławickiej;
- Wrocławskie Centrum Spa przy ulicy Teatralnej z najstarszym krytym basenem w mieście otwartym w roku 1897. W sumie w kompleksie znajdują się trzy kryte baseny;
- Basen w szkole przy ulicy Zemskiej;
- Basen w szkole sportowej przy ulicy Trwałej;
- Basen w szkole przy ulicy Wieczystej;
- Pływalnia Uniwersytetu Ekonomicznego przy ul. Kamiennej;
- Pływalnia Uniwersytetu Przyrodniczego przy ulicy Chełmońskiego;
- Aquapark przy ulicy Wilanowskiej;
- Centrum Basenowo-Sportowe Redeco;
- Punkt Rekreacji w Hotelu Wrocław;

Kąpieliska odkryte działające sezonowo:
- Kąpielisko Morskie Oko;
- Staw Królewiecki;
- Kąpielisko Glinianki – w kompleksie tym znajduje się WakePark Wrocław – Centrum Sportów Wodnych, które oferuje m.in. wyciąg do nart wodnych i wakeboardu, szkółkę, wypożyczalnię sprzętu, Banana Tiki Bar, Boardshop, sztuczny tor do skimboardu, rowery wodne.

### Wrocław w literaturze
W roku 1959 wydana została książka „So kämpfte Breslau” napisana przez Hansa von Ahlfena i Hermanna Niehoffa, ostatnich dowódców Festung Breslau. Polskie wydanie ukazało się dopiero w roku 2008 pod tytułem „Festung Breslau w ogniu”.
W 1963 wydano książkę „Upadek Festung Breslau” Karola Joncy i Alfreda Koniecznego, a w 1966 opracowany przez nich pamiętnik księdza Paula Peikerta „Kronika dni oblężenia Wrocławia” („Festung Breslau in den Berichten eines Pfarrers. 22 Januar bis 6 Mai 1945”). W 1970 roku ukazała się książka Bolesława Dolaty „Wyzwolenie Dolnego Śląska w 1945 roku”, w roku 1975 „Bitwa o Wrocław” Ryszarda Majewskiego i Teresy Sozańskiej. W 1982 wydano „Dolny Śląsk 1945 – Wyzwolenie”, a w 1985 „Wrocław – godzina zero” obie autorstwa Ryszarda Majewskiego. W roku 2003 ukazała się książka „Obce Miasto. Wrocław 1945” autorstwa Gregora Thuma. W 2011 wydana została „Hitler’s Final Fortress – Breslau 1945”, którą napisał Richard Hargreaves. W roku 2013 ukazały się: zredagowana przez Tomasza Głowińskiego „Festung Breslau 1945 – Nieznany Obraz”, zawierająca zbiór 13 referatów wygłoszonych na konferencji naukowej, która odbyła się w maju 2011 roku na Uniwersytecie Wrocławskim oraz „Moje przeżycia w Festung Breslau – Z zapisków kapłana” autorstwa Waltera Lassmanna, proboszcza parafii św. Józefa przy dzisiejszej ul. Krakowskiej, który był jednym z 35 księży katolickich, którzy dostali pozwolenie na pozostanie w oblężonej twierdzy.
Wrocławski filolog i pisarz, Marek Krajewski, poświęcił cykl książek kryminalnych detektywowi Eberhardowi Mockowi oraz miastu Breslau. Została też wydana książka Michała Karczmarka „Wrocław Eberharda Mocka – Przewodnik na podstawie książek Marka Krajewskiego”. We Wrocławiu będzie można zwiedzać stworzone w jednej z przedwojennych kamienic w Śródmieściu mieszkanie Eberharda Mocka (według książek jego mieszkanie w latach 30 znajdowało się przy Zwingerplazt 1 [obecny pl. Teatralny] w kamienicy Sachsów).
W 2002 roku wydawnictwo ATUT opublikowało pierwszy tom poetyckiego pamiętnika lirycznego pt. „Wratislavia cum figuris”, autorstwa Gabriela Leonarda Kamińskiego (księgarza, wydawcy, pisarza związanego z miastem od 1957 roku). Tom zawiera 44 wiersze, które opowiadają o wrocławskich ulicach, spotkaniach ze znanymi ludźmi. Książce towarzyszą stylowe czarno-białe zdjęcia Witolda Zielińskiego. W 2013 roku ukazał się tom II.
W lutym 2013 roku nakładem Wydawnictwa Literackiego wydana została książka Błażeja Przygodzkiego pt. „Z chirurgiczną precyzją”, której akcja dzieje się we Wrocławiu. Akcja kilku utworów Wojciecha Żukrowskiego toczy się we Wrocławiu, podobnie utwory Andrzeja Ziemiańskiego często opisują miasto. Także akcja powieści Niskie Łąki Piotra Siemiona dzieje się we Wrocławiu.
Najobszerniej dzieje Wrocławia zostały opisane w książce Mikrokosmos: portret miasta środkowoeuropejskiego autorstwa Normana Daviesa i Rogera Moorhouse’a.
W roku 2011 ukazał się 1104-stronnicowy Leksykon architektury Wrocławia, a w roku 2013 – 960-stronnicowy Leksykon zieleni Wrocławia. W marcu 2015 Wrocław złoży wniosek o nadanie tytułu „Miasto Literatury UNESCO”.

### Wrocław w filmie

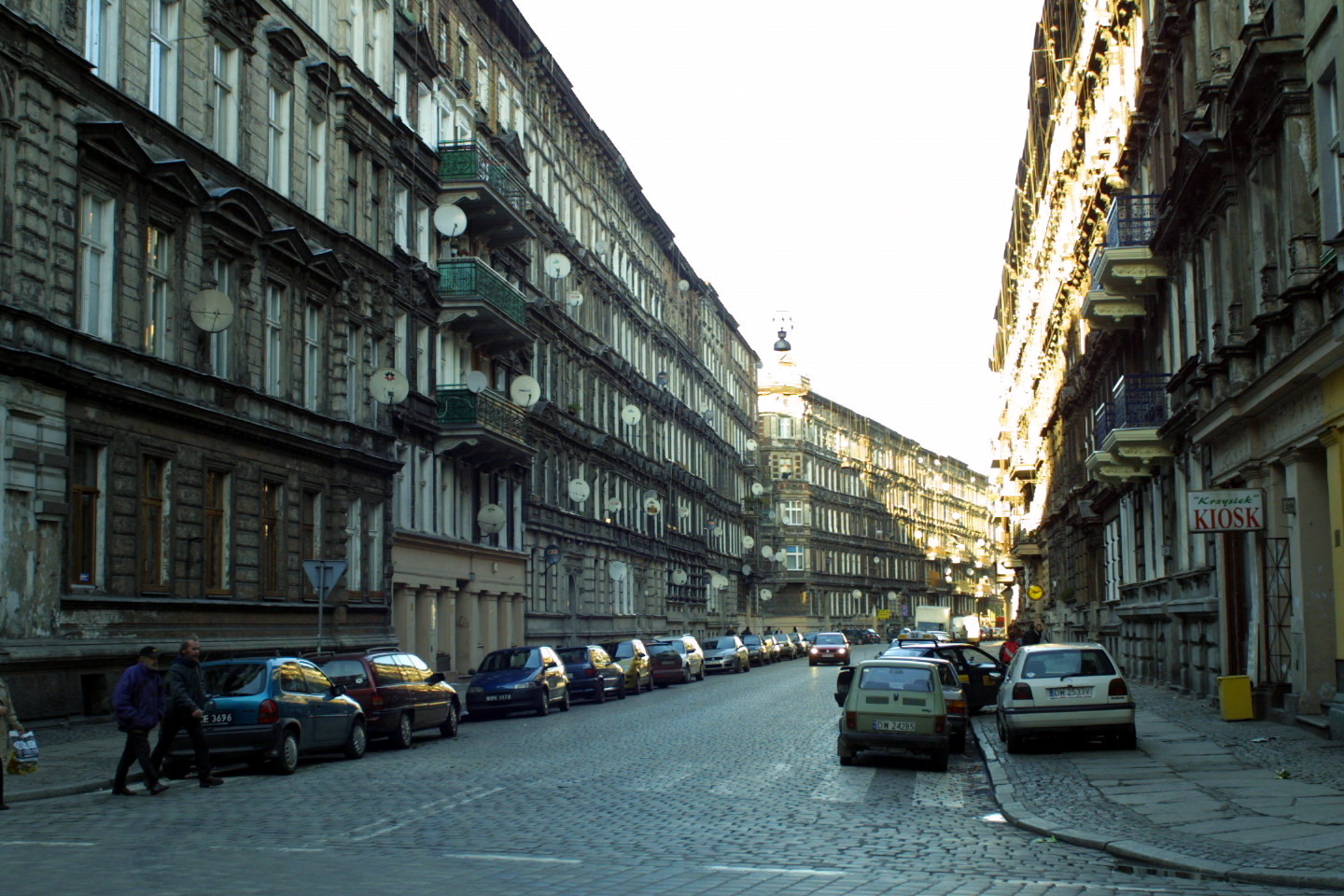
Ulica Miernicza we Wrocławiu jest często wykorzystywana przez filmowców

We Wrocławiu swoje siedziby mają Centrum Technologii Audiowizualnych (dawniej Wytwórnia Filmów Fabularnych), Szkoła Kaskaderów Filmowych, ATM Grupa, Grupa 13 i Tako Media.
We Wrocławiu zadebiutowali m.in. Andrzej Wajda, Krzysztof Kieślowski, Sylwester Chęciński i powstało wiele filmów, m.in.: Popiół i diament, Rękopis znaleziony w Saragossie, Sami swoi, Lalka, Morderca zostawia ślad, Mniejsze niebo, Wielki Szu, Konsul, Zaraza, Przepraszam, czy tu biją?, Kobieta samotna, Wściekły, Wyjście awaryjne, Kobieta na wojnie, Character, Aimée & Jaguar, Córka konsula, Nie ma zmiłuj, Avalon, Most Powietrzny, Bezmiar sprawiedliwości, Kobieta w Berlinie, Enen, Randka w ciemno, Sala samobójców, Wygrany, 80 milionów, Biegnij, chłopcze, biegnij, Hiszpanka, Szczęście świata, Most Szpiegów i Najlepszy.
We Wrocławiu kręcono także znane polskie seriale: Świat według Kiepskich, Policjantki i policjanci, Fala zbrodni, Pierwsza miłość, Licencja na wychowanie, Tancerze, Głęboka woda, Bodo, Belfer (seria 2) i niektóre odcinki innych seriali: Czterej pancerni i pies i Stawka większa niż życie były kręcone we Wrocławiu (w „Stawce” Wrocław występował jako Berlin, m.in. dworzec główny, a Teatr Lalek występował jako Teatr Roma). We Wrocławiu kręcony był również serial Rojst ’97, którego akcja dzieje się w trakcie słynnej powodzi tysiąclecia. O wydarzeniach z lipca 1997 opowiada również inny serial wyreżyserowany przez Jana Holoubka i Bartłomieja Ignaciuka Wielka woda, który również powstawał we Wrocławiu.

## Edukacja

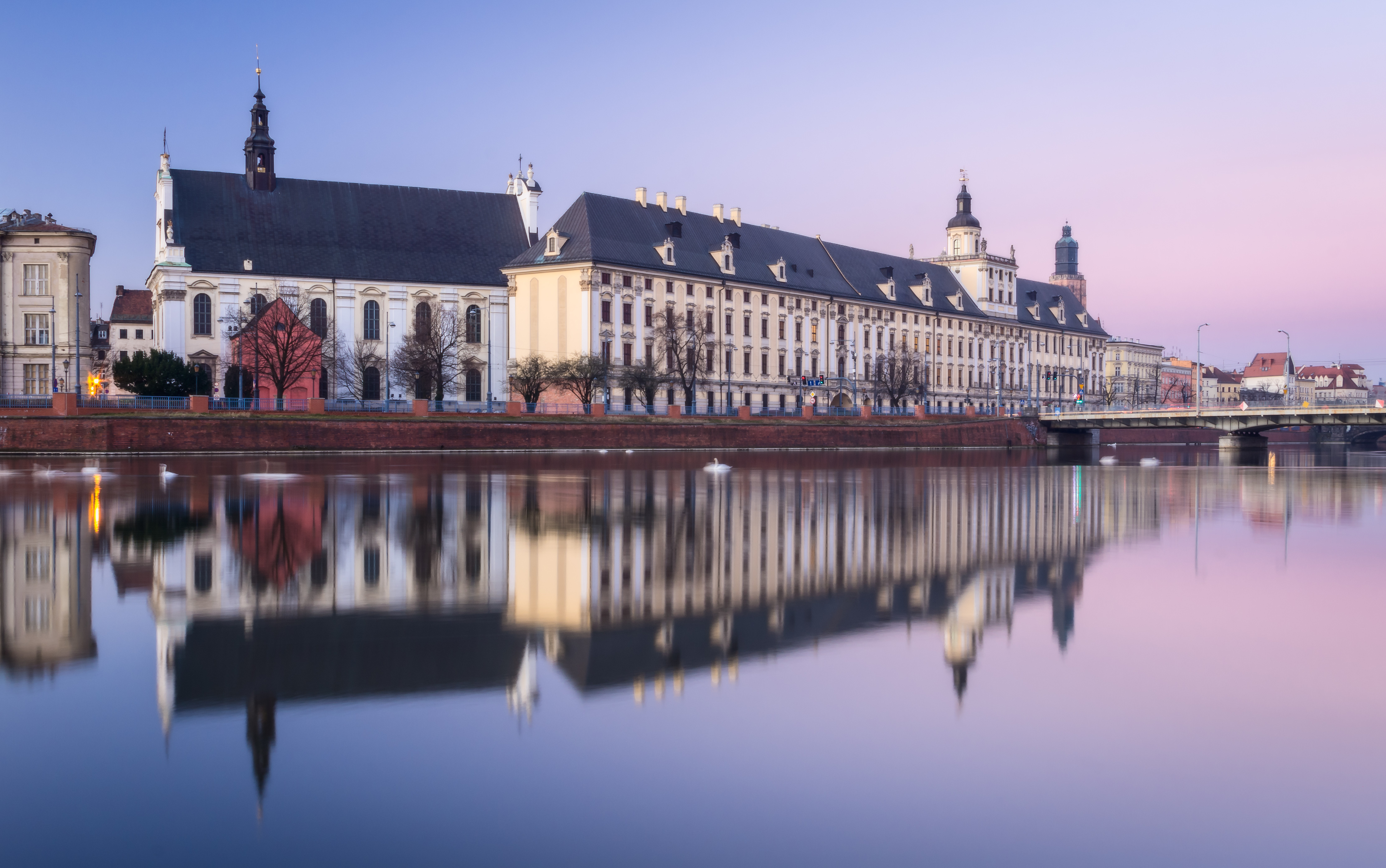
Gmach Uniwersytetu Wrocławskiego

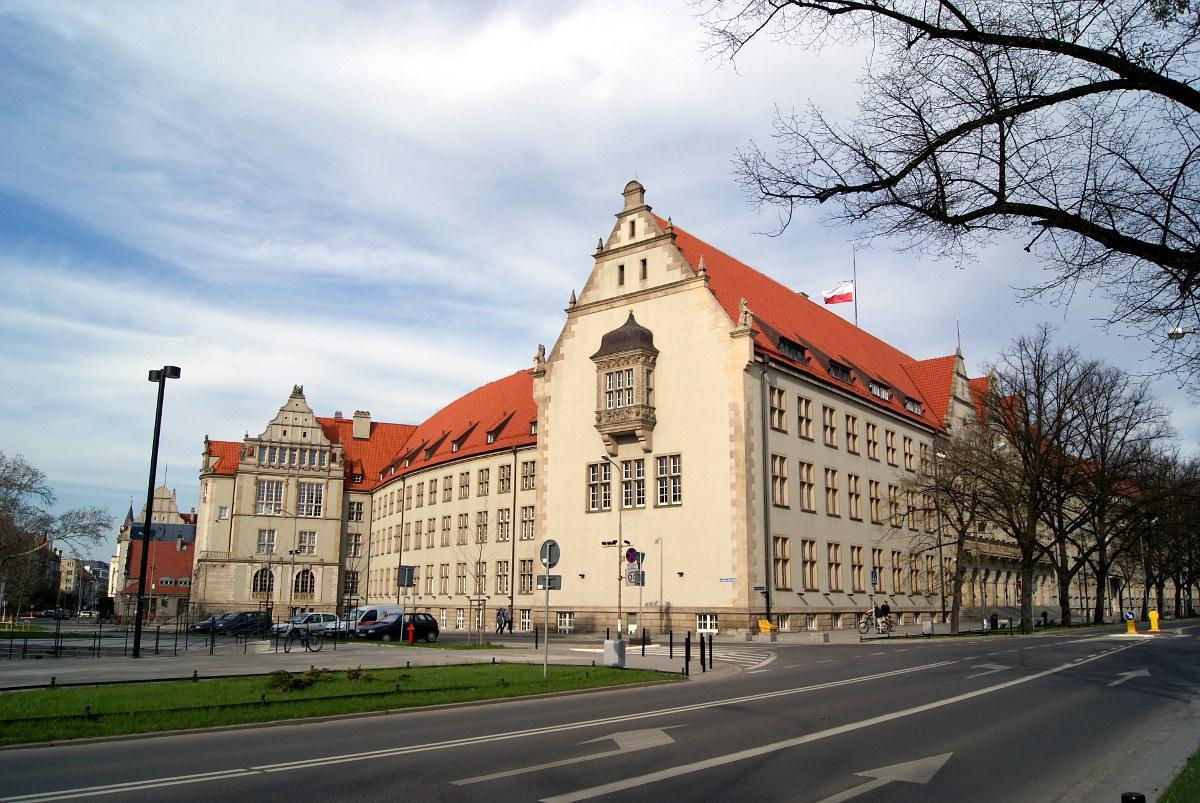
Budynek główny Politechniki Wrocławskiej (1905–1911)

Wrocław jest trzecim co do wielkości w Polsce ośrodkiem uniwersyteckim. Na samych studiach stacjonarnych uczy się tu około 150 tysięcy osób.
Uczelnie publiczne to:
- Uniwersytet Wrocławski założony w 1702;
- Politechnika Wrocławska założona w 1910/1945[183] (na bazie niemieckiej Technische Hochschule z 1910 roku);
- Uniwersytet Medyczny im. Piastów Śląskich (dawna Akademia Medyczna) założony w 1950, posiada tradycje kształcenia sięgające 1811;
- Uniwersytet Ekonomiczny (dawna Akademia Ekonomiczna) założony w 1947;
- Uniwersytet Przyrodniczy (dawna Akademia Rolnicza) założony w 1951;
- Akademia Wychowania Fizycznego założona w 1950;
- Akademia Sztuk Pięknych im. Eugeniusza Gepperta założona w 1946;
- Akademia Muzyczna im. Karola Lipińskiego założona w 1948;
- Akademia Wojsk Lądowych im. gen. Tadeusza Kościuszki założona w 2002;
- Akademia Sztuk Teatralnych im. Stanisława Wyspiańskiego w Krakowie (Wydział Aktorski i Wydział Lalkarski we Wrocławiu);

Oprócz licznych placówek państwowych we Wrocławiu mieści się duża liczba uczelni prywatnych i ośrodków badawczych.
- Uniwersytet SWPS we Wrocławiu[184]
- Papieski Wydział Teologiczny we Wrocławiu

We 2020 r. filię we Wrocławiu otworzył brytyjski Coventry University. W 2022 roku ta sama uczelnia otworzyła również centrum badawcze Coventry University Research Institute Europe.

## Media

### Centra i ośrodki nadawcze
Fale radiowe i telewizyjne są we Wrocławiu nadawane z nadajników na Domu Akademickim „Kredka”, kominie Elektrociepłowni Wrocław, bazyliki św. Elżbiety (kościół garnizonowy) oraz z budynku Instytutu Telekomunikacji i Akustyki Politechniki Wrocławskiej. Miasto jest objęte zasięgiem RTON Żórawina i RTCN Ślęża.

### Stacje radiowe
- Radio RAM;
- Radio Eska Wrocław;
- Akademickie Radio LUZ;
- Radio Gra;
- Radio Wrocław;
- Katolickie Radio Rodzina;
- Radio Złote Przeboje;
- Meloradio dawniej Radio Zet Gold Wrocław;
- Radio RMF FM;
- Radio WAWA Wrocław.
- Radio Pogoda

### Stacje telewizyjne
- Echo24
- TVP3 Wrocław

#### Zlikwidowane stacje TV
- TV Odra
- TeDe
- PTV Echo (pierwsza prywatna telewizja w Polsce i w Europie Środkowo-Wschodniej)

### Prasa

#### Dzienniki
- „Gazeta Dolnośląska” (dolnośląska edycja „Gazety Wyborczej”);
- Gazeta Wrocławska.

#### Czasopisma
- „Tygodnik Wrocławski;”
- „Wrocławski Gość Niedzielny” (tygodnik);
- „Wrocławianin” (dwutygodnik);
- „Odra (miesięcznik)”;
- „Gazeta Południowa” (miesięcznik);
- „Nowe Życie” (miesięcznik);
- „Chidusz” (miesięcznik);
- „Kalendarz Wrocławski” (rocznik).

#### Pisma już nie ukazujące się
- „Gazeta Robotnicza” (przekształcona w „Gazetę Wrocławską”);
- „Słowo Polskie”;
- „Wieczór Wrocławia”;
- „Dziennik Dolnośląski”;
- „Biuletyn Dolnośląski”;
- „Monitor Dolnośląski”;
- „Nowiny Szląskie”;
- „Schlesische Zeitung”;
- „Żołnierz Ludu” – dziennik Śląskiego Okręgu Wojskowego, wydawany we Wrocławiu w latach 1960–1990[188];
- „Sprawy i Ludzie”;
- „Naprzód Dolnośląski”;
- „Nasz Wrocław”;
- „WTK”;
- „Panorama dolnośląska”;
- „Magazyn Miłośników Matematyki” (kwartalnik);
- „Auto Giełda Dolny Śląsk”.

## Religia

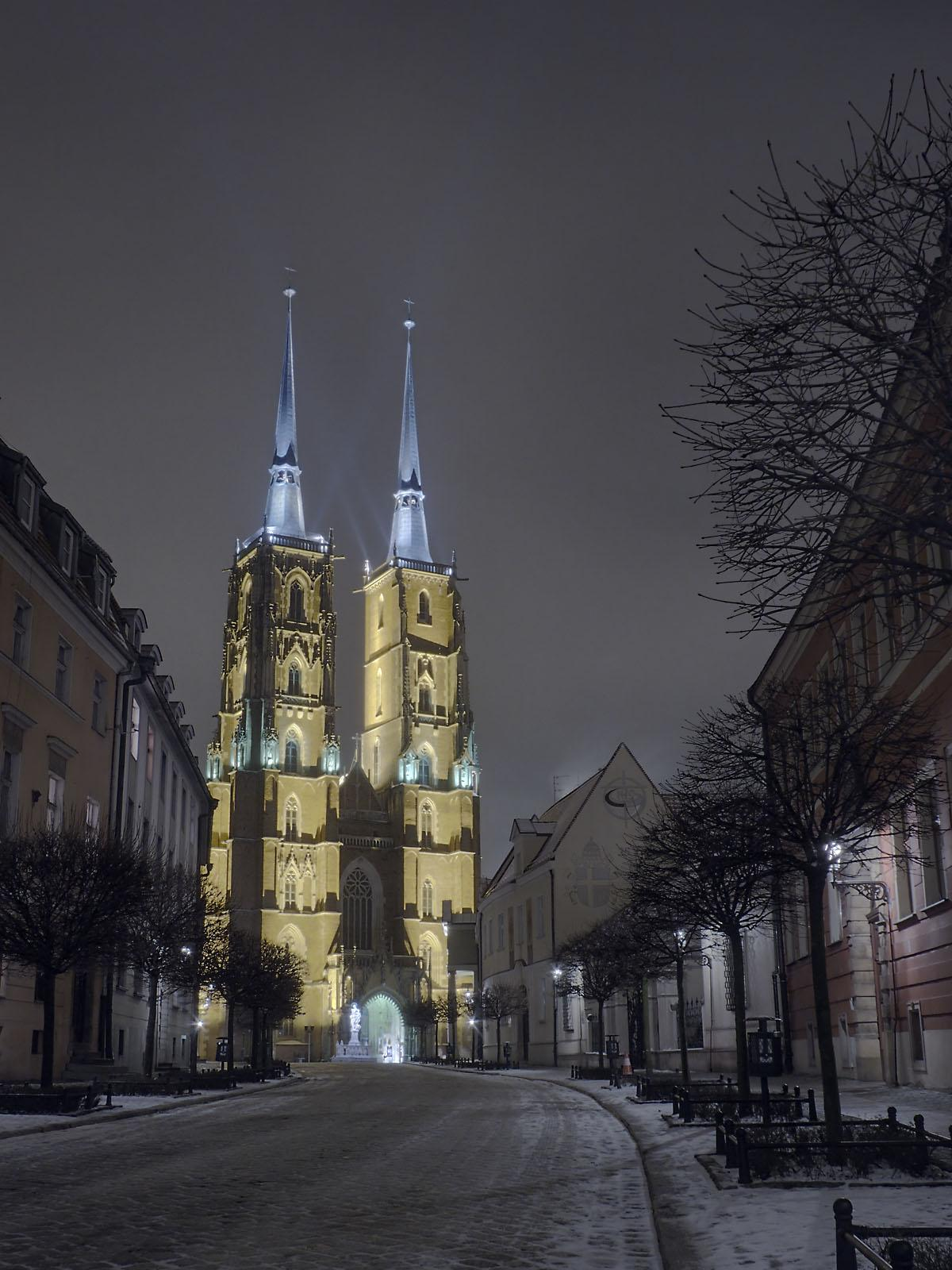
Archikatedra św. Jana Chrzciciela

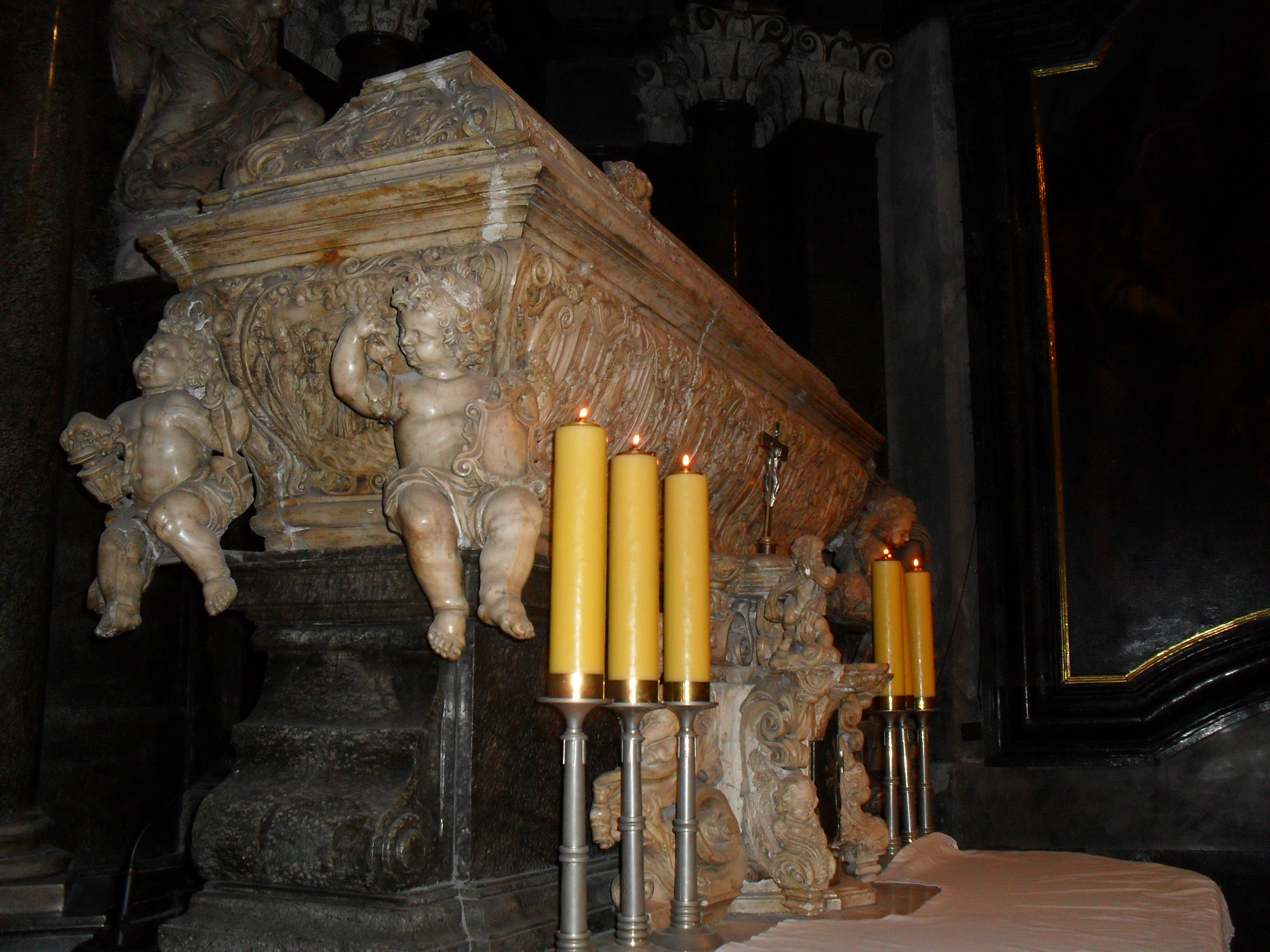
XVIII w. grobowiec głównego patrona Wrocławia bł. Czesława w kościele dominikanów

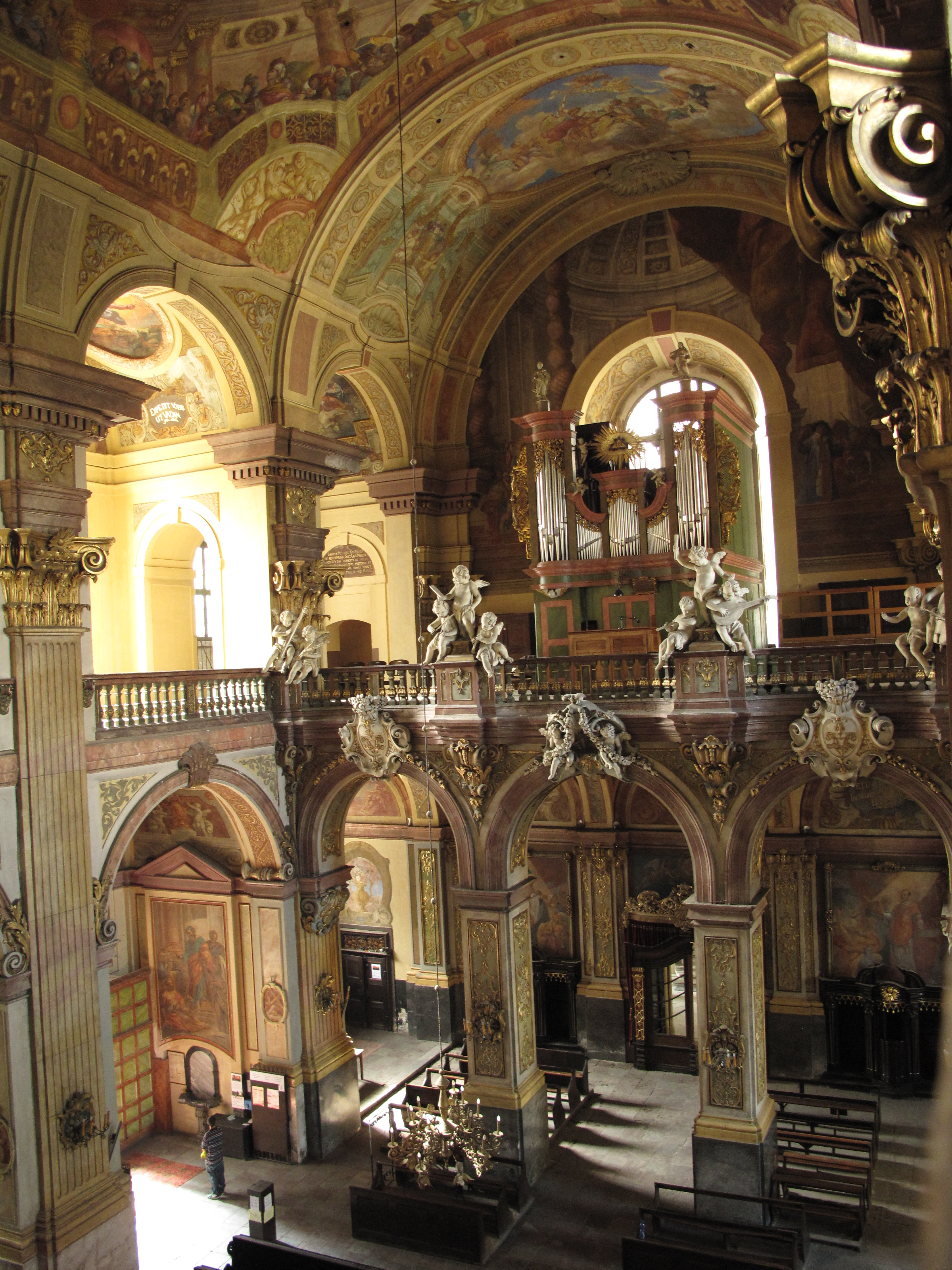
Kościół Imienia Jezus (uniwersytecki)

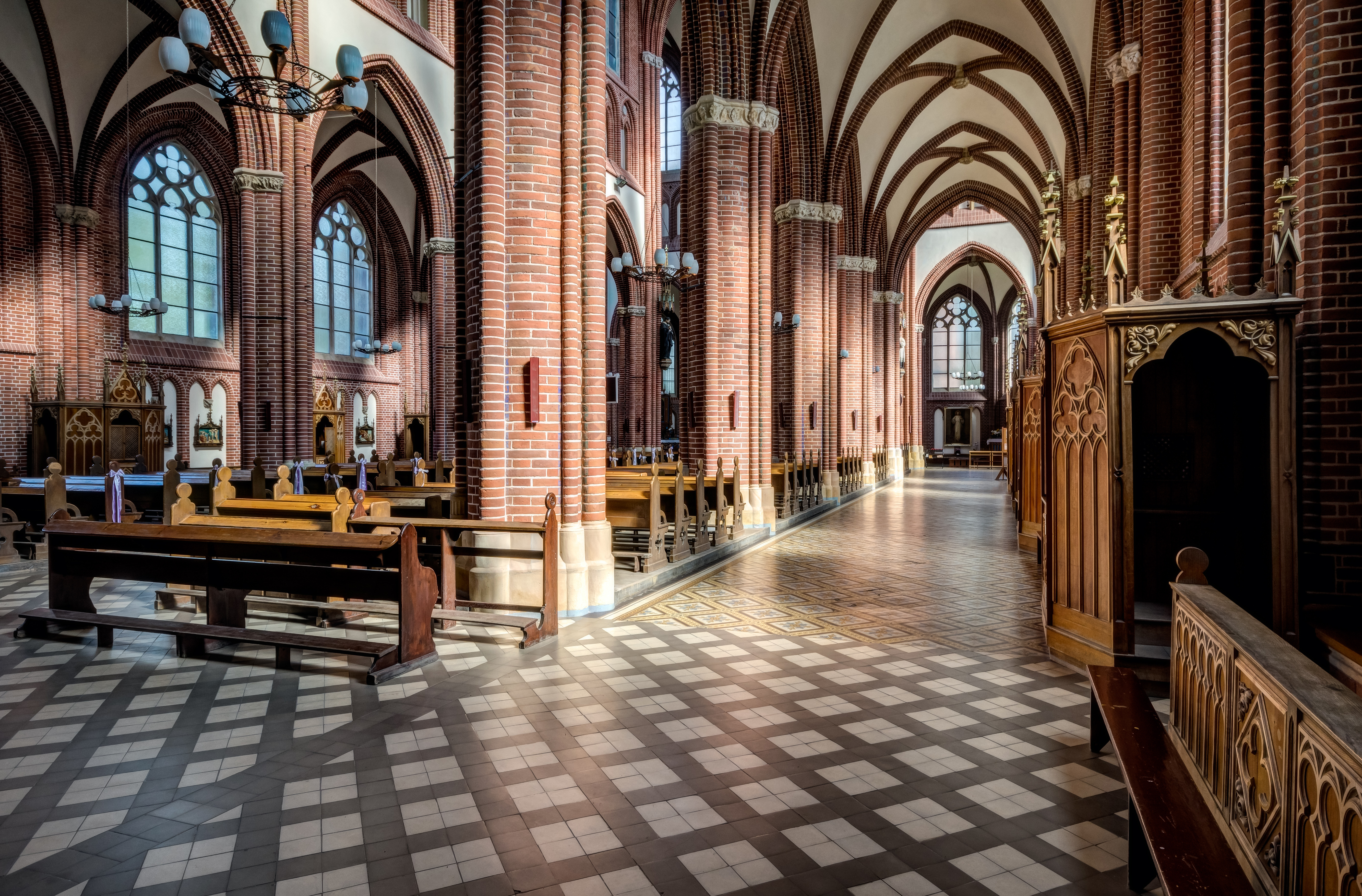
Kościół Michała Archanioła – nawa

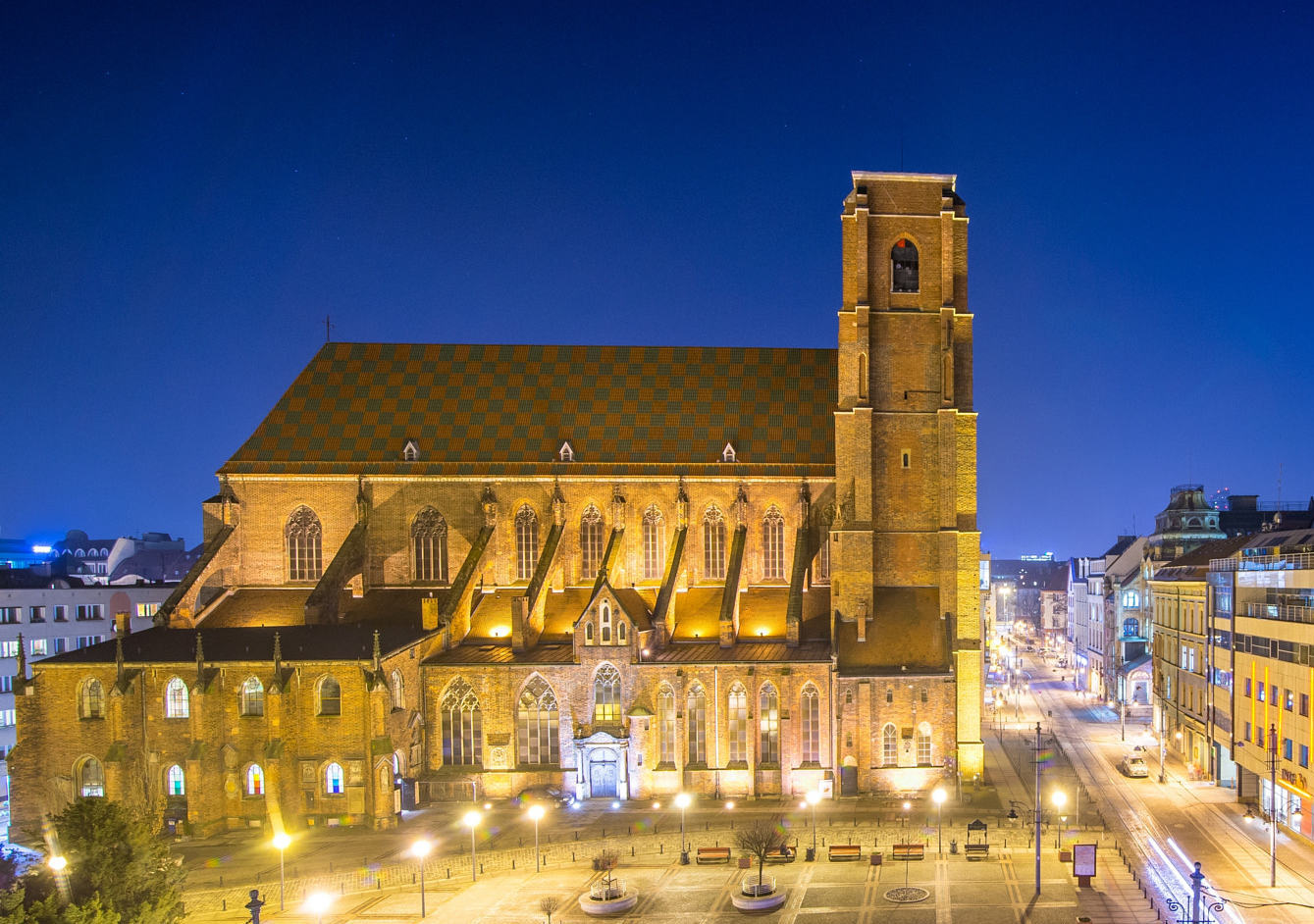
Katedra św. Marii Magdaleny Kościoła polskokatolickiego

Synagoga Pod Białym Bocianem

W 1000 r. na mocy dekretu papieża Sylwestra II, Wrocław stał się stolicą nowo powołanej diecezji wrocławskiej (jednej z czterech w Polsce), od 1929 archidiecezji wrocławskiej, a od 1992 metropolii wrocławskiej. Jest siedzibą wrocławskiej diecezji Kościoła Ewangelicko-Augsburskiego w RP (1947), prawosławnej diecezji wrocławsko-szczecińskiej (1951), a także diecezji wrocławsko-gdańskiej Kościoła greckokatolickiego (1997).
Od czasu włączenia Wrocławia do Państwa polskiego po II wojnie światowej największą grupą wyznaniową są katolicy. Konsekwentnie, najwięcej świątyń chrześcijańskich należy do archidiecezji wrocławskiej obrządku łacińskiego, która istnieje od 1000 r. z przerwą w czasie reakcji pogańskiej. Do 1821 r. należała ona jako diecezja do metropolii Gnieźnieńskiej, potem podporządkowano ją bezpośrednio Stolicy apostolskiej. W 1930 r. stała się archidiecezją. Patronem katedry od czasów średniowiecza jest Jan Chrzciciel, którego głowa jest w centrum herbu miasta. Głównym patronem miasta w 1963 r. ogłoszony został przez papieża Pawła VI bł. Czesław Odrowąż, którego zabytkowy grób w kościele dominikanów ocalał w bombardowaniu w czasie oblężenia Festung Breslau.
Od 1702 r., kiedy powstała Akademia Leopoldyńska, istnieje w mieście wydział teologiczny. Po wyjeździe niemieckich profesorów teologii po II wojnie światowej, został on wskrzeszony dopiero w 1968 r. – w wyniku antykościelnej polityki władzy komunistycznej już oddzielnie od Uniwersytetu, jako samodzielny wrocławski wydział teologiczny na prawach papieskich. Wydaje on czasopismo teologiczne pt. Wrocławski Przegląd Teologiczny. Archidiecezja ma także rozgłośnię radiową Katolickie Radio Rodzina.
Obecność wielu grup religijnych jest rezultatem złożonej przeszłości miasta, w której Wrocław zamieszkiwały przeróżne narodowości.
Pozostałością po tworzących niegdyś większość mieszkańców niemieckich protestantach jest do dziś niemieckojęzyczny zbór przy luterańskiej parafii św. Krzysztofa. Jednocześnie istnieją polskojęzyczne zbory luterańskie oraz społeczność ewangelicko-reformowana. Na terenie miasta działa również kilkanaście kościołów protestanckich innych wyznań. Do tej grupy należą między innymi wrocławskie zbory Kościoła Chrześcijan Baptystów, Kościoła Ewangelicko-Metodystycznego, Kościoła Adwentystów Dnia Siódmego, Kościoła Zielonoświątkowego, Ewangelicznego Kościoła Reformowanego, Kościoła Wolnych Chrześcijan czy Wspólnoty Kościołów Chrystusowych, a także niezależny charyzmatyczny (neozielonoświątkowy) Kościół Wrocław dla Jezusa.
Świadkowie Jehowy zgromadzeni są w 27 zborach. Korzystają oni z kompleksu czterech Sal Królestwa przy ul. Reymonta oraz dwóch obiektów na terenie miasta (przy ul. Ołtaszyńskiej i ul. Czernickiej) i dwóch poza miastem. Zebrania odbywają się w języku polskim, polskim migowym, angielskim, arabskim, bułgarskim, chińskim, hiszpańskim, rosyjskim i ukraińskim. Są oni drugą co do wielkości grupą wyznaniową we Wrocławiu (ponad 3500 głosicieli).
Po 45 latach swą greckokatolicką wiarę w obrządku ukraińsko-bizantyjskim mogą również bez przeszkód wyznawać Ukraińcy i Łemkowie, którzy do miasta zostali przesiedleni ze wschodniej Polski w ramach tzw. akcji „Wisła”. Tuż po wojnie, jako skutek przesiedleń mniejszości narodowych ze wschodnich terenów kraju, powstały tu również dwie wspólnoty prawosławne. Obecnie we Wrocławiu działają 4 parafie Polskiego Autokefalicznego Kościoła Prawosławnego (w tym jedna wojskowa). Są one odwiedzane przez Ukraińców i Łemków wyznających prawosławie, a także niewielką liczbę Rosjan i Polaków.
Na życie religijne dolnośląskiej stolicy wpływ ma także dziewiętnastowieczna emigracja Polaków do Ameryki. Utworzyli oni w nowej ojczyźnie własny Kościół Polskokatolicki, który z kolei w okresie międzywojennym trafił do Polski. We Wrocławiu istnieje również inna wspólnota tradycji starokatolickiej o nazwie Reformowany Kościół Katolicki w Polsce, która jest częścią Ekumenicznej Wspólnoty Katolickiej.
Liczną grupę stanowili także Żydzi, czego śladem jest do dziś Synagoga pod Białym Bocianem. W XIX w. rabinem był tu jeden z ideowych przywódców judaizmu reformowanego Abraham Geiger. We Wrocławiu wychowała się Edith Stein, konwertytka na katolicyzm, karmelitanka i patronka Europy. Współcześnie lokalna społeczność żydowska skupiona jest głównie wokół wrocławskiej Gminy Wyznaniowej Żydowskiej oraz miejscowego oddziału Towarzystwa Społeczno-Kulturalnego Żydów.
Wrocławscy buddyści skupieni są głównie we wspólnotach Świątyni Buddyjskiej Horakuji (Rinzai Zen i Sōtō Zen), Ośrodka Misyjnego Druk Jesze Dordże (Drukpa Kagyu), Ośrodka Misyjnego (Sōtō Zen), Buddyjski Związek Diamentowej Drogi Linii Karma Kagyu. Stworzony został również Projekt Dharma mający na celu zebranie w jednym miejscu informacji o buddyjskich grupach i ośrodkach.
Wrocław jest także największym w Polsce skupiskiem Karaimów. Tutaj mieszkał ostatni polski hazzan Rafał Abkowicz oraz funkcjonowała jedyna w historii powojennej Polski kienesa.
Wrocław trzy razy był gospodarzem dorocznego Europejskiego Spotkania Młodych organizowanego przez Wspólnotę Taize. Pierwsze takie spotkanie odbyło się w 1989, drugie w 1995, a trzecie w 2019. W dniach od 25.05 do 1.06.1997 r. w Hali Stulecia odbył się 46. Międzynarodowy Kongres Eucharystyczny z udziałem papieża Jana Pawła II.

## Sport

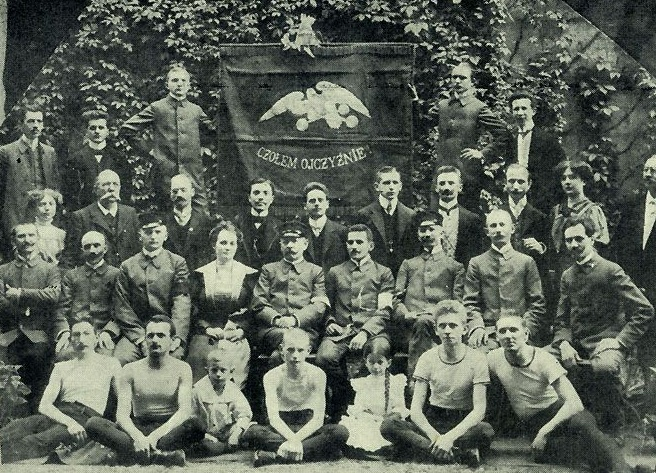
Pierwsze polskie Towarzystwo Gimnastyczne „Sokół” we Wrocławiu założone w 1893 roku.

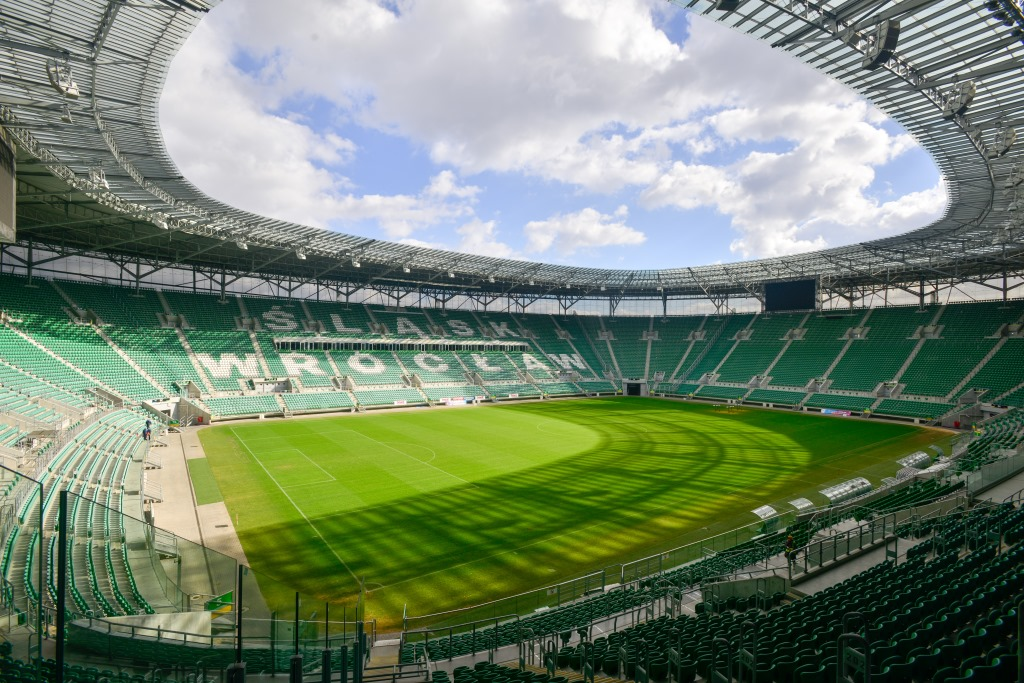
Stadion Miejski we Wrocławiu

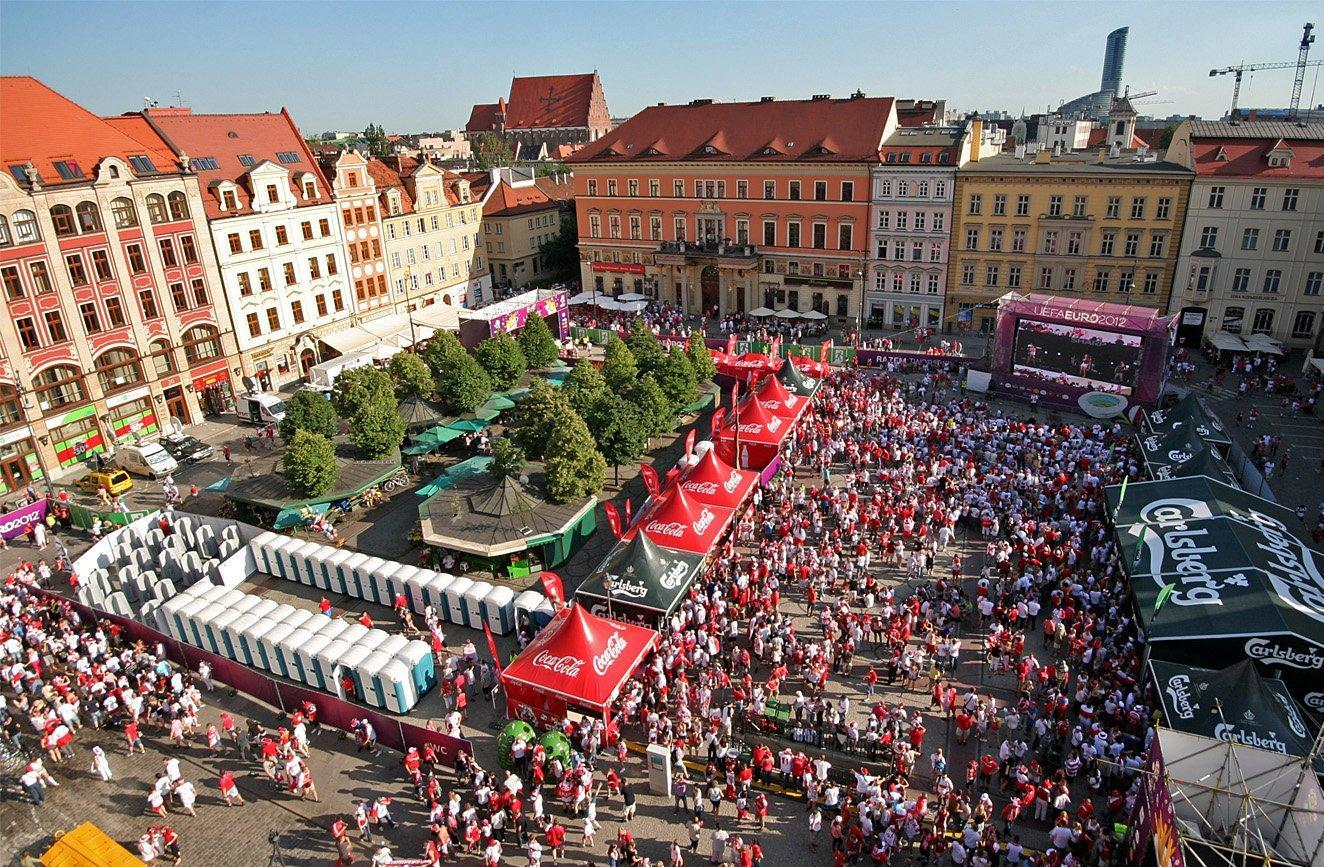
Strefa kibica podczas Euro 2012 na pl. Solnym

Najpopularniejszym klubem sportowym jest wielosekcyjny Śląsk Wrocław:
- Śląsk Wrocław (m) – mistrz Polski w piłce nożnej mężczyzn 1977, 2012 oraz zdobywca Pucharu Polski 1976, 1987.
- Śląsk Wrocław (k) – 8-krotny Mistrz Polski w piłce nożnej kobiet.
- Śląsk Wrocław (m) – 18-krotny Mistrz Polski w koszykówce mężczyzn.
- Śląsk Wrocław (m) – 15-krotny Mistrz Polski w piłce ręcznej mężczyzn.

Na Stadionie Olimpijskim swoje mecze rozgrywają żużlowcy Sparty Wrocław, pięciokrotnego drużynowego mistrza Polski (1993, 1994, 1995, 2006, 2021).
Miasto było jednym z czterech polskich miast, w których rozgrywano Mistrzostwa Europy w piłce nożnej mężczyzn UEFA Euro 2012. Mecze odbywały się na Stadionie Miejskim. Było gospodarzem Mistrzostw świata w podnoszeniu ciężarów w 2013 roku. Posiada tor wyścigów konnych (w Polsce są tylko 3), usytuowany jest on na Partynicach. Co roku w mieście odbywa się Wrocław Maraton. Odbywały się tu Mistrzostwa Świata w Piłce Siatkowej Mężczyzn 2014. W 2017 roku miasto było organizatorem zawodów World Games 2017.
W 2022 roku Wrocław został wybrany najbardziej sportowym miastem Polski.
W 2023 roku Wrocław zajął 2. miejsce w rankingu najbardziej sportowego miasta Polski. Pierwsze miejsce zajęła Łódź.
| Dyscyplina           | Nazwa klubu |
| -------------------- | --- |
| Piłka nożna          | Śląsk Wrocław, Ślęza Wrocław, Augustyn Wrocław, Błękitni Jerzmanowo, Bumerang Wrocław, Dynamo Wrocław, FC Wrocław Academy, Forza Wrocław, Grunwald Wrocław, Inkopax Wrocław, KS Wrocław, KS Brochów, Lotnik Wrocław, MKS Sołtysowice, Muchobór Wrocław, Orzeł Pawłowice, Odra Wrocław, Pafawag Wrocław, Parasol Wrocław, Pogoń Wrocław, Polonia Wrocław, Piast Żerniki, Polar Wrocław, Różanka Wrocław, Sparta Wrocław, Sporting Wrocław, Tur Wrocław, Widawa Wrocław, Wratislavia Wrocław, Złotniki Wrocław, Żak Wrocław, AZS Wrocław (kobiety). |
| Piłka ręczna         | Śląsk Wrocław Handball Team |
| Koszykówka           | Śląsk Wrocław, WTK Ślęza Wrocław, WKK Wrocław |
| Siatkówka            | Gwardia Wrocław |
| Żużel                | Sparta Wrocław |
| Unihokej             | AZS Politechnika Wrocławska |
| pływanie             | MKS Juvenia Wrocław, WKS Śląsk Wrocław |
| Boks                 | Gwardia Wrocław |
| Futbol amerykański   | Panthers Wrocław |
| Wioślarstwo          | AZS Politechnika Wrocławska |
| Lacrosse             | Kosynierzy Wrocław, Kosynierki Wrocław |
| Strzelectwo sportowe | Śląsk Wrocław |
| Baseball             | KSB Wrocław |
| Rugby                | Rugby Wrocław, AZS Politechnika Wrocławska |
| Korfball             | AZS Wrocław |
| Szermierka           | Kolejarz Wrocław |
| Hokej na trawie      | Polar Wrocław-Zawidawie |
| Pływanie w płetwach  | UKS Rekin Wrocław |

## Administracja i samorząd
Wrocław jest miastem na prawach powiatu. Jest też członkiem aglomeracji wrocławskiej i Unii Metropolii Polskich.

### Samorząd
Mieszkańcy miasta wybierają do Rady Miejskiej we Wrocławiu 37 radnych.
| Ugrupowanie                  | Kadencja 2002−2006 | Kadencja 2006−2010 | Kadencja 2010–2014 | Kadencja 2014–2018   |
| ---------------------------- | ------------------ | ------------------ | ------------------ | -------------------- |
| Sojusz Lewicy Demokratycznej | 15 (SLD-UP)        | 2 (LiD)            | 1                  | 1 (SLD Lewica Razem) |
| KWW Rafała Dutkiewicza       | 19                 | 10                 | 19                 | –                    |
| Liga Polskich Rodzin         | 3                  | –                  | –                  | –                    |
| Blok Frasyniuka              | 3                  | –                  | –                  | –                    |
| Prawo i Sprawiedliwość       | –                  | 11                 | 7                  | 14                   |
| Platforma Obywatelska        | –                  | 14                 | 10                 | –                    |
| Rafał Dutkiewicz z Platformą | –                  | –                  | –                  | 21                   |
| Bezpartyjni Samorządowcy     | –                  | –                  | –                  | 1                    |

### Podział administracyjny
Wrocław dzieli się administracyjnie na 48 osiedli, stanowiących jednostki pomocnicze miasta. Niegdyś miasto składało się z 5 dzielnic: Psie Pole, Śródmieście, Stare Miasto, Krzyki, Fabryczna, które obecnie nie posiadają własnej osobowości prawnej, stanowią jednak nadal kryterium organizacji wielu urzędów i instytucji.

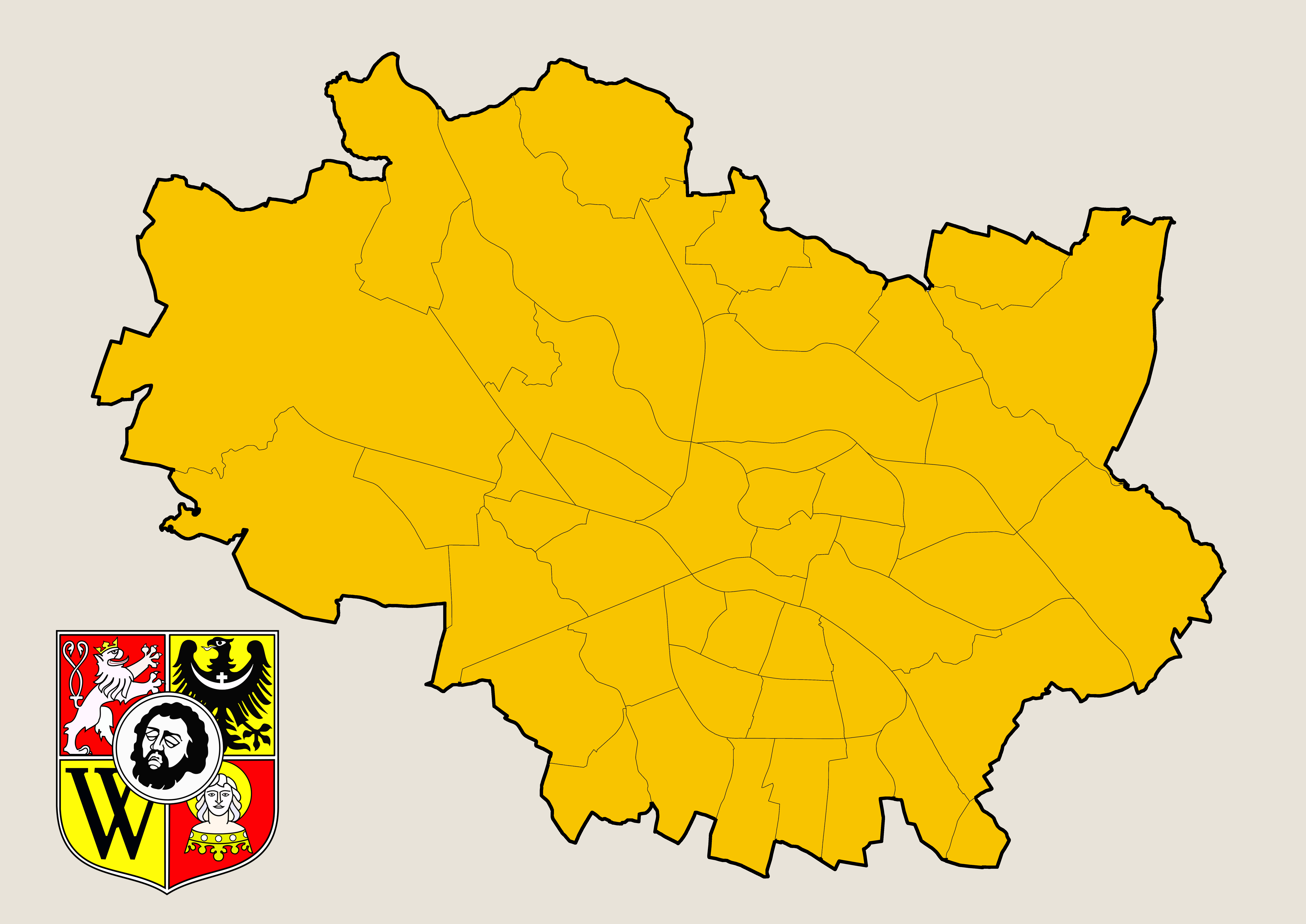
Podział administracyjny Wrocławia

## Bezpieczeństwo publiczne

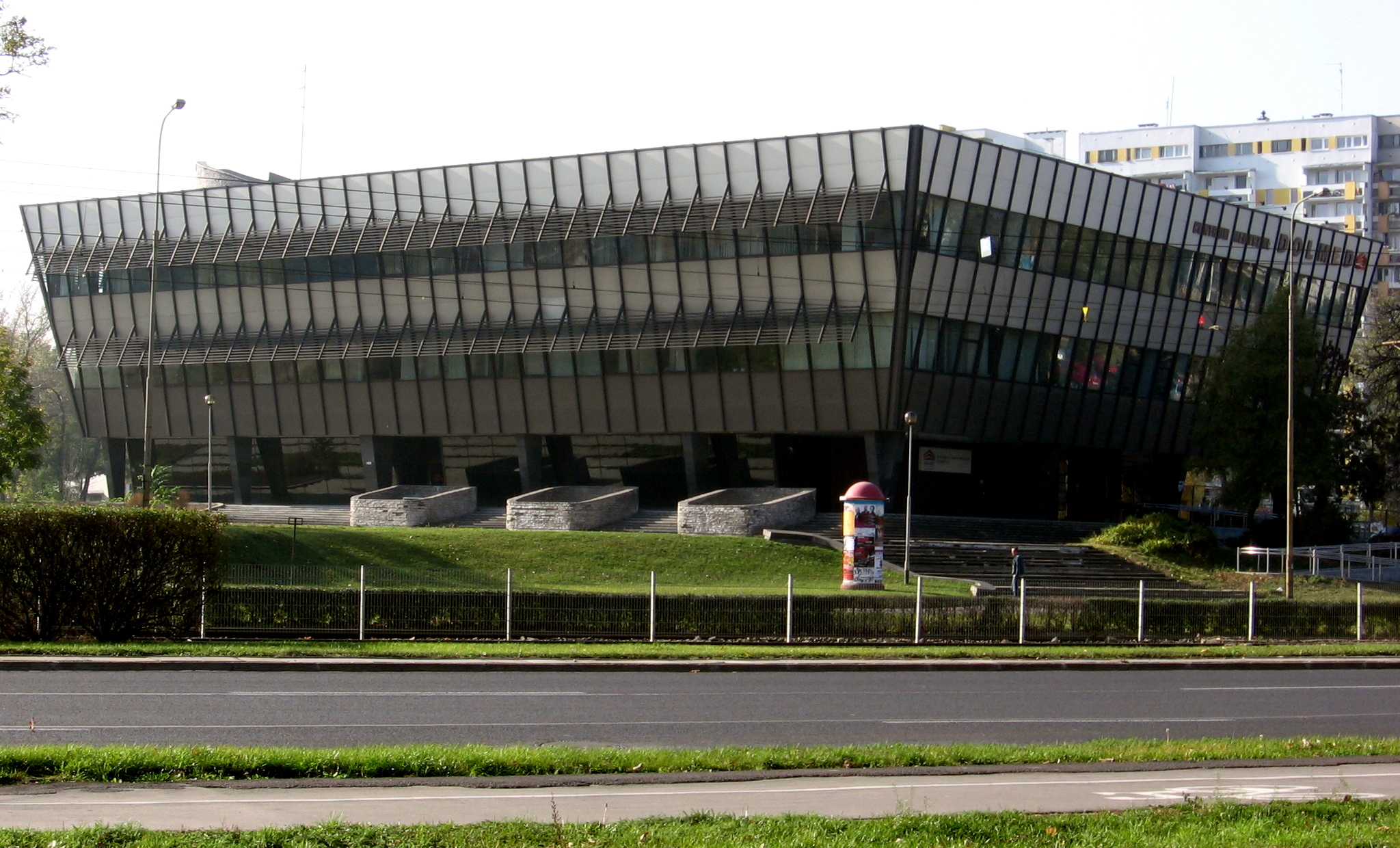
Dolnośląskie Centrum Medyczne „Dolmed” – budynek z 1977 roku

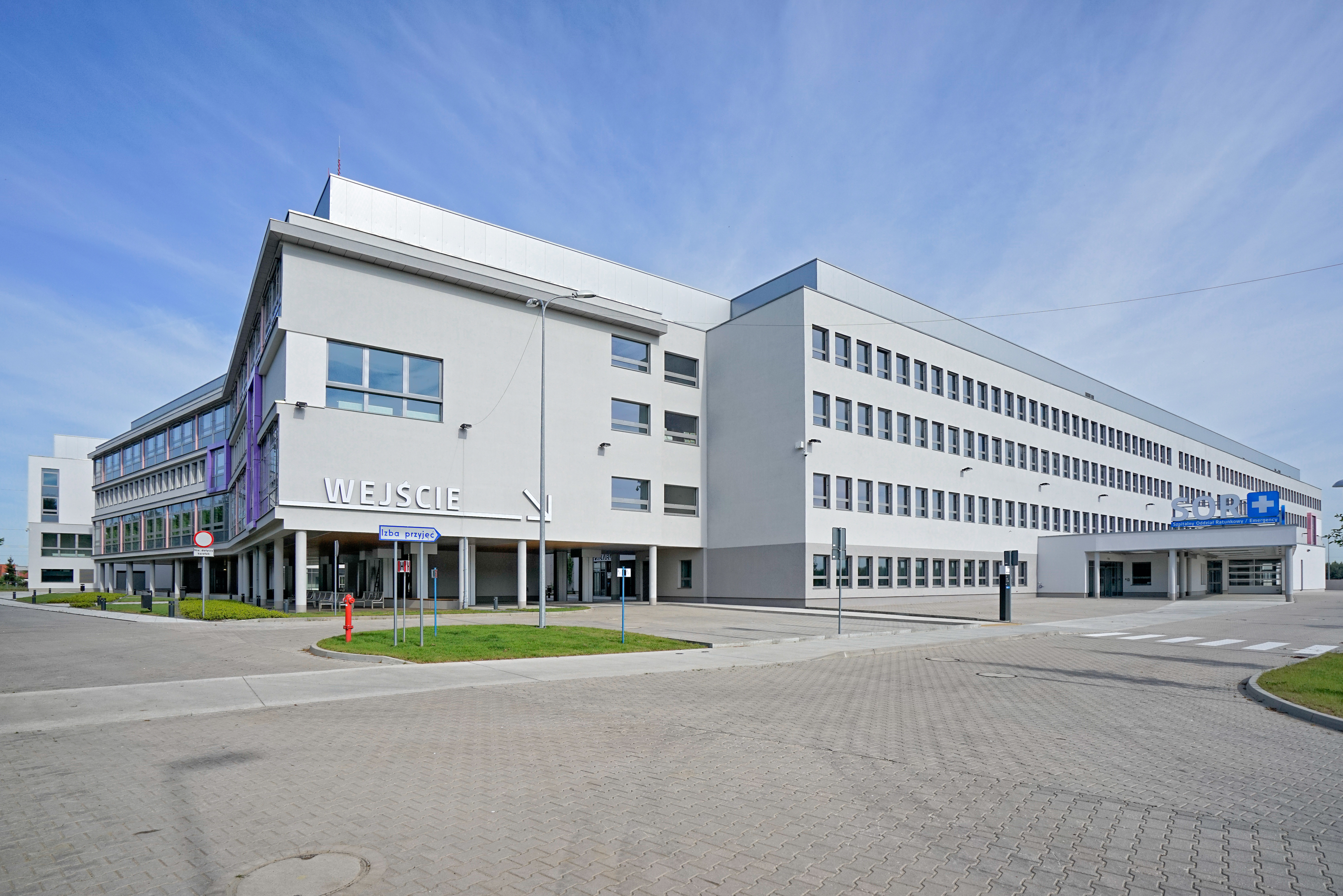
Nowo wybudowany Szpital Wojewódzki

We Wrocławiu znajduje się centrum powiadamiania ratunkowego, które obsługuje zgłoszenia alarmowe kierowane do numerów alarmowych 112, 997, 998, 999 i 986. Na terenie miasta znajduje się dziewięć Jednostek Ratowniczo – Gaśniczych Państwowej Straży Pożarnej, dziesięć komisariatów policji oraz trzy oddziały straży miejskiej (tylko jeden z nich – interwencyjny – pracujący całodobowo).

### Ochrona zdrowia
Wrocław posiada kilkanaście szpitali oraz znaczną liczbę świadczeniodawców podstawowej opieki zdrowotnej oraz poradni specjalistycznych.
Dzięki współpracy z tutejszą Akademią Medyczną 12 lutego 1958 dokonano tu pierwszej w Polsce operacji na otwartym sercu, a 31 marca 1966 pierwszą operację przeszczepienia nerki od żywego dawcy. Były to wówczas osiągnięcia o znaczeniu europejskim. III Klinika Chirurgii, kierowana przez prof. Z. Jeziorę, w latach sześćdziesiątych i siedemdziesiątych wyspecjalizowała się w operacjach wytwórczych przełyku, uzyskując czołowe miejsce w kraju.

## Stosunki międzynarodowe

### Placówki konsularne
Lista placówek konsularnych funkcjonujących obecnie we Wrocławiu. Z wyjątkiem konsulatu Generalnego Niemiec (przed 1993 NRD) konsulatu Generalnego Ukrainy oraz wicekonsulatu Węgier są to placówki konsuli honorowych.

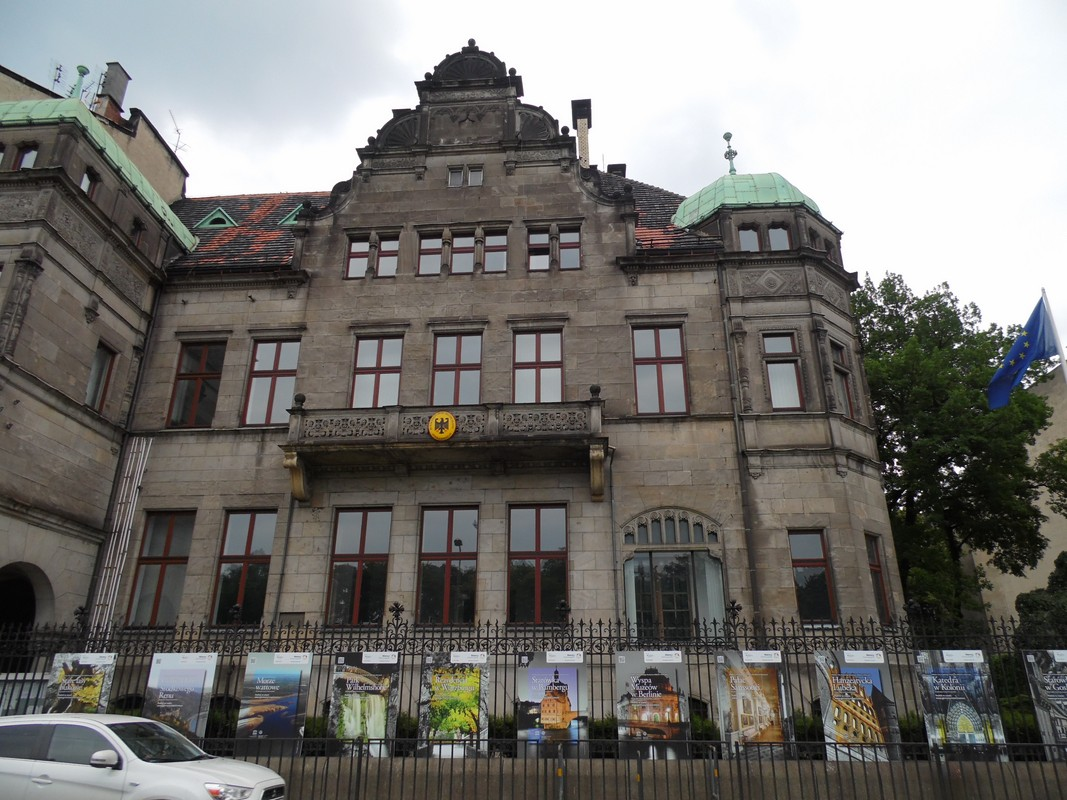
Konsulat Generalny Republiki Federalnej Niemiec (ul. Podwale 76)

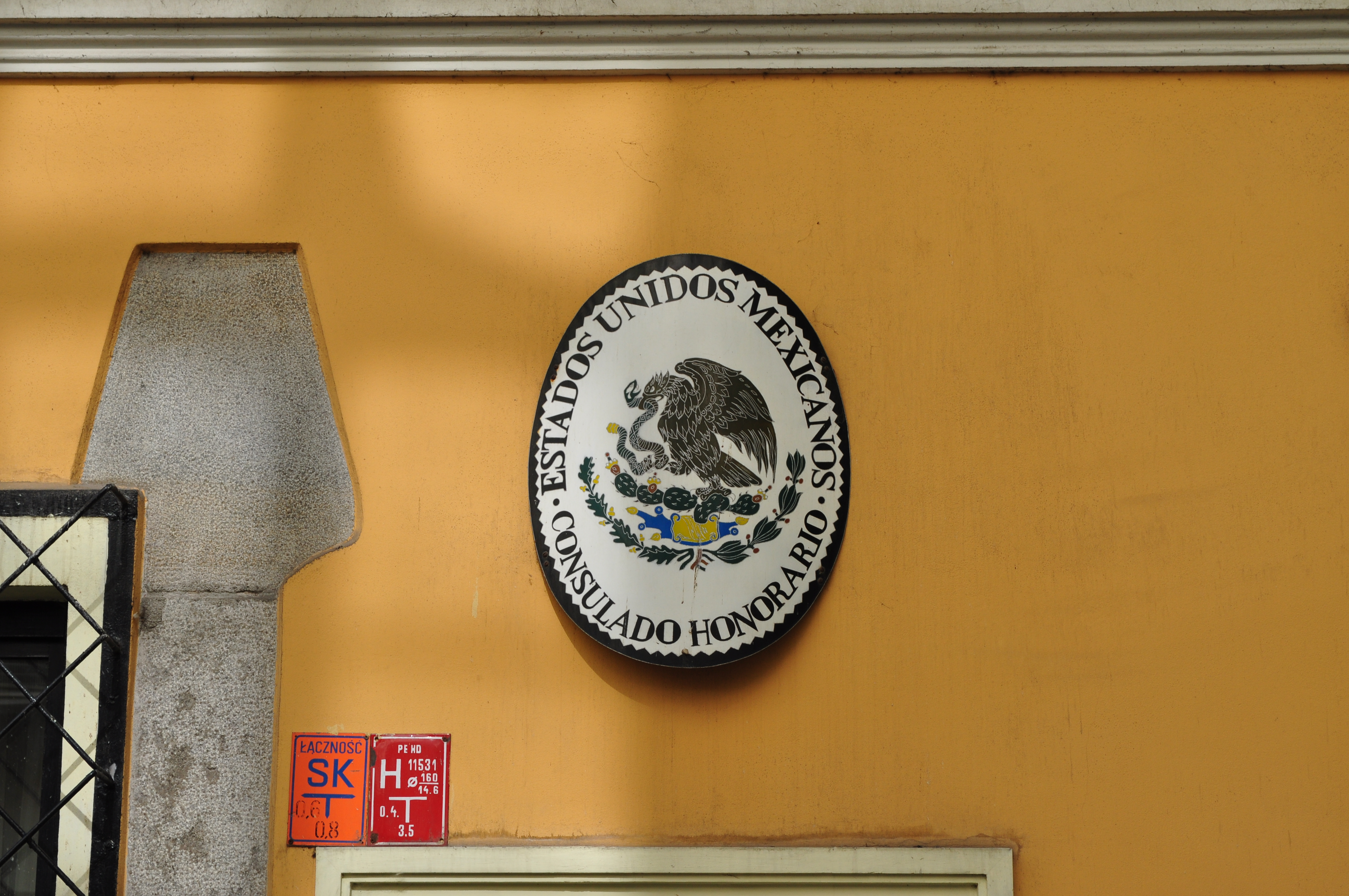
Konsulat Meksykańskich Stanów Zjednoczonych (Przejście Garncarskie 12)

- Konsulat Generalny Republiki Federalnej Niemiec (ul. Podwale 76);
- Konsulat Generalny Ukrainy (pl. Biskupa Nankiera 7);
- Wicekonsulat Węgier (ul. Łaciarska 4);
- Konsulat Republiki Austrii (ul. Skwierzyńska 21/10);
- Konsulat Brazylii (ul. Wyspa Słodowa 7)[211]
- Konsulat Republiki Bułgarii (ul. Piotra Skargi 7/1);
- Konsulat Republiki Chile (ul. Świdnicka 39);
- Konsulat Republiki Czeskiej (ul. Szkocka 5/2);
- Konsulat Królestwa Danii (ul. Świdnicka 36/15);
- Konsulat Republiki Estonii (ul. Józefa Piłsudskiego 13);
- Konsulat Republiki Finlandii (ul. Pawła Włodkowica 10/11);
- Konsulat Republiki Francuskiej (Rynek 58/300);
- Konsulat Gruzji (Rynek 5);
- Konsulat Królestwa Hiszpanii (ul. L. Rydygiera 2a/15);
- Konsulat Republiki Indii (ul. Wita Stwosza 16);
- Konsulat Republiki Kazachstanu (Rynek 56/57);
- Konsulat Republiki Korei (ul. L. Petrażyckiego 57);
- Konsulat Republiki Litewskiej (Plac Powstańców Śląskich 1/114);
- Konsulat Wielkiego Księstwa Luksemburga (ul. Rzeźnicza 32-33);
- Konsulat Republiki Łotewskiej (ul. Danuty Siedzikówny 21);
- Konsulat Republiki Malty (ul. Mińska 38);
- Konsulat Meksykańskich Stanów Zjednoczonych (Przejście Garncarskie 12);
- Konsulat Królestwa Norwegii (Rynek 7);
- Konsulat Republiki Słowacji (ul. Danuty Siedzikówny 21);
- Konsulat Królestwa Szwecji (ul. Mydlana 2);
- Konsulat Republiki Turcji (pl. Solny 2/3)[212]
- Konsulat Republiki Włoskiej (pl. Tadeusza Kościuszki 10/1);
- Konsulat Uzbekistanu (ul. Rakietowa 37)[213]
- Konsulat Wielkiej Brytanii (ul. Prosta 36)[214]

### Placówki Unii Europejskiej
- Przedstawicielstwo Regionalne Komisji Europejskiej we Wrocławiu (ul. Widok 10)[215]
- Biuro Parlamentu Europejskiego we Wrocławiu (ul. Widok 10)[216]

### Współpraca
| Miejscowość          | Kraj              | Data rozpoczęcia współpracy |
| -------------------- | ----------------- | --------------------------- |
| Araucária            | Brazylia          | 2006                        |
| Batumi               | Gruzja            | 2019                        |
| Breda                | Holandia          | 1991                        |
| Charlotte            | Stany Zjednoczone | 1991                        |
| Cheongju             | Korea Południowa  | 2023                        |
| Drezno               | Niemcy            | 1991                        |
| Guadalajara          | Meksyk            | 1995                        |
| Hradec Králové       | Czechy            | 2003                        |
| Kijów                | Ukraina           | 2023                        |
| Kowno                | Litwa             | 2003                        |
| Lille                | Francja           | 2013                        |
| Lwów                 | Ukraina           | 2001                        |
| Oksford              | Wielka Brytania   | 2018                        |
| Ramat Gan            | Izrael            | 1997                        |
| Reykjavík            | Islandia          | 2017                        |
| Vienne (departament) | Francja           | 1990                        |
| Waregem              | Belgia            | 2015                        |
| Wiesbaden            | Niemcy            | 1987                        |
| Wilno                | Litwa             | 2014                        |

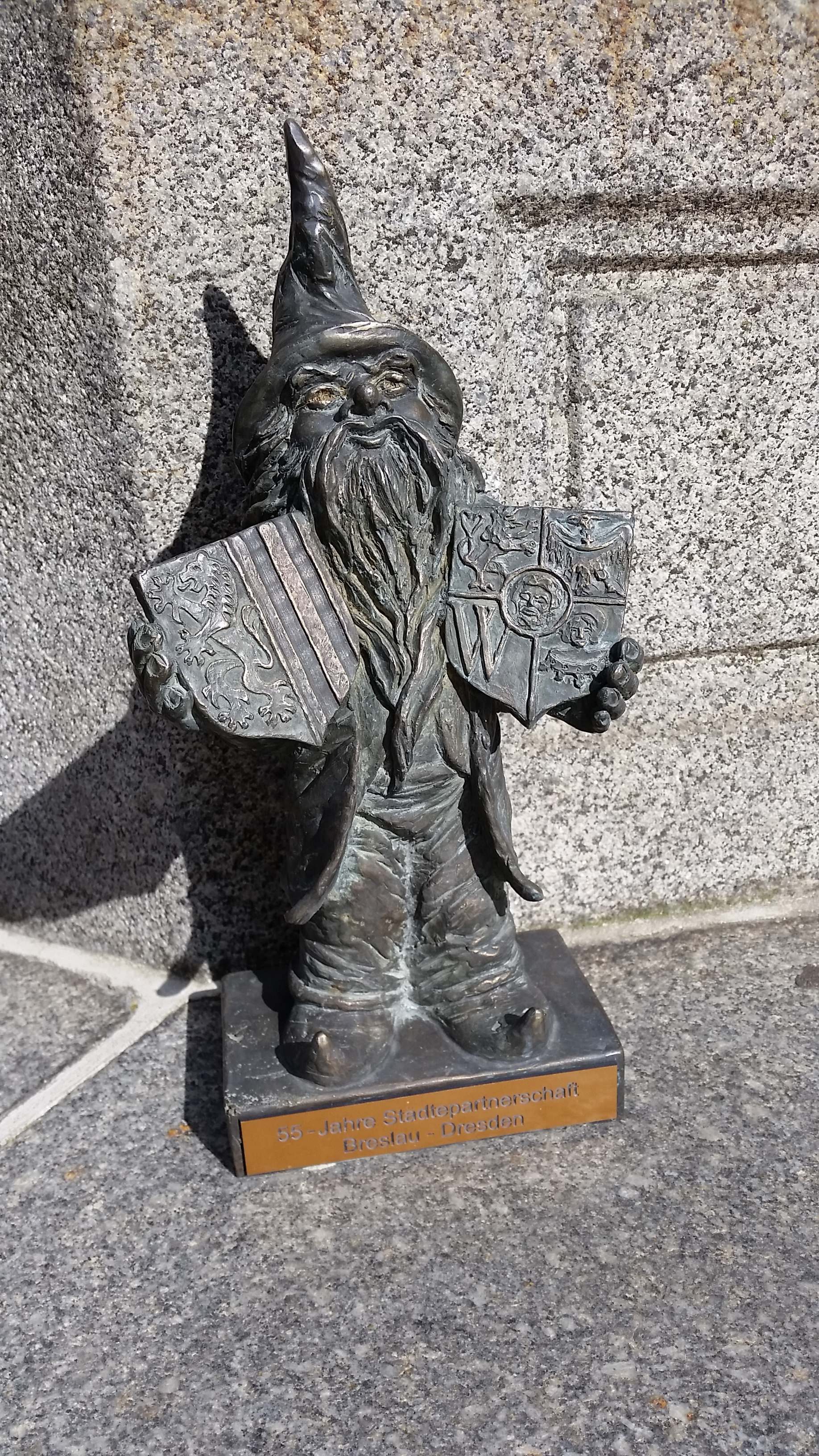
Wrocławski krasnal, Nowy Ratusz, Drezno

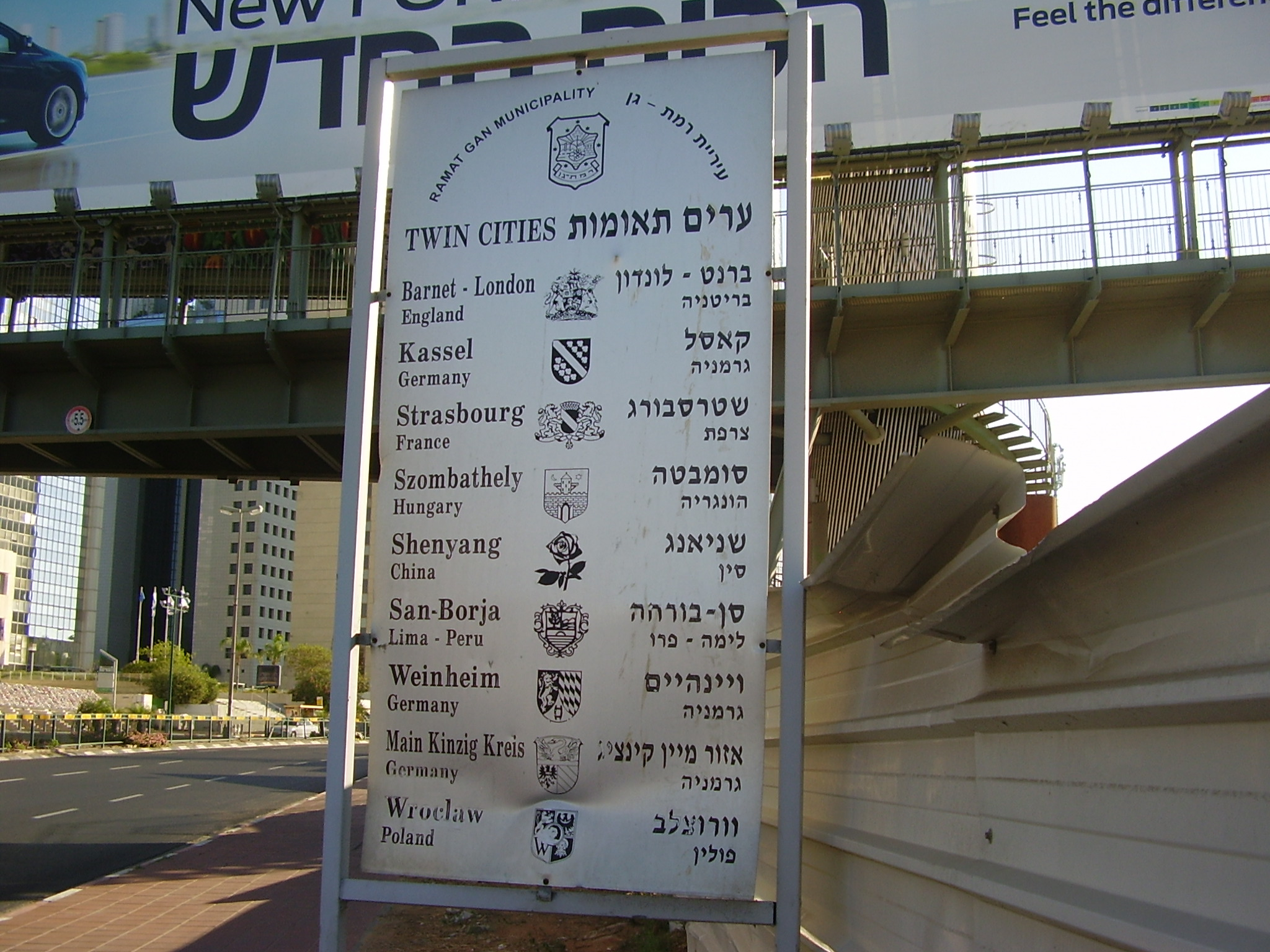
Miasta partnerskie Ramat Ganu, Izrael

W latach 2003–2022 miasto posiadało również umowę partnerską z Grodnem na Białorusi. Umowa ta została zerwana przez stronę polską 2 marca 2022 ze względu na wsparcie, jakiego Białoruś udzielała Rosji podczas inwazji na Ukrainę.

## Rankingi i wyróżnienia
W rankingu opublikowanym przez Globalization and World Cities Research Network, Wrocław został sklasyfikowany w IX kategorii (Gamma) miast o znaczeniu globalnym. Jest to drugi najlepszy wynik w Polsce (za Warszawą).
Wrocław został sklasyfikowany w pierwszej setce miast świata w rankingu firmy doradczej Mercer „Najlepsze miasta do życia” w 2015, 2016, 2017 i 2019, a także w pierwszej setce najbardziej inteligentnych miast na świecie (smart city) w raporcie IESE Cities in Motion Index w 2017 i 2019. W roku 2016 był Europejską Stolicą Kultury, od roku 2019 jest Miastem Literatury UNESCO, w lutym 2021 został sklasyfikowany na 1 miejscu należącego do Financial Times – fDi Magazine raporcie „Globalne Miasta Przyszłości 2021/2022” w kategorii średnich i małych miast świata.

## Osoby związane z Wrocławiem

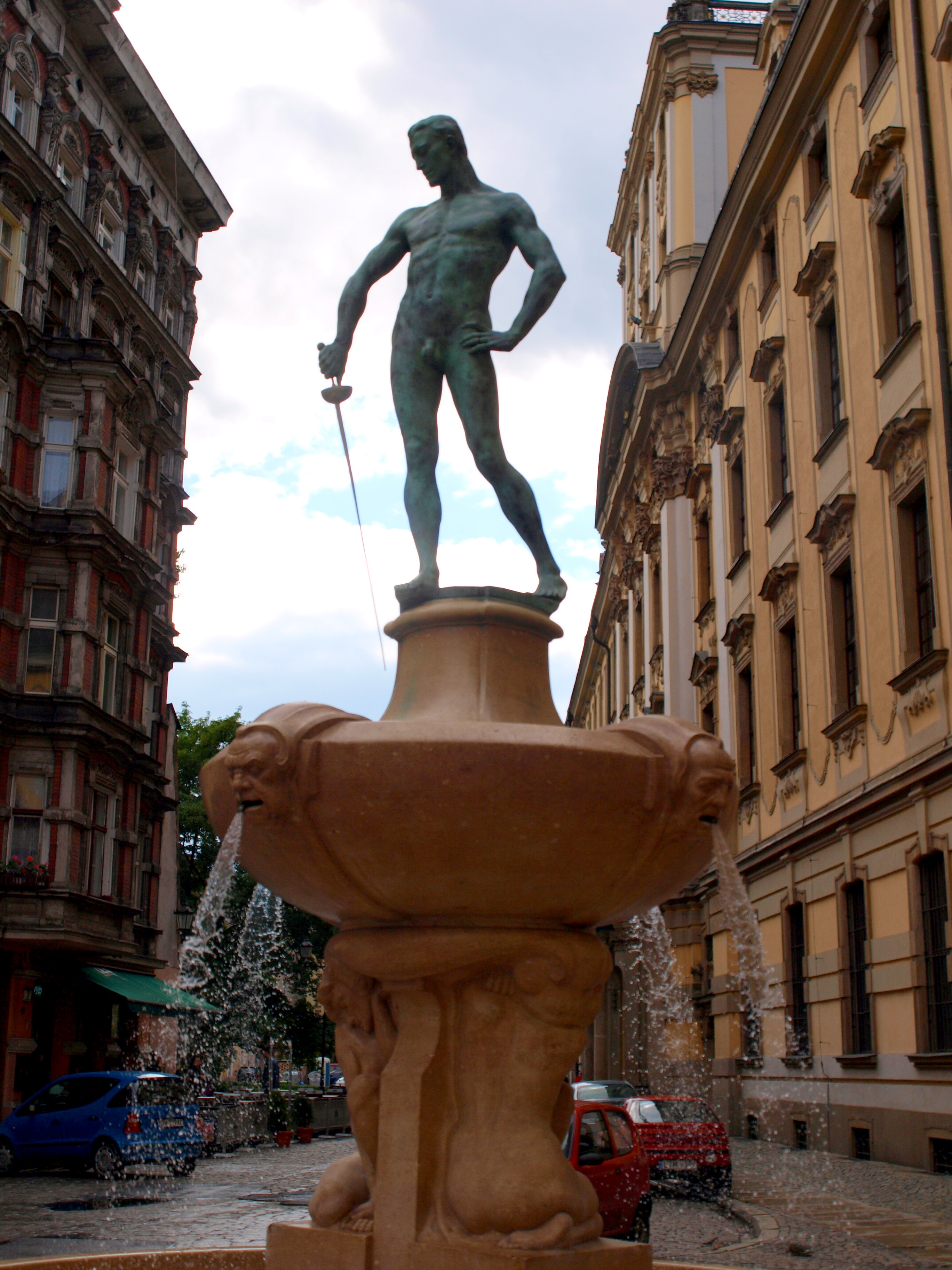
Fontanna „Szermierz” (1904)

### Nobliści
- Theodor Mommsen (1902) – historyk, poeta oraz prawnik niemiecki.
- Philipp Lenard (1905) – fizyk, nagrodę otrzymał dzięki swej pracy nad promieniowaniem katodowym.
- Eduard Buchner (1907) – niemiecki profesor chemii. Prowadził badania z dziedziny związków cyklicznych (odkrycie pirazolu), nad alkoholową fermentacją drożdżową i procesami fermentacyjnymi.
- Paul Ehrlich (1908) – chemik i bakteriolog, wynalazł salwarsan – lekarstwo przeciwko kile stosowane przed wynalezieniem antybiotyków.
- Gerhart Hauptmann (1912) – dramaturg i powieściopisarz, był przedstawicielem nurtu naturalistycznego w teatrze.
- Fritz Haber (1918) – chemik niemiecki pochodzenia żydowskiego, nagrodę otrzymał za opracowanie metody syntezy amoniaku, umożliwiającej produkcję nawozów sztucznych.
- Friedrich Bergius (1931) – prace badawcze nad wysokociśnieniowym uwodornianiem węgla do węglowodorów ciekłych – benzyna syntetyczna (metoda Bergiusa), scukrzaniem drewna (hydroliza celulozy).
- Otto Stern (1943) – fizyk, nagrodę otrzymał za swój wkład w rozwój metody wiązki molekularnej i odkrycia momentu magnetycznego protonu.
- Max Born (1954) – sformułował standardową obecnie interpretację kwadratu funkcji falowej (ψ*ψ) w równaniu Schrödingera jako gęstości prawdopodobieństwa znalezienia cząstki.
- Reinhard Selten (1994) – ekonomista niemiecki, Nagrodę Nobla otrzymał za osiągnięcia w dziedzinie teorii gier.
- Olga Tokarczuk (2018) – pisarka, poetka, eseistka, pierwsza polska, wrocławska noblistka

### Honorowi obywatele Wrocławia

#### Królestwo Prus
- Ferdinand Heinke (1831)
- David Schulz (1845)
- August von Ende (1870)

#### Królestwo Prus/II Rzesza
- Arthur Johnson Hobrecht (1872)
- Heinrich Robert Göppert (1875)
- Ernst Wachler (1875)
- Max von Forckenbeck (1878)
- Carl Friedrich Eduard Bartsch (1878)
- Wilhelm von Tümpling (1880)
- Adolph Menzel (1885)
- Helmut Karl Bernhard von Moltke (1890)
- Gustav Dickhuth (1892)
- Otto Theodor von Seydewitz (1894)
- Ferdinand Julius Cohn (1897)
- Julius Schottländer (1901)[234]
- Wilhelm Salomon Freund (1901)
- Maximilian von Ysselstein (1902)
- Hermann von Hatzfeld-Trachenberg (1903)
- Otto Mühl (1907)
- Robert von Zedlitz-Trützschler (1909)
- Georg Bender (1912)
- Georg Kopp (1912)
- Wiktor II Amadeusz von Ratibor (1913)
- Remus von Woyrsch (1919)

#### Republika Weimarska
- Gerhart Hauptmann (1922)
- Alfred von Scholtz (1924)
- Paul von Hindenburg (1927)

#### III Rzesza
- Adolf Hitler (16 marca 1933)[235]
- Helmuth Brückner (1933)
- Hermann Göring (1935)
- Fritz Hofmann (1936)
- Wilhelm Frick (1937)
- Josef Wagner (1938)
- Joseph Goebbels (1938)

#### Polska Rzeczpospolita Ludowa
- Józef Stalin (1945)
- Władysław Gomułka (1946)
- Stanisław Piaskowski (1946)
- Stanisław Popławski (1947)
- Konstanty Rokossowski (1949)
- Rodion Malinowski (1963)
- Mirosław Hermaszewski (1978)
- Romesh Chandra (1979)

#### III Rzeczpospolita
Civitate Wratislaviensi Donatus – Honorowy Obywatel Wrocławia – nadawany jest od 1993 roku. Pierwszym wyróżniony we współczesnym Wrocławiu został prof. Alfred Jahn, rektor Uniwersytetu Wrocławskiego, geograf i polarnik. Jeśli chodzi o poprzednie wyróżnienia to w 1990 roku Rada Miejska Wrocławia przyjęła uchwałę w sprawie wykazu aktów prawa miejscowego podjętych przed 1990 rokiem i nadal obowiązujących. W tym wykazie nie ma uchwał dotyczących nadawania honorowego obywatelstwa Wrocławia przed rokiem 1945.
- Alfred Jahn (1993)
- Tadeusz Różewicz (1994)
- Henryk Tomaszewski (1995)
- Henryk Gulbinowicz (1996, tytuł odebrano w 2020[237])
- Jan Paweł II (1997)
- Jerzy Grotowski (1998)
- Wojciech Dzieduszycki (1999, zrzekł się tytułu w 2006[238])
- Jan Nowak-Jeziorański (2000)
- Václav Havel (2001)
- Norman Davies (2002)
- Andrzej Wajda (2003)
- Władysław Bartoszewski (2004)
- Lech Wałęsa (2005)
- Sylwester Chęciński (2006)
- Kurt Masur (2007)
- Tenzin Gjaco (XIV Dalajlama) (2008)
- Urszula Kozioł (2009)
- Aleksandra Natalli-Świat (2010, pośmiertnie)
- Władysław Stasiak (2010, pośmiertnie)
- Jerzy Szmajdziński (2010, pośmiertnie)
- Władysław Frasyniuk (2011)[239]
- Eugeniusz Get-Stankiewicz (2012, pośmiertnie)[240]
- Bogdan Zdrojewski (2013)[241]
- Jan Miodek (2014)[241]
- ks. Stanisław Orzechowski (2015)[242]
- o. Ludwik Wiśniewski (2015)[242]
- Adolf Juzwenko (2016)[243]
- Karol Cyryl Modzelewski (2016)[243]
- Kornel Morawiecki (2016)[243]

## Panoramy miasta
| Widok z punktu widokowego na 49. piętrze Sky Tower w kierunku północnym i północno-wschodnim (styczeń 2014)                        |
| Panorama północno-wschodnia (180°) z 23. piętra nieistniejącego już budynku „Poltegoru” przy ul. Powstańców Śl. 95 (czerwiec 2005) |
| Panorama południowa (~90°) z tego samego miejsca i w tym samym czasie                                                              |
| Widok z Psiego Pola na centrum Wrocławia z zaznaczonymi szczytami                                                                  |

## Sąsiednie gminy
Czernica, Długołęka, Kąty Wrocławskie, Kobierzyce, Miękinia, Oborniki Śląskie, Siechnice, Wisznia Mała